# Amedeo Modigliani
Vous lisez un « article de qualité » labellisé en 2020.
« Modigliani » redirige ici. Pour les autres significations, voir Modigliani (homonymie).
Amedeo Clemente Modigliani (/a.meˈdɛ.o kle.ˈmɛn.te mo.diʎ.ˈʎa.ni/), né le 12 juillet 1884 à Livourne (Italie) et mort le 24 janvier 1920 à Paris, est un peintre et sculpteur italien rattaché à l'École de Paris.
De santé fragile, Amedeo Modigliani grandit dans une famille juive bourgeoise mais désargentée qui, du côté maternel en tout cas, soutient sa précoce vocation d'artiste. Ses années de formation conduisent Modigliani de la Toscane à Venise en passant par le Mezzogiorno, avant qu'il ne se fixe en 1906 à Paris, alors capitale européenne des avant-gardes artistiques. Entre Montmartre et Montparnasse, très lié à Maurice Utrillo, Max Jacob, Manuel Ortiz de Zárate, Jacques Lipchitz, Moïse Kisling ou Chaïm Soutine, « Modi » devient une des figures de la bohème. Passé vers 1909 à la sculpture — son idéal —, il l'abandonne vers 1914 en raison notamment de ses problèmes pulmonaires : il revient à la seule peinture, produit beaucoup, vend peu, et meurt à 35 ans d'une tuberculose contractée dans sa jeunesse.
Il incarne dès lors l'artiste maudit qui s'est abîmé dans l'alcool, la drogue et les liaisons orageuses pour noyer son mal-être et son infortune. S'ils ne sont pas sans fondement, ces clichés — renforcés par le suicide de sa compagne Jeanne Hébuterne (1898-1920), enceinte, au lendemain de sa mort — se substituent longtemps à la réalité biographique, difficile à établir, ainsi qu'à l'étude objective de l'œuvre. Jeanne Modigliani (1918-1984), fille du couple, est dans les années 1950 l'une des premières à montrer que la création de son père n'a pas été marquée par sa vie tragique et a même évolué à rebours, vers une forme de sérénité.
Modigliani laisse quelque vingt-cinq sculptures en pierre, essentiellement des têtes de femme, exécutées en taille directe peut-être au contact de Constantin Brâncuși et évoquant les arts premiers que l'Occident découvrait alors. Un aspect stylisé sculptural se retrouve justement dans ses toiles, infiniment plus nombreuses (environ 400) bien qu'il en ait détruit beaucoup et que leur authentification soit parfois délicate. Il s'est essentiellement limité à deux genres majeurs de la peinture figurative : le nu féminin et surtout le portrait.
Marqué par la Renaissance italienne et le classicisme, Modigliani n'en puise pas moins dans les courants issus du postimpressionnisme (fauvisme, cubisme, début de l'art abstrait) des moyens formels pour concilier tradition et modernité, en poursuivant dans une indépendance foncière sa quête d'harmonie intemporelle. Son travail continu d'épuration des lignes, des volumes et des couleurs a rendu reconnaissables entre tous son trait ample et sûr, tout en courbes, ses dessins de cariatides, ses nus sensuels aux tons chauds, ses portraits frontaux aux formes étirées jusqu'à la déformation et au regard souvent absent, comme tourné vers l'intérieur.
Centrée sur la représentation de la figure humaine, son esthétique d'un lyrisme contenu a fait de Modigliani, à titre posthume, l'un des peintres du XXe siècle les plus appréciés du public. Considérant qu'il n'avait pas joué de rôle décisif dans l'histoire de l'art, la critique et le monde académique ont davantage tardé à reconnaître en lui un artiste de premier plan.

## Biographie

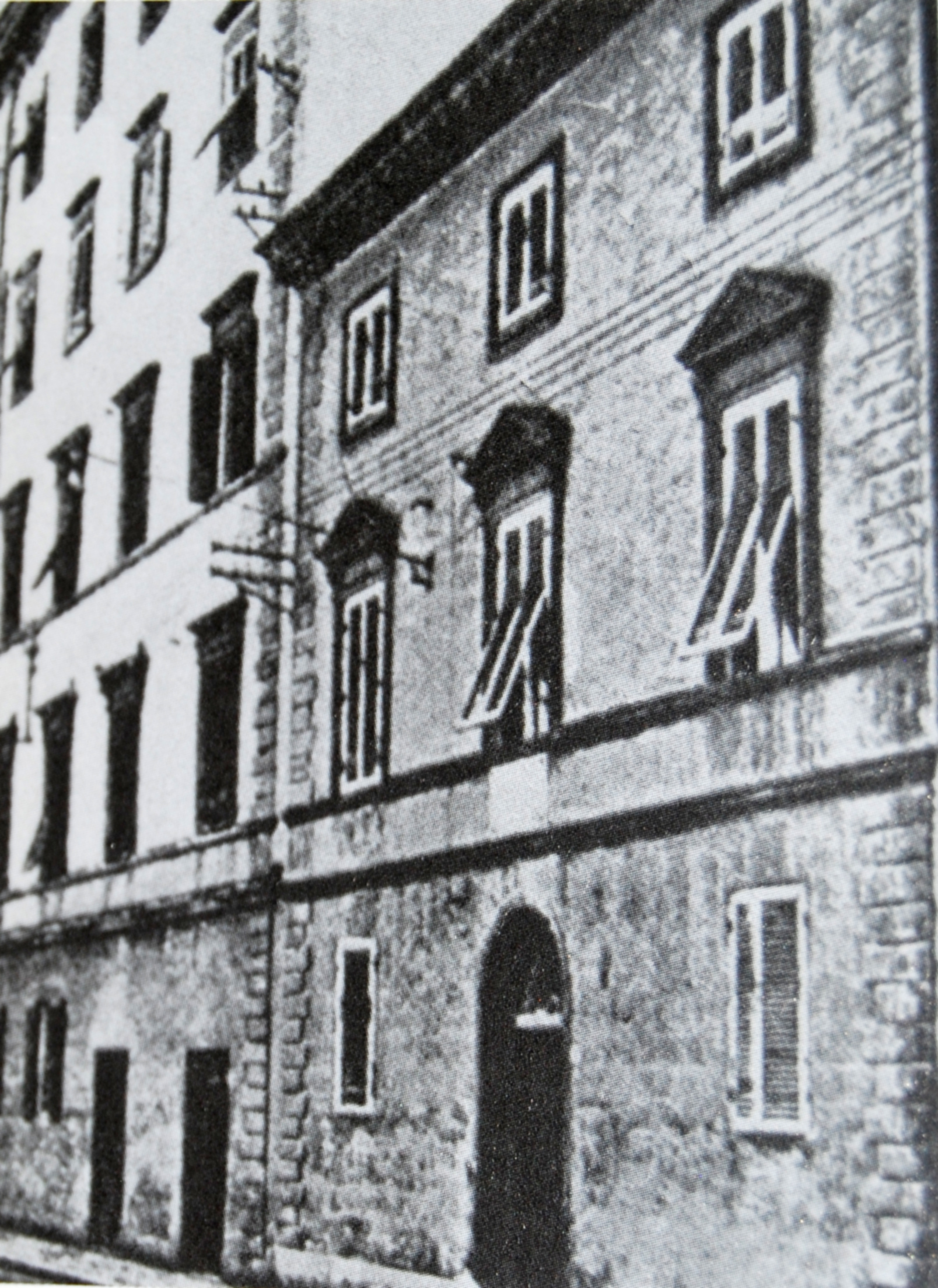
Maison natale de Modigliani (cliché de 1903).

Amedeo Modigliani, qui se confiait peu, a laissé des lettres mais aucun journal. Celui de sa mère et la notice biographique qu'elle a rédigée en 1924 constituent des sources partielles. Quant aux souvenirs des amis et relations, ils ont pu être altérés par l'oubli, la nostalgie de leur jeunesse ou leur vision de l'artiste : la monographie d'André Salmon en 1926 en particulier est à l'origine de « toute la mythologie Modigliani ». Peu attirée par l'œuvre de son père en tant qu'historienne d'art, Jeanne Modigliani s'est efforcée de retracer son parcours réel « sans la légende et au-delà des déformations familiales » dues à une sorte de dévotion condescendante pour le disparu,. La biographie dont elle livre une première version en 1958 contribue à réorienter les recherches sur l'homme, sa vie et sa création,.

### Jeunesse et formation (1884-1905)
Amedeo Clemente naît en 1884 dans le petit hôtel particulier de la famille Modigliani, via Roma 38, au cœur de la cité portuaire de Livourne. Après Giuseppe Emanuele, Margherita et Umberto, il est le dernier enfant de Flaminio Modigliani (1840-1928), homme d'affaires en butte à des revers de fortune, et d'Eugénie née Garsin (1855-1927), tous deux issus de la bourgeoisie sépharade. Amedeo est un enfant de santé fragile, mais son intelligence sensible et son inappétence scolaire persuadent sa mère de l'accompagner dès l'adolescence dans une vocation artistique qui va vite lui faire quitter l'horizon étroit de sa ville natale.

#### Deux familles que tout oppose

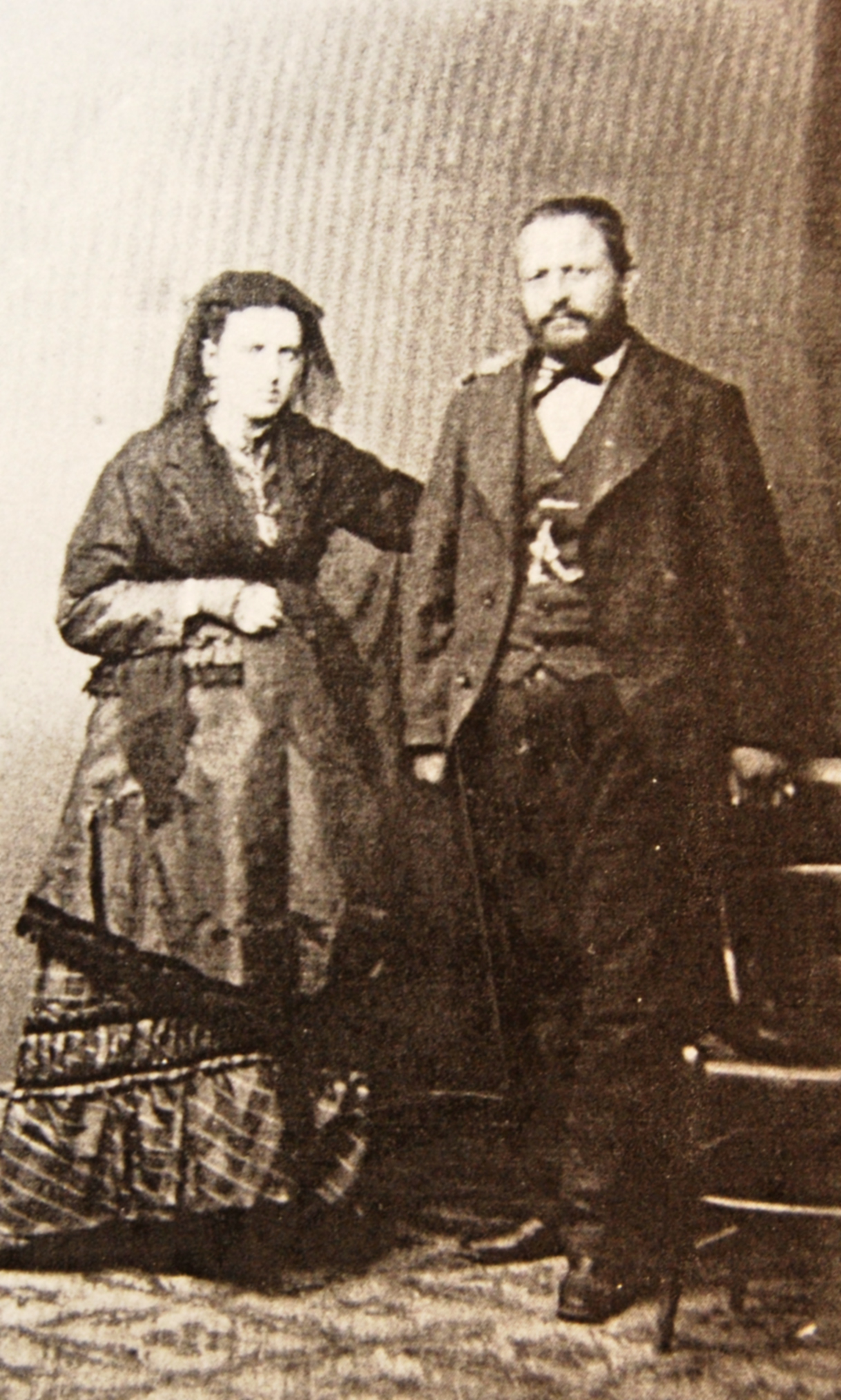
Les parents d'Amedeo en 1884, avant sa naissance.

L'histoire familiale qu'a retracée Eugénie et son journal intime en français aident à rectifier les rumeurs entretenues à l'occasion par Amedeo lui-même, selon lesquelles son père descendrait d'une lignée de riches banquiers et sa mère du philosophe Baruch Spinoza.
Sans doute originaires du village de Modigliana, en Émilie-Romagne, les ancêtres paternels du peintre résidaient au début du XIXe siècle à Rome, où ils rendaient des services financiers au Vatican : s'ils n'ont jamais été « les banquiers du pape » — mythe familial revivifié en temps de crise —, ils ont acquis en Sardaigne un domaine forestier, agricole et minier qui en 1862 couvre 60 000 hectares au nord-ouest de Cagliari. Flaminio l'exploite avec ses deux frères et y réside la plupart du temps tout en dirigeant sa succursale de Livourne. Car leur père, chassé pour son soutien au Risorgimento ou furieux d'avoir dû, parce que Juif, se défaire d'un petit bien foncier, a en 1849 quitté les États pontificaux pour cette ville : les descendants des Juifs expulsés d'Espagne en 1492 y jouissent depuis 1593 d'un statut exceptionnel, les lois livournaises accordant aux « marchands de toutes nations » un libre droit de circulation, de négoce et de propriété.
Fuyant de même les persécutions des Rois catholiques, les aïeux d'Eugénie Garsin s'étaient établis à Tunis, où l'un d'eux avait fondé une école talmudique de renom. À la fin du XVIIIe siècle, un Garsin commerçant s'est fixé à Livourne avec sa femme Regina Spinoza — dont la parenté avec le philosophe homonyme, mort sans enfant, n'est nullement prouvée,. Un de leurs fils en faillite émigre avant 1850 à Marseille, où son fils, marié à une cousine toscane, élève ses sept enfants dans une tradition judéo-espagnole ouverte voire libre-penseuse : instruite par une gouvernante anglaise puis à l'école catholique, Eugénie reçoit une solide culture classique et baigne dans un milieu rationaliste féru d'arts, sans tabou notamment sur la représentation de la figure humaine.
Elle n'en est pas moins à son insu promise par son père à Flaminio Modigliani, âgé de trente ans quand elle en a quinze mais plus riche. En 1872, la jeune mariée emménage à Livourne chez ses beaux-parents, où cohabitent quatre générations. Déçue par un train de vie luxueux mais soumis à des règles rigides, elle se sent mal à l'aise dans cette famille conservatrice très patriarcale et de stricte observance religieuse : jugeant les Modigliani prétentieux et ignorants, elle vantera toujours l'esprit des Garsin. Son mari est en outre accaparé par ses affaires, qui périclitent et ne suffisent plus aux dépenses d'une maisonnée nombreuse : en 1884 c'est la banqueroute.
Dans la nuit du 11 au 12 juillet, Flaminio fait entasser sur le lit de sa femme les objets les plus précieux de la maison : en vertu d'une loi interdisant de saisir ce qui se trouve sur la couche d'une parturiente, cela au moins échappera aux huissiers qui se sont présentés au matin en même temps que le bébé. Celui-ci est prénommé Amedeo Clemente, en hommage au frère cadet et préféré d'Eugénie et à leur jeune sœur Clementina morte deux mois plus tôt.

#### «Peut-être un artiste?»

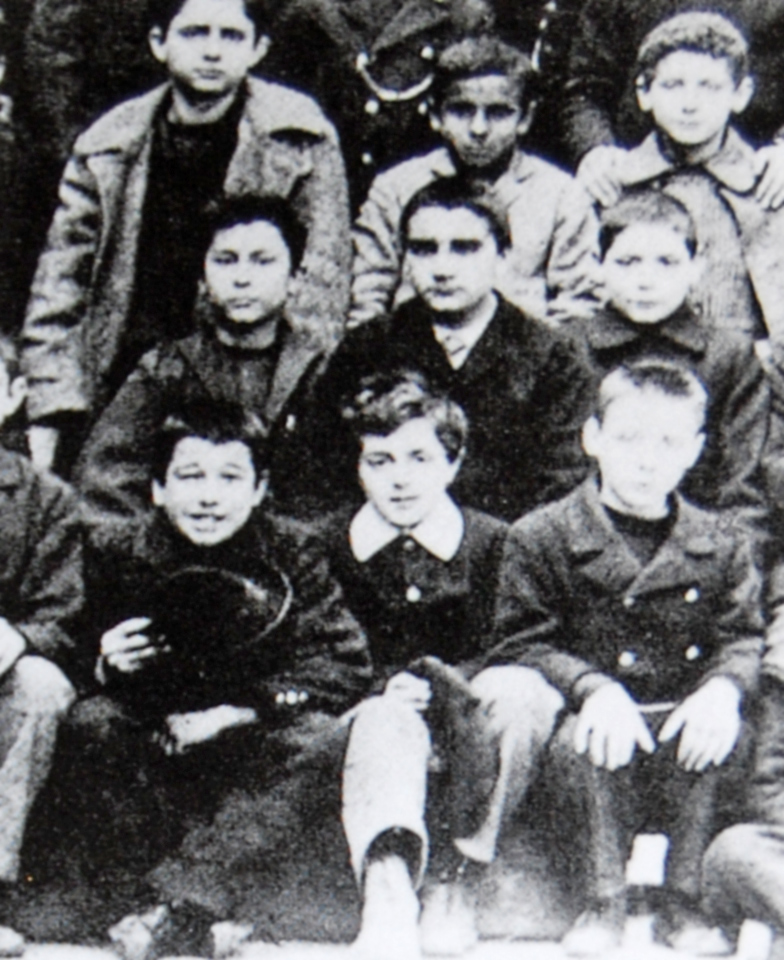
1895, lycée Guerazzi de Livourne : Amedeo est assis au 1er rang, au centre.

Très proche de sa mère, « Dedo » connaît une enfance choyée et, nonobstant les difficultés matérielles, son désir de devenir artiste ne suscite aucun conflit, contrairement à ce que pensait André Salmon.
Eugénie Garsin s'installe avec ses enfants dans une maison de la via delle Ville par prudence mise à son nom, et s'éloigne de sa belle-famille comme de son mari parti se refaire en Sardaigne. Elle accueille bientôt son père veuf — fin lettré aigri jusqu'à la paranoïa par ses déboires commerciaux mais adorant son petit-fils — et deux de ses sœurs : Gabriella, qui vaque au ménage, et Laura, psychiquement fragile,. Pour compléter ses revenus Eugénie donne des leçons de français puis ouvre avec Laura une petite école privée, où Amedeo apprend très tôt à lire et à écrire. Soutenue par ses amis intellectuels, cette maîtresse femme stoïque et qui aime écrire se lance en outre dans la traduction (poèmes de Gabriele D'Annunzio) et la critique littéraire,.
La légende veut que la vocation de Modigliani se soit subitement déclarée en août 1898, lors d'une sérieuse fièvre typhoïde avec complications pulmonaires : l'adolescent n'ayant jamais touché un crayon aurait alors rêvé d'art et de chefs-d'œuvre inconnus, le délire fébrile libérant ses aspirations inconscientes. Il est plus probable qu'il les ait simplement réaffirmées, car il avait déjà manifesté son goût pour la peinture. En 1895, où il avait souffert d'une grave pleurésie, Eugénie qui le trouvait un peu capricieux — entre réserve timide et bouffées d'exaltation ou de colère — s'était demandé si un artiste ne sortirait pas un jour de cette chrysalide,. L'année suivante il réclamait des cours de dessin et vers treize ans, en vacances chez son père, réalisait quelques portraits.
Initié depuis longtemps à l'hébreu et au Talmud, Amedeo se réjouit de faire sa Bar-mitzvah mais ne se montre en classe ni brillant ni studieux : non sans inquiétude sa mère le laisse à quatorze ans quitter le lycée pour l'académie des Beaux-Arts — achevant par là de se brouiller avec les Modigliani, qui réprouvent ses activités comme son soutien à son aîné, militant socialiste en prison.

#### De Livourne au Mezzogiorno
Après deux années d'études à Livourne, Modigliani effectue pour sa santé et sa culture artistique un voyage d'un an dans le sud.

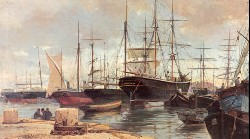
G. Micheli, Dans le port de Livourne, huile sur toile, 1895.

Aux Beaux-Arts de Livourne, Amedeo est le plus jeune élève de Guglielmo Micheli, peintre de paysage formé par Giovanni Fattori à l'école des Macchiaioli : se référant à Corot ou Courbet, ceux-ci ont rompu avec l'académisme pour se rapprocher du réel et prônent la peinture sur le motif, la couleur plutôt que le dessin, les contrastes, une touche légère. L'adolescent rencontre entre autres Renato Natali, Gino Romiti, qui l'éveille à l'art du nu, et Oscar Ghiglia, son meilleur ami malgré leur écart d'âge. Il découvre les grands courants artistiques, avec une prédilection pour l'art toscan et la peinture italienne gothique ou Renaissance ainsi que pour le préraphaélisme. Il cherche plus volontiers son inspiration dans les quartiers populaires qu'à la campagne, et loue avec deux camarades un atelier où il n'est pas exclu qu'il ait contracté le bacille de Koch. Ces deux années chez Micheli pèseront peu dans son parcours mais Eugénie note la qualité de ses dessins, seuls vestiges de cette époque.

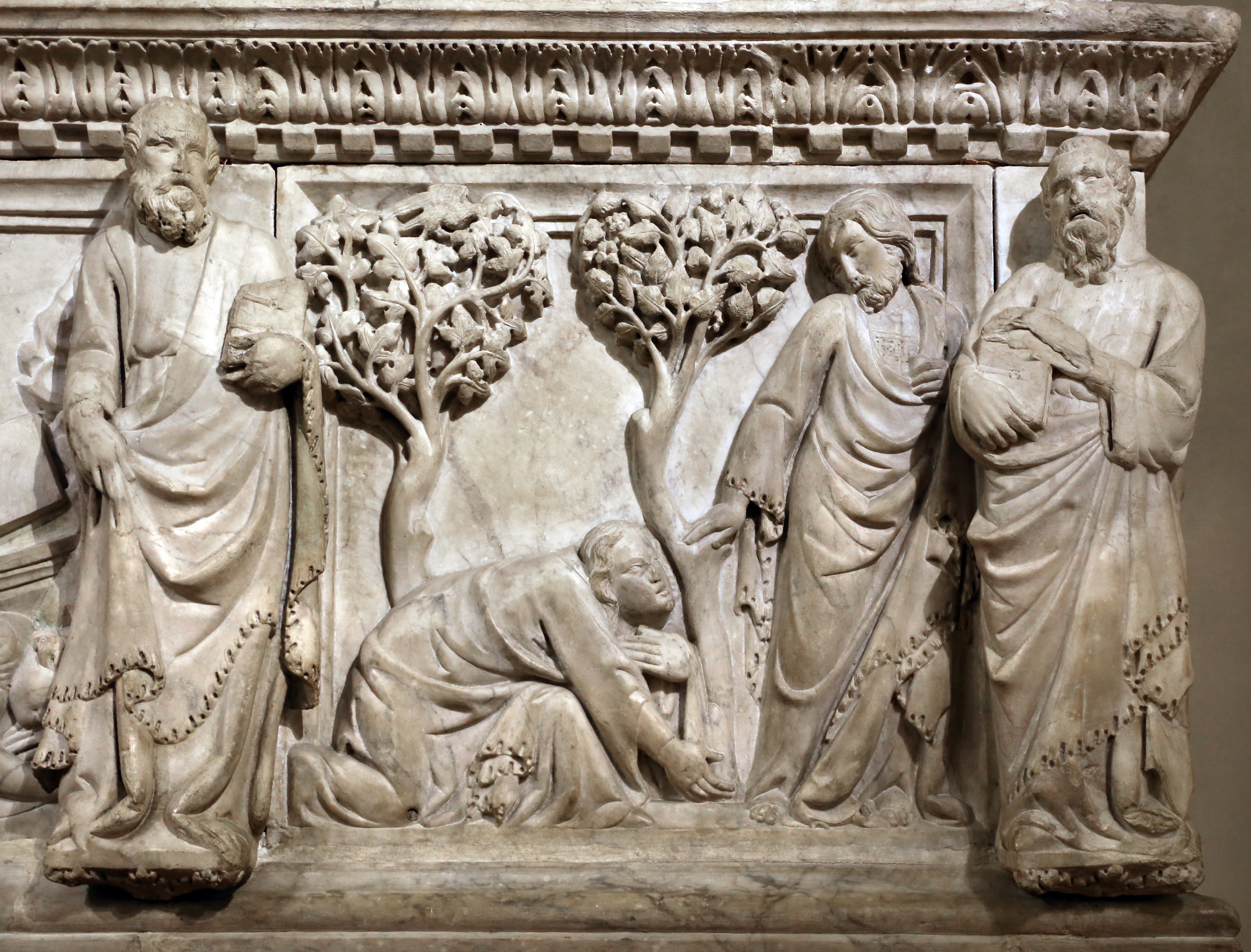
Camaino, Monument funéraire de Cassone della Torre (détail), 1318, Basilique Santa Croce de Florence.

Amedeo est un garçon courtois, timide mais déjà dans la séduction. Nourri chez sa mère de discussions ardentes, il lit au hasard les classiques italiens et européens. Autant que pour Dante ou Baudelaire il s'enthousiasme pour Nietzsche et D'Annunzio, la mythologie du « Surhomme » rencontrant sans doute ses fantasmes personnels — Micheli le surnomme d'ailleurs gentiment ainsi. De ces lectures provient le répertoire de vers et de citations qui lui vaudra à Paris sa réputation, peut-être un peu surfaite, de grande érudition. Cet « intellectuel « métaphysico-spirituel » aux tendances mystiques » restera en revanche toute sa vie indifférent à la question sociale et politique, voire au monde qui l'entoure.

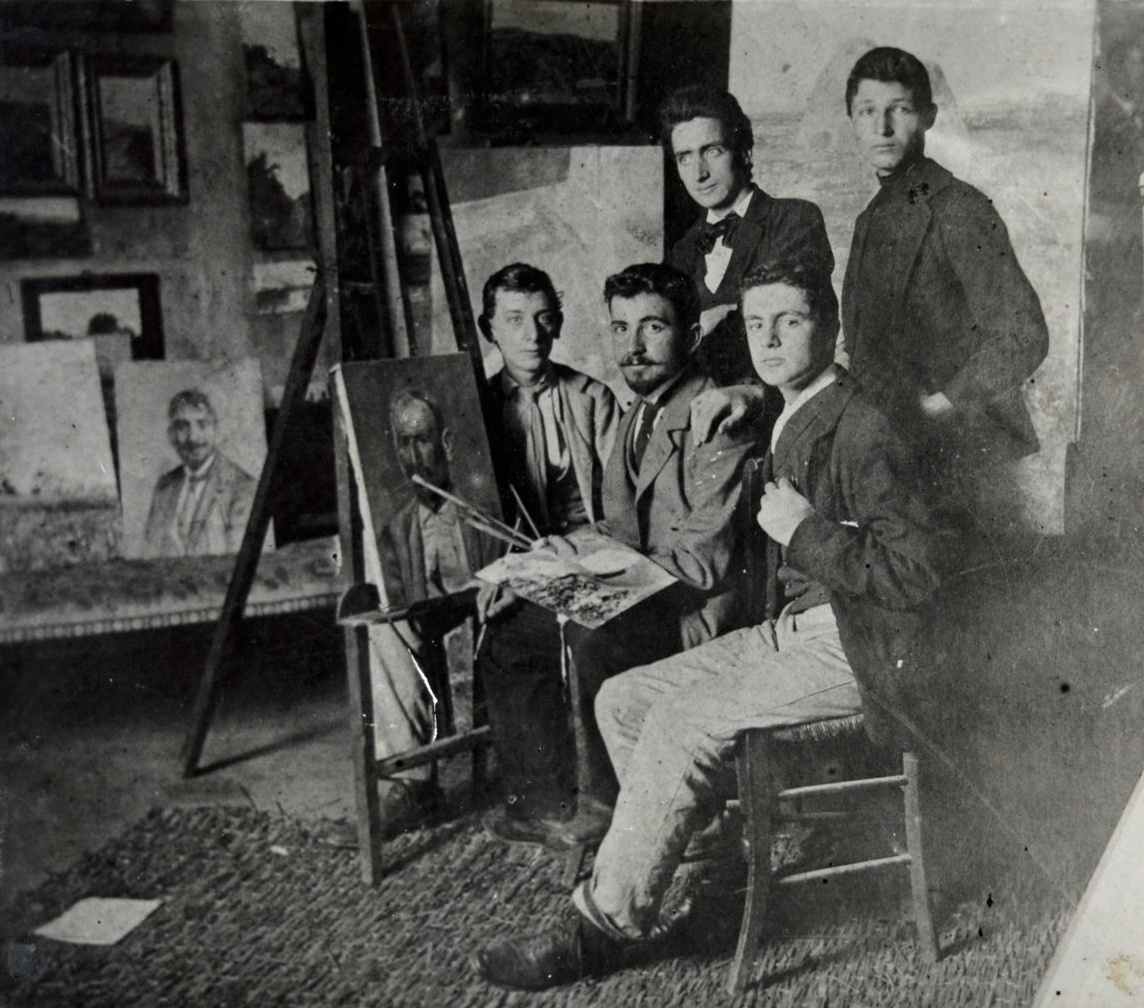
Modigliani dans l'atelier de Gino Romiti.

En septembre 1900, atteint de pleurésie tuberculeuse, il se voit recommander le repos au grand air de la montagne. Requérant l'aide financière de son frère Amedeo Garsin, Eugénie préfère emmener l'artiste en herbe faire son Grand Tour en Italie du Sud. Début 1901 il découvre Naples, son musée archéologique, les ruines de Pompéi, et les sculptures archaïsantes du siennois Tino di Camaino : sa vocation de sculpteur semble s'être révélée dès ce moment-là, et non plus tard à Paris. Le printemps se passe à Capri et sur la côte amalfitaine, l'été et l'automne à Rome, qui impressionne profondément Amedeo et où il rencontre le vieux macchiaiolo Giovanni Costa. Il envoie à son ami Oscar Ghiglia de longues lettres exaltées voire obscures dans lesquelles, débordant de vitalité et d'un « symbolisme ingénu », il dit son besoin d'innover en art, sa quête d'un idéal esthétique par lequel accomplir son destin d'artiste.

#### Florence et Venise
En quête d'une atmosphère stimulante, Modigliani passe un an à Florence puis trois à Venise, avant-goût de la bohème parisienne.

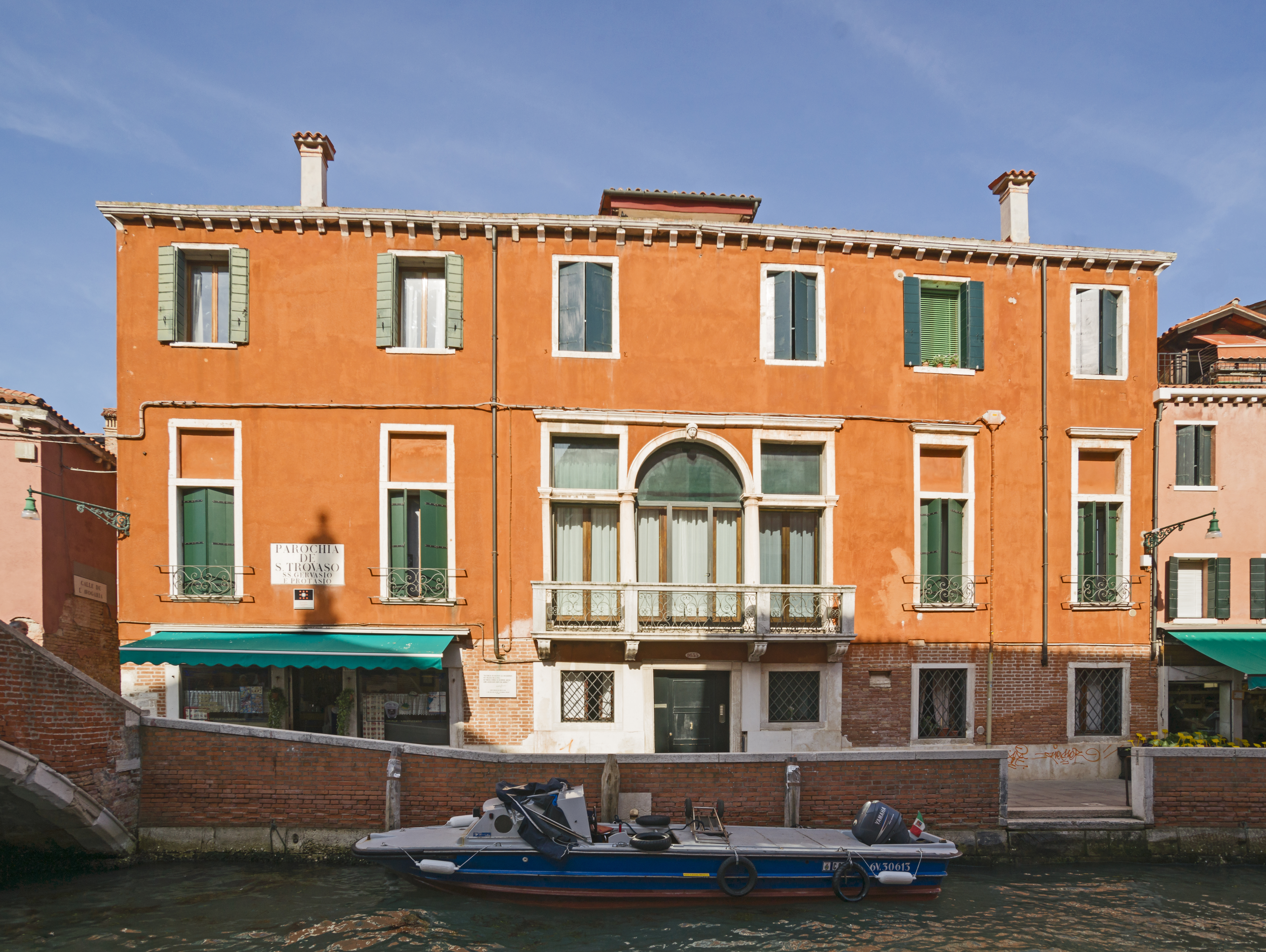
Un des ateliers de Modigliani à Venise donnait rio de San Basegio.

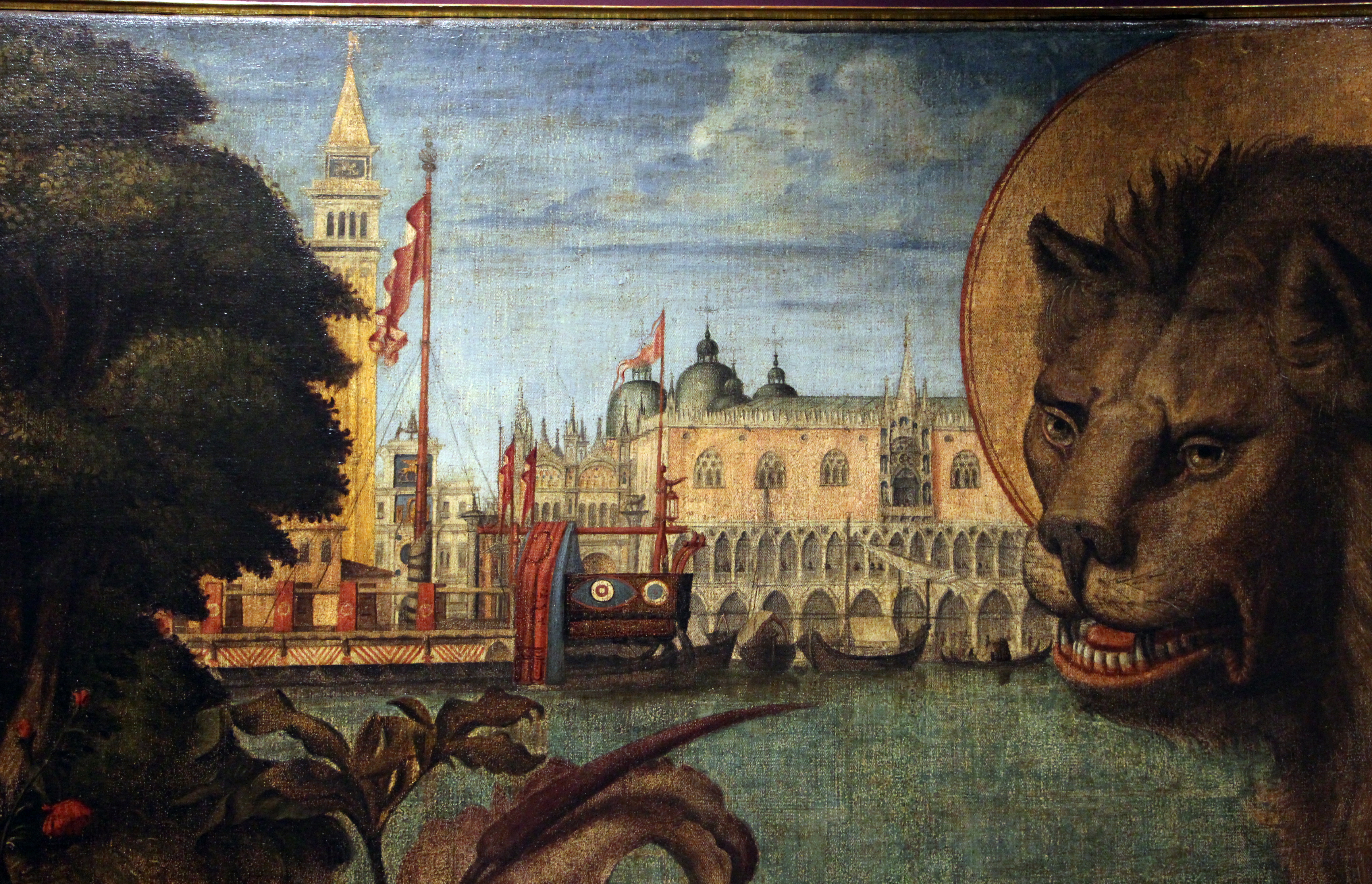
Carpaccio, Le Lion de Saint-Marc (détail), 1516, tempera sur toile, Venise, Palais des Doges.

En mai 1902, poussé par Costa ou Micheli lui-même, Modigliani rejoint Ghiglia à l'École libre de Nu que dirige Fattori au sein de l'académie des beaux-arts de Florence. Quand il n'est pas à l'atelier — sorte de capharnaüm où le professeur incite ses élèves à suivre librement leur ressenti face au « grand livre de la nature » —, il visite les églises, le Palazzo Vecchio, les galeries du musée des Offices et des Palais Pitti ou Bargello. Il admire les maîtres de la Renaissance italienne mais aussi des écoles flamande, espagnole, française. Christian Parisot situe là, devant les statues de Donatello, Michel-Ange, Cellini ou Jean Bologne, un second choc dévoilant au jeune Amedeo que donner vie à la pierre sera pour lui plus impérieux que peindre. En attendant, si les cafés littéraires ne manquent pas où retrouver le soir artistes et intellectuels, l'animation de la capitale toscane ne le comble pas.
Son inscription à l'École de Nu de l'académie des beaux-arts de Venise, carrefour culturel où il s'installe en partie aux frais de son oncle, date de mars 1903. Peu assidu, il préfère flâner sur la place Saint-Marc, sur les campi et les marchés du Rialto à la Giudecca, « dessiner au café ou au bordel » et partager les plaisirs illicites d'une communauté d'artistes cosmopolite et « décadente » : alcool, haschich, sexe, soirées occultistes dans des lieux improbables.

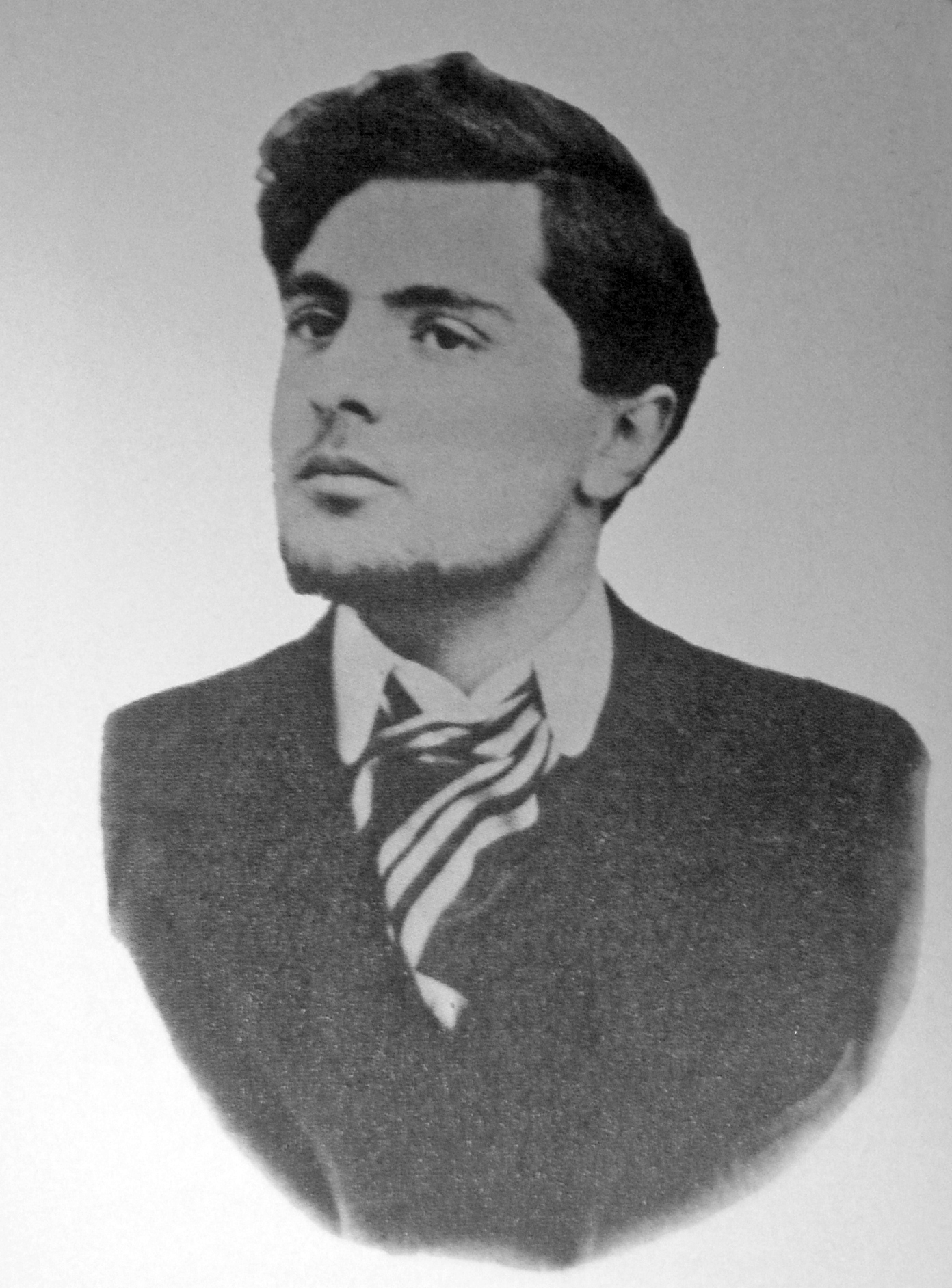
À Livourne, vers 1901.

Là encore il cherche moins à produire qu'à enrichir ses connaissances au musée et dans les églises. Toujours fasciné par les toscans du Trecento, il découvre les vénitiens des siècles suivants : Bellini, Giorgione, Titien, Carpaccio — qu'il vénère —, Le Tintoret, Véronèse, Tiepolo. Il regarde, analyse, remplit ses carnets de croquis. Il exécute quelques portraits, tel celui de la tragédienne Eleonora Duse, maîtresse de D'Annunzio, qui trahissent l'influence du symbolisme et de l'Art nouveau. Il est difficile de savoir si ses œuvres de jeunesse ont simplement été perdues ou si, comme l'affirmait sa tante Margherita, il les a détruites, ce qui a accrédité l'image de l'éternel insatisfait né à l'art seulement à Paris.
Modigliani est alors un jeune homme de petite taille mais d'une grande prestance, d'une élégance sobre et d'une agréable compagnie. Ses lettres à Oscar Ghiglia révèlent toutefois les affres du créateur idéaliste. Convaincu que l'artiste moderne doit s'immerger dans les villes d'art plutôt que dans la nature, il déclare vaine toute approche par le style tant que l'œuvre n'est pas mentalement achevée et, déjà obsédé par la ligne, y voit moins un contour matériel qu'une valeur synthétique permettant d'exprimer l'essence, la réalité invisible. « Ton devoir réel est de sauver ton rêve, enjoint-il à Ghiglia, affirme-toi et dépasse-toi toujours, [… place] tes besoins esthétiques au-dessus de tes devoirs envers les hommes. » Si Amedeo pense déjà sculpture, il manque de place et d'argent pour s'y lancer. Ces lettres trahissent en tout cas une conception élitiste de l'art, la certitude de sa propre valeur, et l'idée qu'il ne faut pas craindre de jouer sa vie pour la grandir.
Durant ces trois années cruciales à Venise entrecoupées de séjours livournais, Modigliani s'est lié avec Ardengo Soffici et Manuel Ortiz de Zárate, qui restera jusqu'à la fin l'un de ses meilleurs amis et lui fait découvrir les poètes symbolistes ou Lautréamont mais aussi l'impressionnisme, Paul Cézanne et Toulouse-Lautrec, dont les caricatures pour l'hebdomadaire Le Rire sont diffusées en Italie. Tous deux lui vantent Paris comme un creuset de liberté pour artistes audacieux.

### Un Italien à Paris: vers la sculpture (1906-1913)
Le nom de Modigliani reste associé à Montparnasse mais il a aussi beaucoup fréquenté Montmartre, quartier encore mythique de la bohème. Frayant en toute indépendance avec ce que la « capitale incontestée des avant-gardes » compte d'artistes venus de l'Europe entière, il cherche bientôt sa propre vérité dans la sculpture sans délaisser totalement les pinceaux. Bien que soutenu par sa famille, le dandy orgueilleux vit dans une pauvreté qui, conjuguée à l'alcool et à la drogue, altère son état de santé.

#### De la bohème à la misère

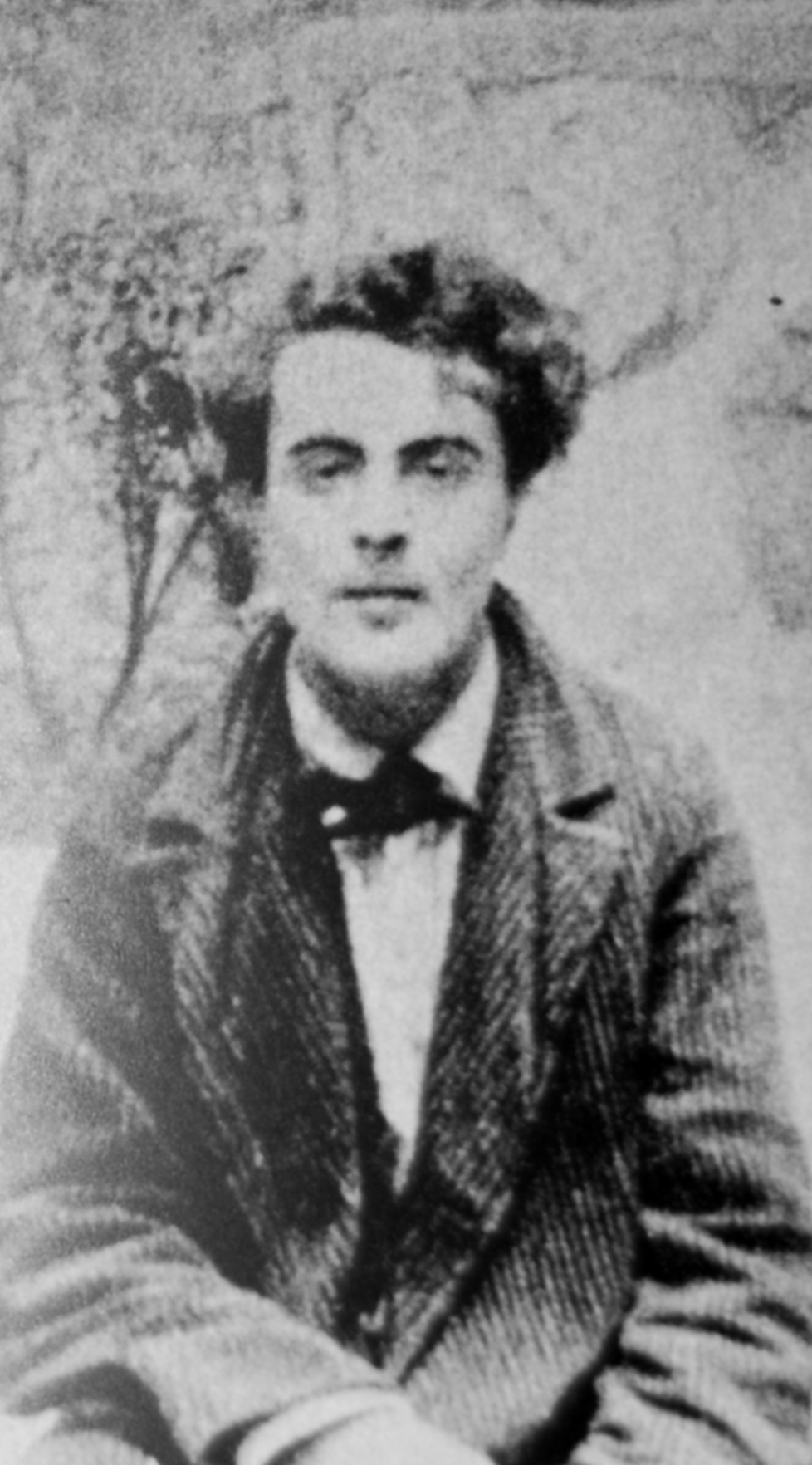
Dans le jardin de la Ruche fin 1906.

Loin de la stabilité matérielle et morale à laquelle il aspirait peut-être, Modigliani devient selon son ami Adolphe Basler « le dernier bohémien authentique ».
Début 1906, comme à son habitude dans une nouvelle ville, le jeune Italien se choisit un bon hôtel, près de la Madeleine. Il court les cafés, les antiquaires, les bouquinistes, arpentant les boulevards en costume de velours côtelé noir et bottines lacées, foulard rouge « artiste » et chapeau à la Bruant. Pratiquant le français depuis l'enfance il noue aisément des relations, et dépense sans compter, quitte à laisser croire qu'il est fils de banquier. Inscrit durant deux ans à l'académie Colarossi,, il hante le musée du Louvre et les galeries qui exposent les impressionnistes ou leurs successeurs : Paul Durand-Ruel, Clovis Sagot, Georges Petit, Ambroise Vollard, Berthe Weill, Bernheim-Jeune.

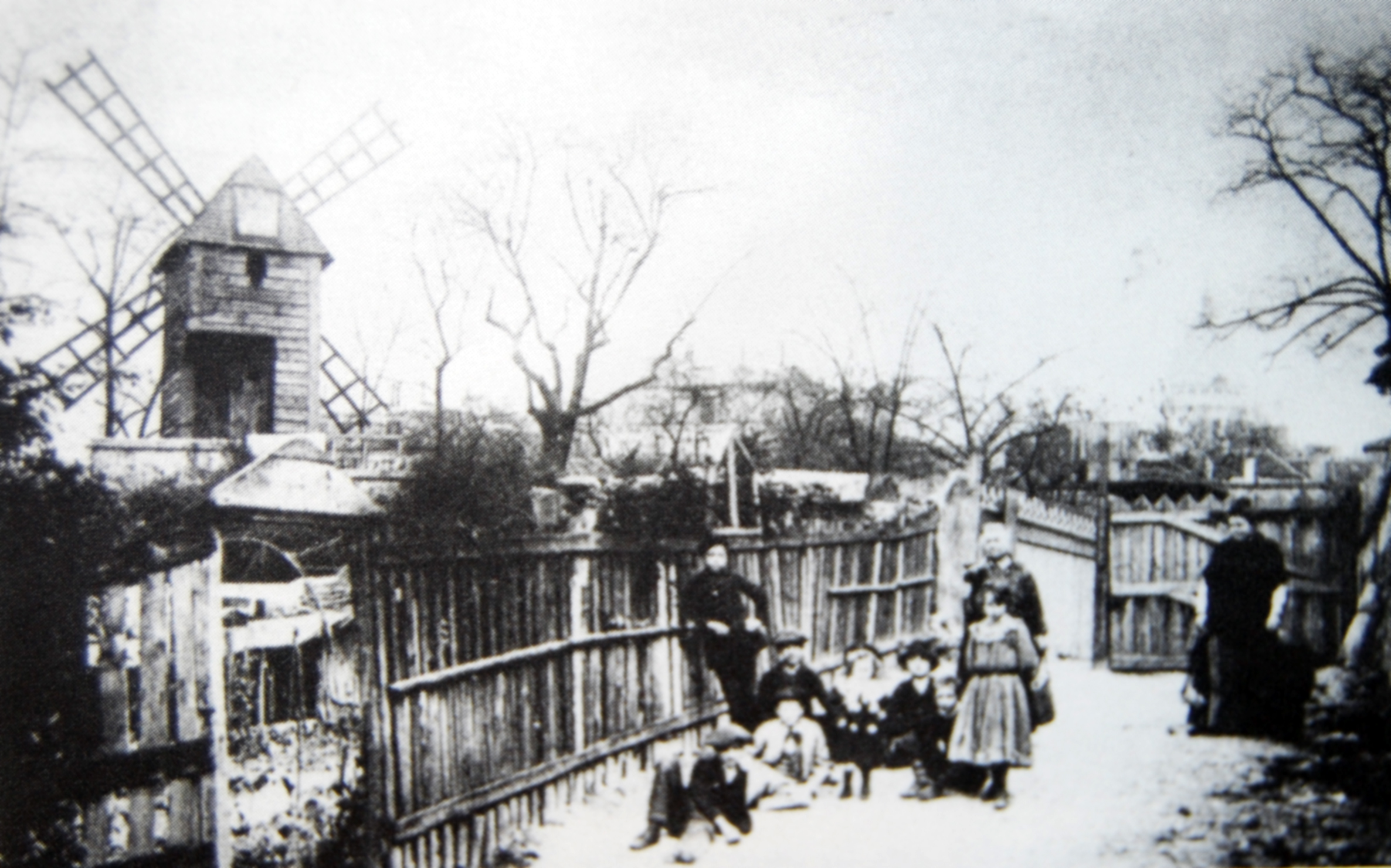
Le maquis de Montmartre vers 1900.

Ayant en quelques semaines plus qu'écorné le pécule tiré des économies de sa mère et du legs de son oncle mort l'année précédente, Modigliani prend un atelier rue Caulaincourt, dans le « maquis » de Montmartre,. Chassé par les travaux de réhabilitation du quartier, il passe de pensions en garnis avec comme adresse fixe le Bateau-Lavoir, où il fait des apparitions et bénéficie un temps d'un petit local. En 1907 il loue au pied de la butte, place Jean-Baptiste-Clément, une remise en bois, qu'il perd à l'automne. Le peintre Henri Doucet l'invite alors à rejoindre la colonie d'artistes qui, grâce au mécénat du Dr Paul Alexandre et de son frère pharmacien, occupe une vieille bâtisse au No 7 de la rue du Delta. Y sont organisés aussi des « samedis » littéraires et musicaux auxquels il assiste en compagnie de sa maîtresse Beatrice Hastings : rebelle à la vie communautaire, l'Italien profite de cet environnement actif sans s'y fixer vraiment, mais ses œuvres accrochées partout semblent avoir suscité des jalousies, notamment celle, temporaire, de Maurice Drouard.
À partir de 1909, expulsé parfois pour loyer impayé, il habite alternativement Rive gauche (la Ruche, Cité Falguière, boulevard Raspail, rue du Saint-Gothard) et Rive droite (rue de Douai, rue Saint-Georges, rue Ravignan). Chaque fois il abandonne ou détruit certaines toiles, déménageant dans une charrette sa malle, ses livres, son matériel, ses reproductions de Carpaccio, Lippi ou Martini, et son tub. Très tôt donc, malgré les mandats d'Eugénie, débute l'errance de son fils en quête de logement sinon de nourriture : certains y ont vu la cause, d'autres la conséquence de ses addictions.
Même s'il est alors répandu dans les milieux artistiques, le haschich coûte cher et Amedeo en prend peut-être plus que d'autres, quoique jamais en travaillant. Il s'est surtout mis au vin rouge : devenu alcoolique en quelques années, il trouvera un équilibre dans le fait de boire par petites doses régulières quand il peint, sans jamais envisager semble-t-il de désintoxication,. Contestant la légende du génie jailli du pouvoir exaltant des drogues, la fille du peintre effleure plutôt les ressorts psychophysiologiques de son ivrognerie : organisme déjà altéré, timidité, isolement moral, incertitudes et regrets artistiques, « anxiété de « faire vite » ». Alcool et stupéfiants l'aideraient en outre à atteindre une plénitude introspective propice à sa création car révélatrice de ce qu'il porte en lui.

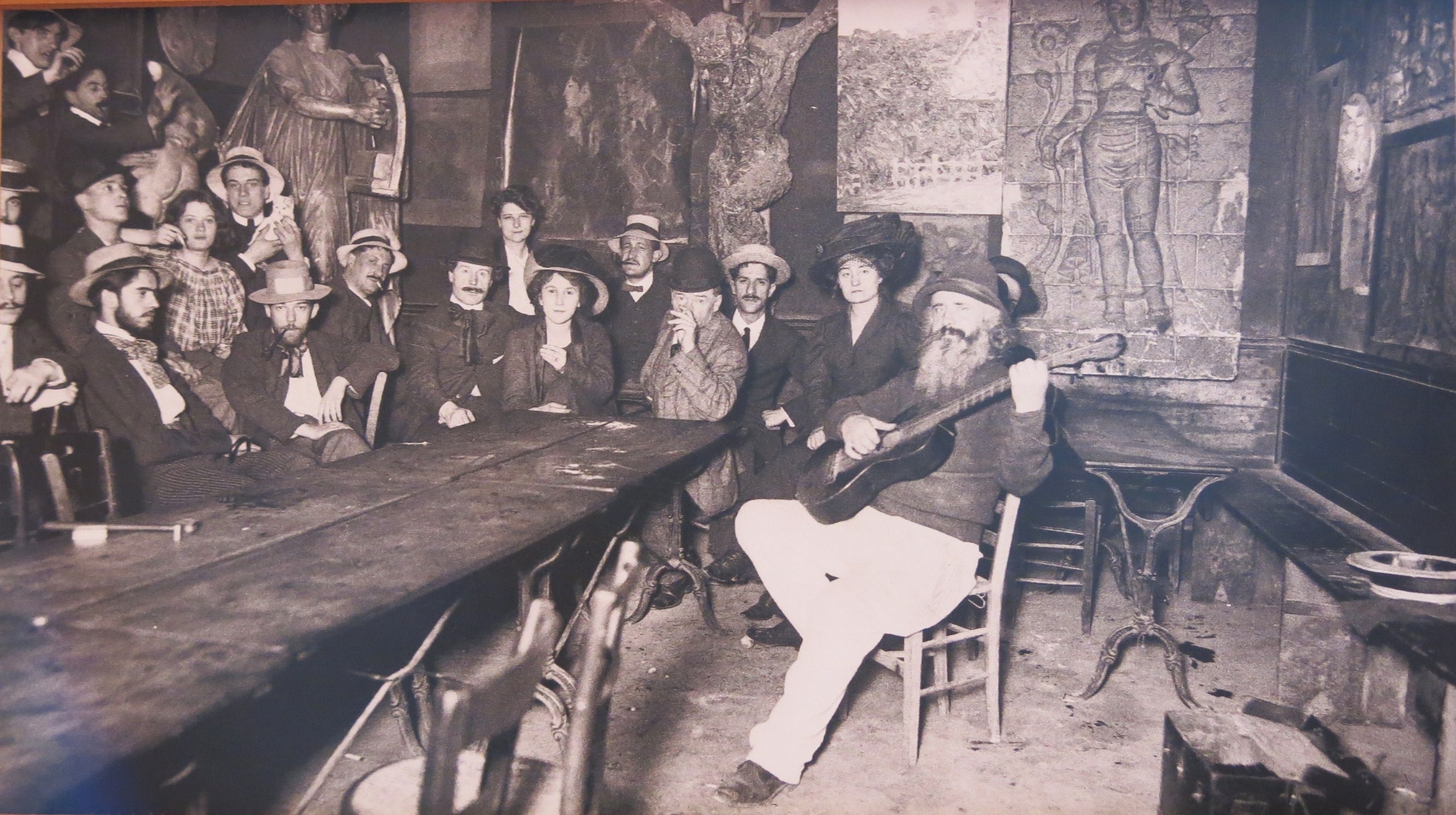
Dès son arrivée, Modigliani noue beaucoup d'amitiés Au Lapin Agile (cliché de 1905).

La réputation de « Modi » à Montmartre puis à Montparnasse tient en partie au mythe du « bel Italien » : racé, toujours rasé de frais, il se lave, même à l'eau glacée, et porte ses vêtements élimés avec des allures de prince, recueil de vers en poche. Fier de ses origines italiennes, et juives bien qu'il ne pratique pas, il est altier et vif. Sous l'effet de l'alcool ou des stupéfiants, il peut devenir violent : autour du jour de l'an 1909, rue du Delta, il aurait balafré plusieurs toiles de ses camarades et provoqué un incendie en faisant brûler du punch. Cachant sans doute un certain mal-être derrière son exubérance, il a l'ivresse spectaculaire et finit parfois la nuit dans une poubelle ou au commissariat.
Au Dôme ou à La Rotonde, Modigliani s'impose souvent à la table d'un client pour faire son portrait, qu'il lui vend pour quelques sous ou échange contre un verre, : c'est ce qu'il appelle ses « dessins à boire ». Il est connu par ailleurs pour ses accès de générosité, ainsi quand il laisse tomber son dernier billet sous la chaise d'un rapin plus démuni que lui en s'arrangeant pour qu'il le trouve. De même, le compositeur Edgard Varèse se souvient que son côté « ange » autant qu'ivrogne lui valait la sympathie « des clochards et des miséreux » dont il croisait le chemin.

#### «Modi» le charmeur
Amedeo plaît aux femmes. Ses amitiés masculines, elles, relèvent parfois plus du compagnonnage de déracinés que de l'échange intellectuel.

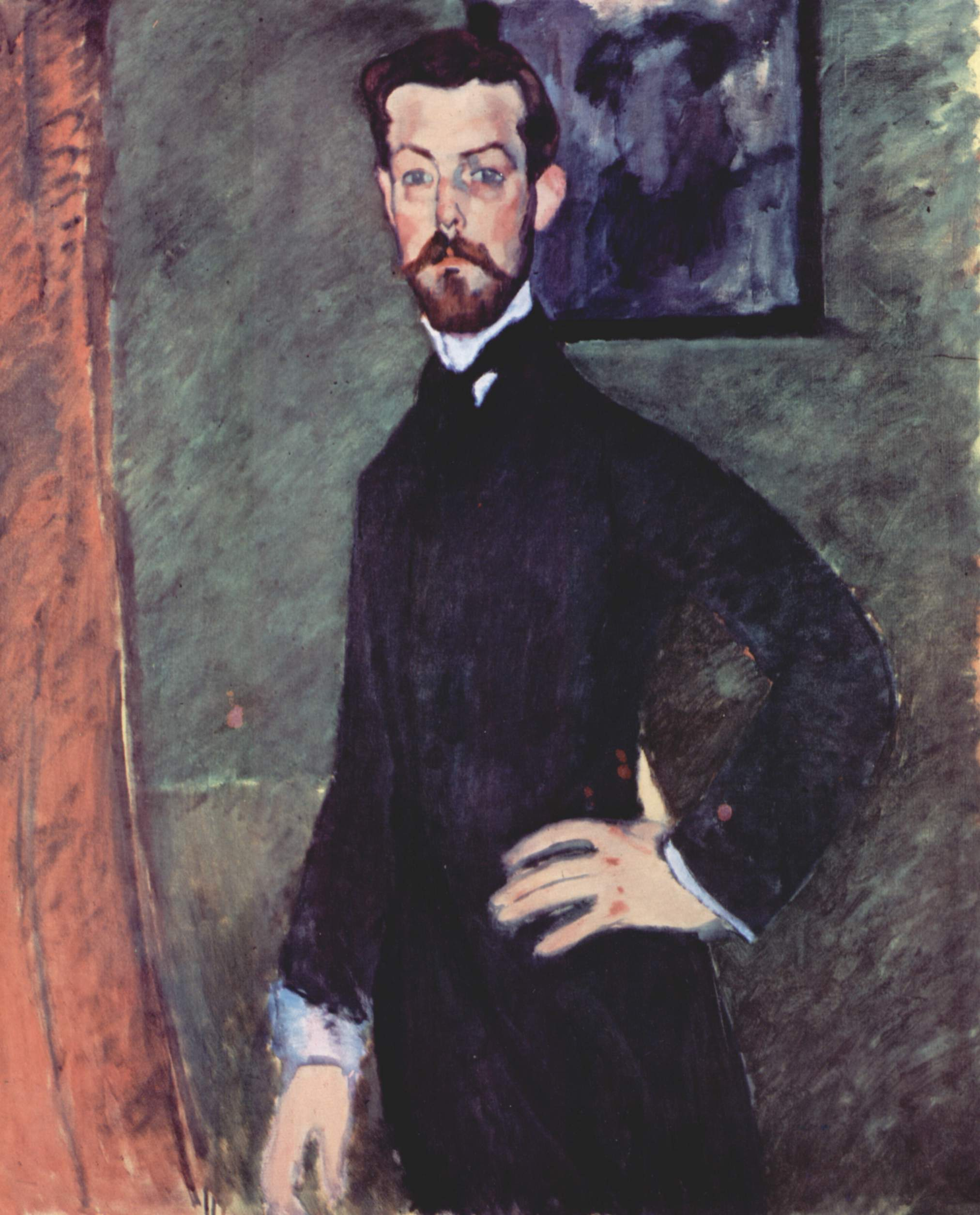
Paul Alexandre sur fond vert, 1909, huile sur toile,, Musée national d'Art moderne de Tokyo.

Il charmait dès l'abord par son attitude franche, se souvient Paul Alexandre, son premier grand admirateur, qui l'aide, lui procure des modèles, des commandes, et reste à hauteur de ses moyens son principal acheteur jusqu'à la guerre. À peine plus âgé que lui, partisan d'une consommation modérée de haschich comme stimulant sensitif — idée alors largement partagée —, il est le confident des goûts et projets du peintre, qui l'aurait initié aux arts primitifs. Sincèrement liés, ils vont ensemble au théâtre, que l'Italien adore, visitent des musées, des expositions, découvrant en particulier au Palais du Trocadéro l'art d'Indochine et les idoles rapportées d'Afrique Noire par Savorgnan de Brazza.
Modigliani a une grande affection pour Maurice Utrillo, rencontré dès 1906 et dont le touchent le talent, l'innocence et les soûleries spectaculaires. Face aux difficultés de la vie et de l'art, ils se réconfortent mutuellement. Le soir ils s'abreuvent au même goulot, braillant des chansons paillardes dans les ruelles de la butte. « C'était presque tragique de les voir se promener tous les deux bras dessus bras dessous en équilibre instable », témoigne André Warnod, tandis que Picasso aurait eu ce mot : « Rien que de rester auprès d'Utrillo, Modigliani doit être déjà soûl. »
L'Espagnol semble estimer le travail mais non les excès de l'Italien, qui de son côté affiche à son égard une superbe mâtinée de jalousie car il admire sa période bleue, sa période rose, le coup d'audace des Demoiselles d'Avignon. Selon Pierre Daix, Modigliani aurait puisé dans cet exemple et dans celui d'Henri Matisse une sorte d'autorisation à sortir des règles, à « mal faire » comme disait Picasso lui-même. Leur amitié de café s'arrête au seuil de l'atelier et le mot « SAVOIR » que Modigliani inscrit sur le portrait de son camarade volontiers péremptoire a sûrement une valeur ironique. Leur rivalité artistique s'exprime en petites phrases perfides et « Modi » ne fera jamais partie de « la bande à Picasso », exclu ainsi en 1908 d'une mémorable fête donnée par celui-ci en l'honneur — pour se moquer un peu ? — du Douanier Rousseau.

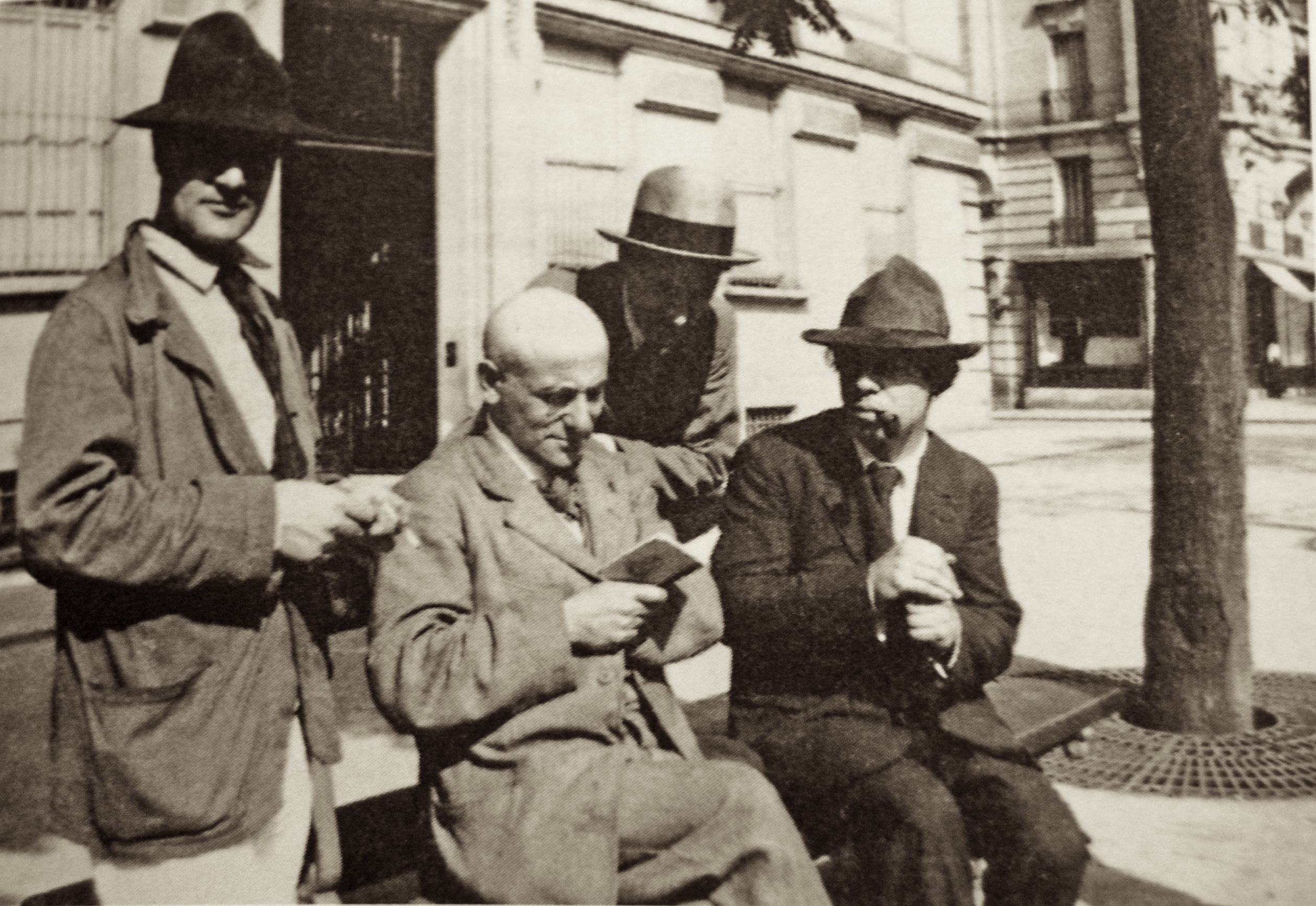
Modigliani, Max Jacob, André Salmon et Ortiz de Zárate en août 1916 (cliché de J. Cocteau).

Amedeo est bien plus complice avec Max Jacob, dont il aime la sensibilité, les facéties et le savoir encyclopédique, que ce soit dans le domaine des arts ou d'une culture juive plus ou moins ésotérique. Le poète tracera ce portrait de son défunt ami « Dedo » : « Cet orgueil à la limite de l'insupportable, cette épouvantable ingratitude, cette arrogance, tout cela n'était que l'expression d'une exigence absolue de pureté cristalline, d'une sincérité sans compromis qu'il s'imposait à lui-même, dans son art comme dans la vie […]. Il était cassant comme le verre ; mais aussi fragile et aussi inhumain, si j'ose dire. »
Avec Chaïm Soutine, que Jacques Lipchitz lui présente à la Ruche en 1912, l'entente est immédiate bien que tout les oppose : juif ashkénaze issu d'un lointain shtetl, sans ressource aucune, Soutine se néglige, se conduit comme un rustre, rase les murs, a peur des femmes, et sa peinture n'a rien à voir avec celle de Modigliani. Celui-ci ne l'en prend pas moins sous son aile, lui apprenant les bonnes manières… et l'art de boire du vin ou de l'absinthe,. Il fait son portrait plusieurs fois, cohabite avec lui à la Cité Falguière en 1916, le recommande à son marchand. Leur amitié va malgré tout s'étioler : mû peut-être aussi par une jalousie d'artiste, Soutine lui en veut de l'avoir poussé à boire alors qu'il souffrait d'un ulcère.
Au fil des années, sans compter ses compatriotes ou les marchands d'art, Modigliani a côtoyé et peint en une sorte de chronique presque tous les écrivains et artistes de la bohème parisienne : Blaise Cendrars, Jean Cocteau, Raymond Radiguet, Léon Bakst, André Derain, Georges Braque, Juan Gris, Fernand Léger, Diego Rivera, Kees van Dongen, Moïse Kisling, Jules Pascin, Ossip Zadkine, Tsugouharu Foujita, Léopold Survage… mais pas Marc Chagall, avec qui ses rapports sont difficiles. « Les vrais amis de Modigliani étaient Utrillo, Survage, Soutine et Kisling », affirme Lunia Czechowska, modèle et amie du peintre. L'historien d'art Daniel Marchesseau émet l'hypothèse qu'il préférait peut-être en effet Utrillo ou Soutine, encore obscurs, à de potentiels rivaux.

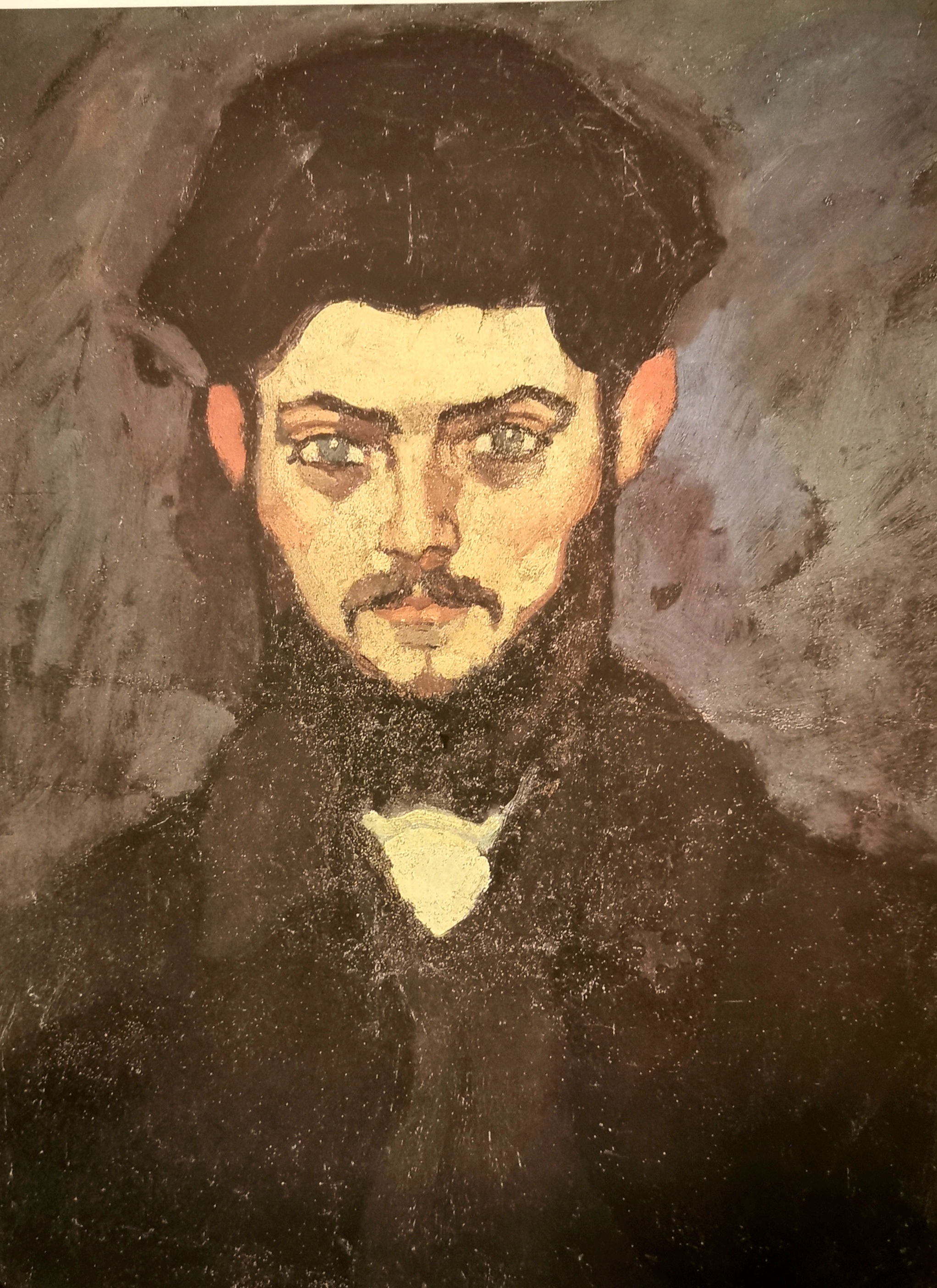
Portrait de Maurice Drouard, 1909, huile sur toile, 61 × 46 cm, coll. priv.
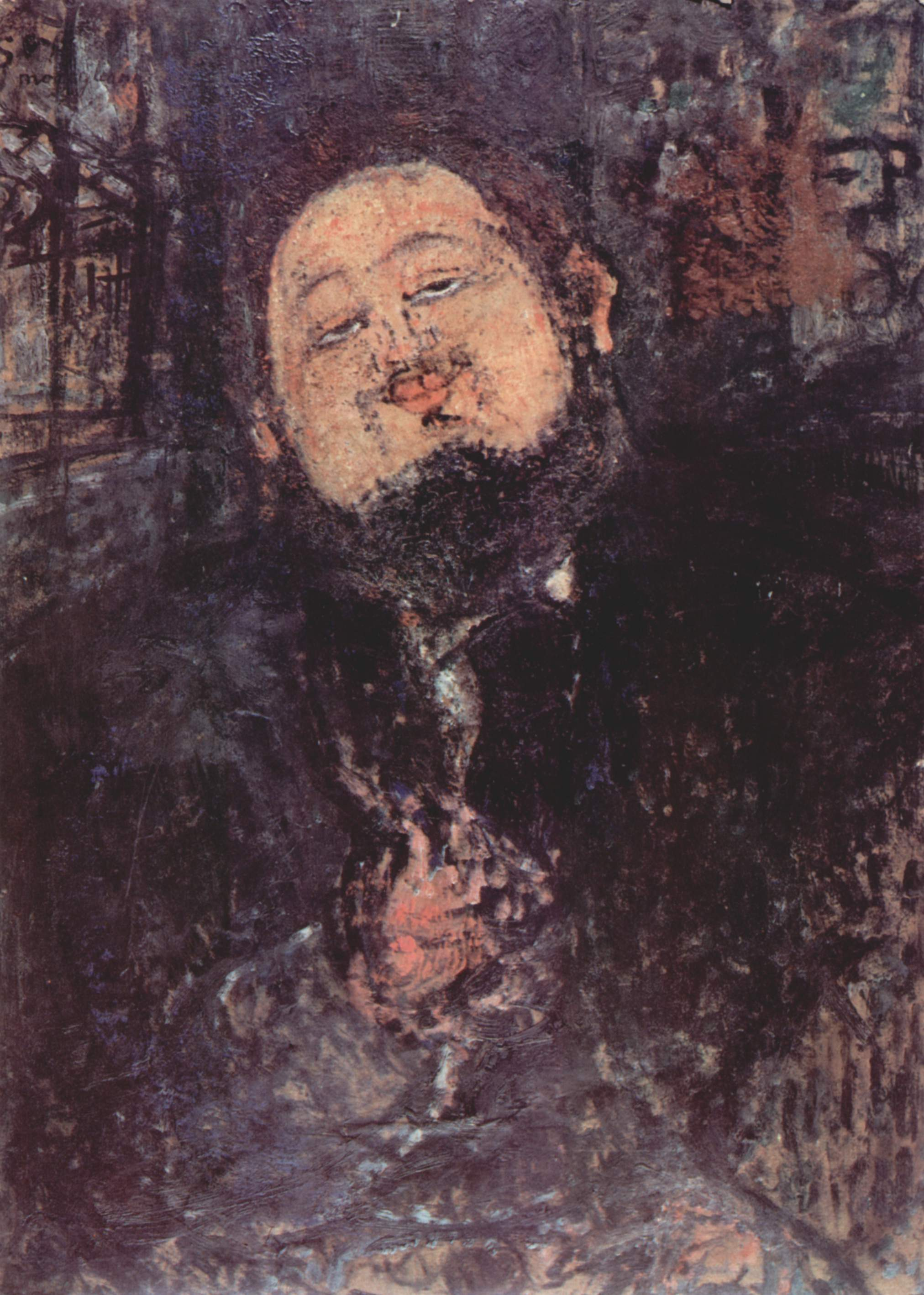
Portrait de Diego Rivera, 1914, huile sur toile, 100 × 81, coll. priv.
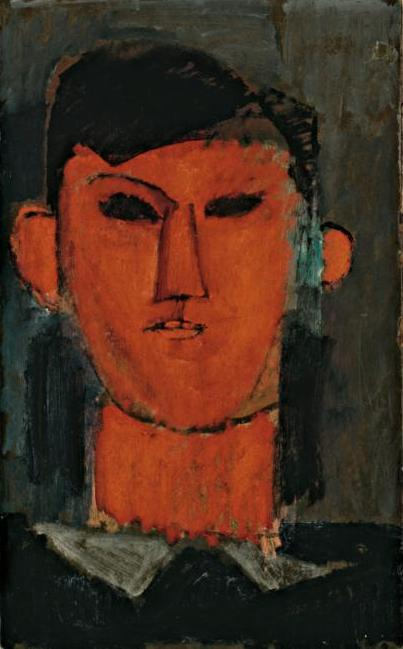
Portrait de Pablo Picasso, vers 1915, huile sur carton, 43 × 26,5 cm, coll. priv.
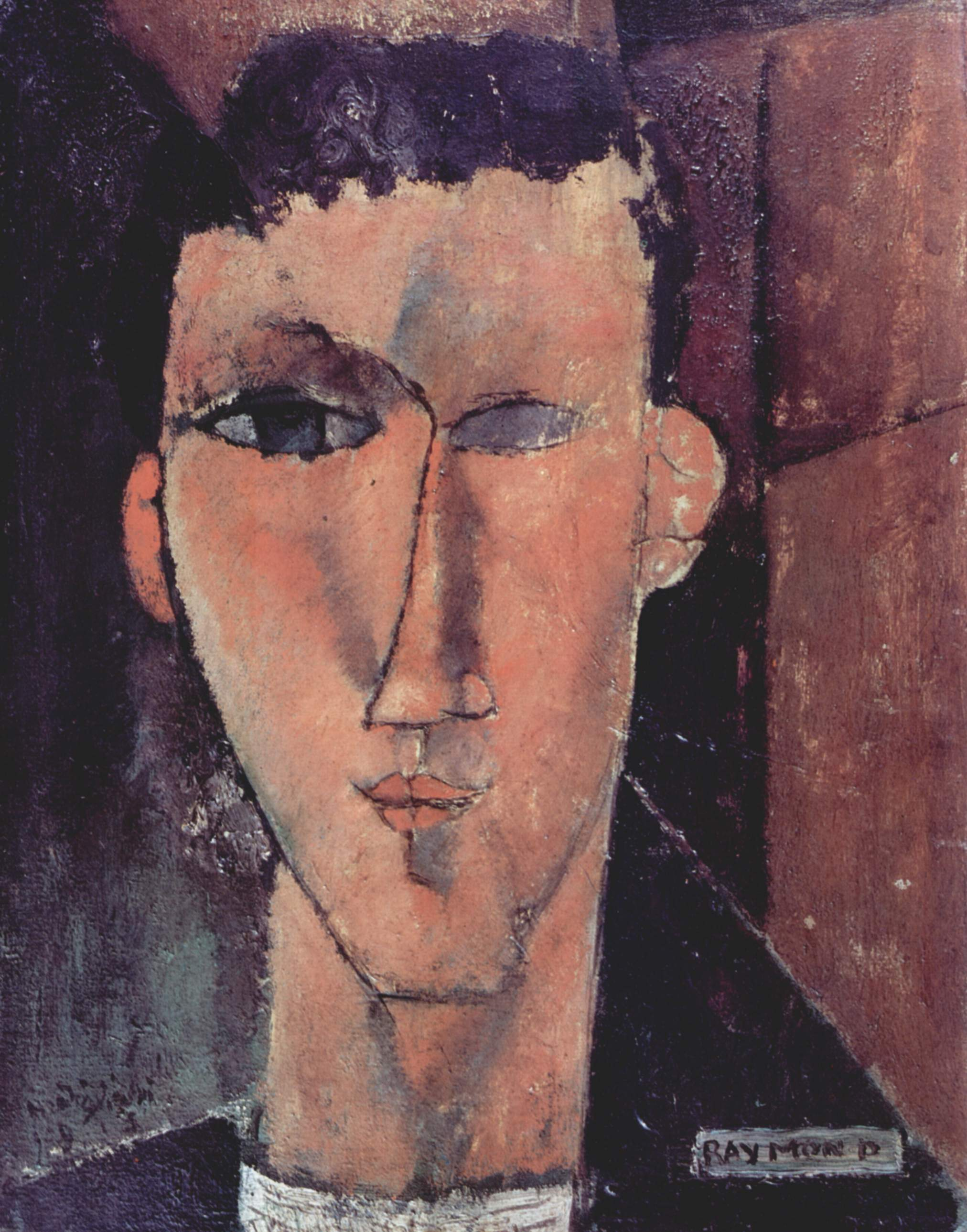
Portrait de Raymond Radiguet, 1915, huile sur toile, 37 × 29, coll. priv.
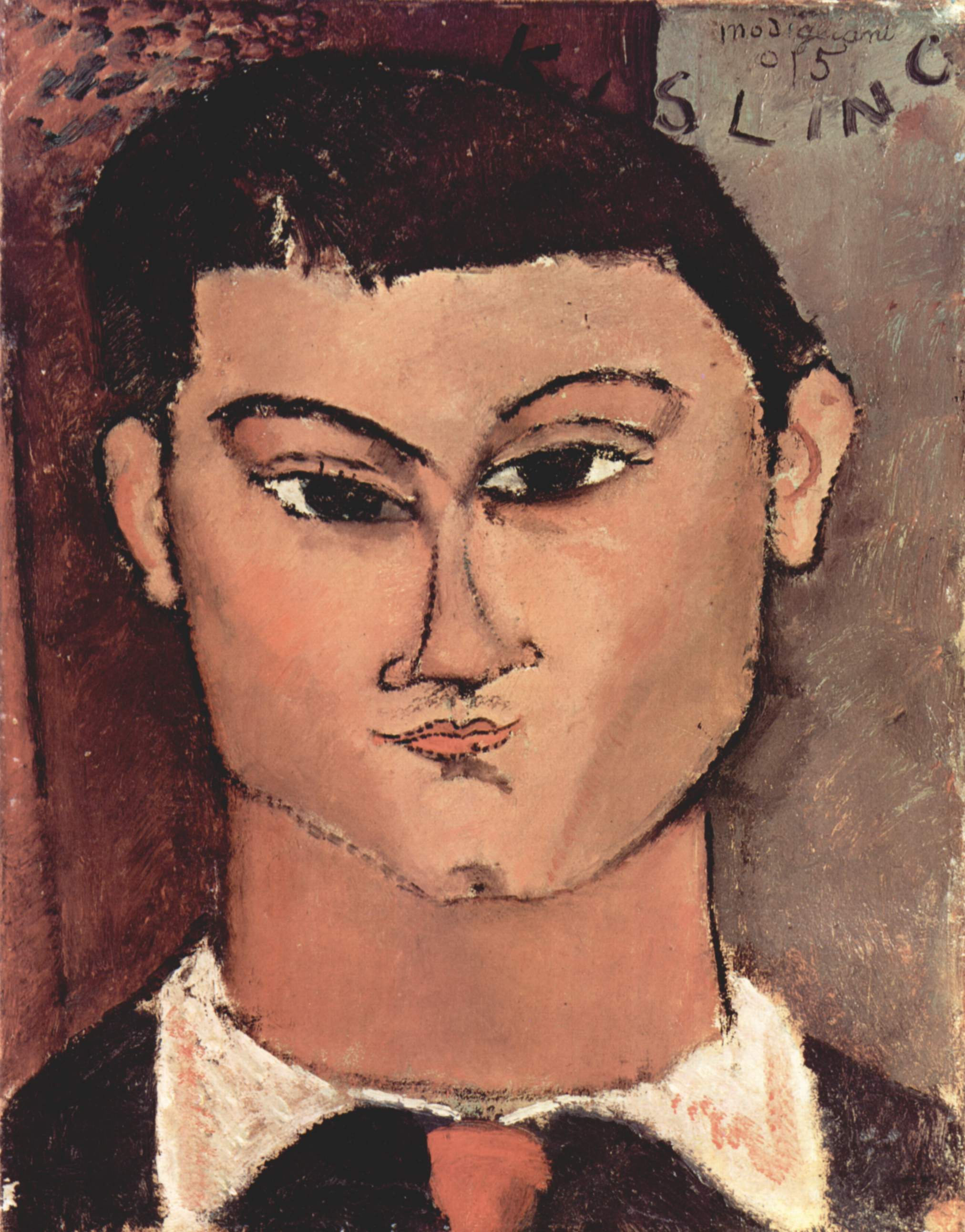
Portrait de Moïse Kisling, 1915, huile sur toile, 37 × 28, coll. Jesi, Milan.
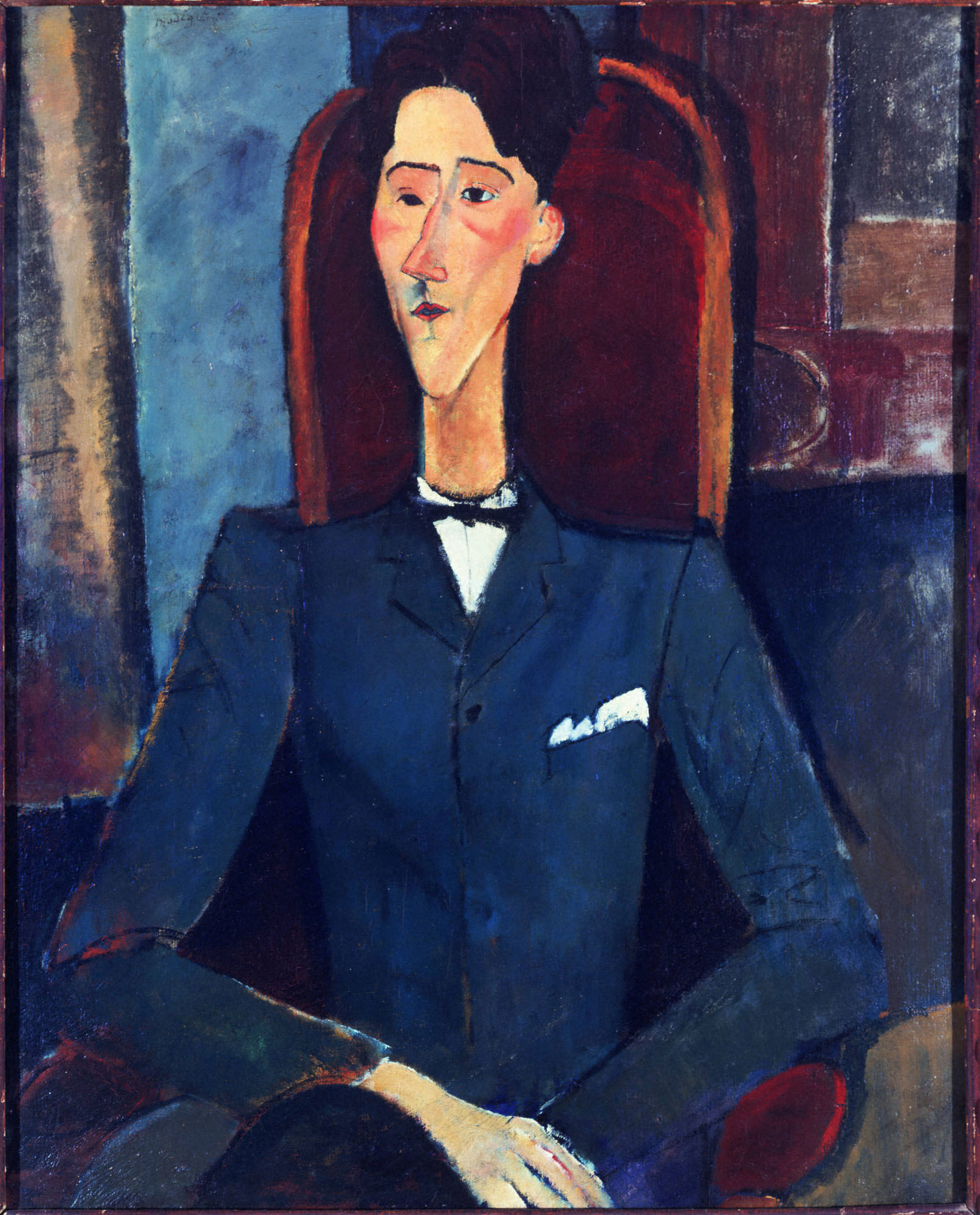
Jean Cocteau, 1916, huile sur toile, 104 × 81,5, musée d'Art de l'université de Princeton.
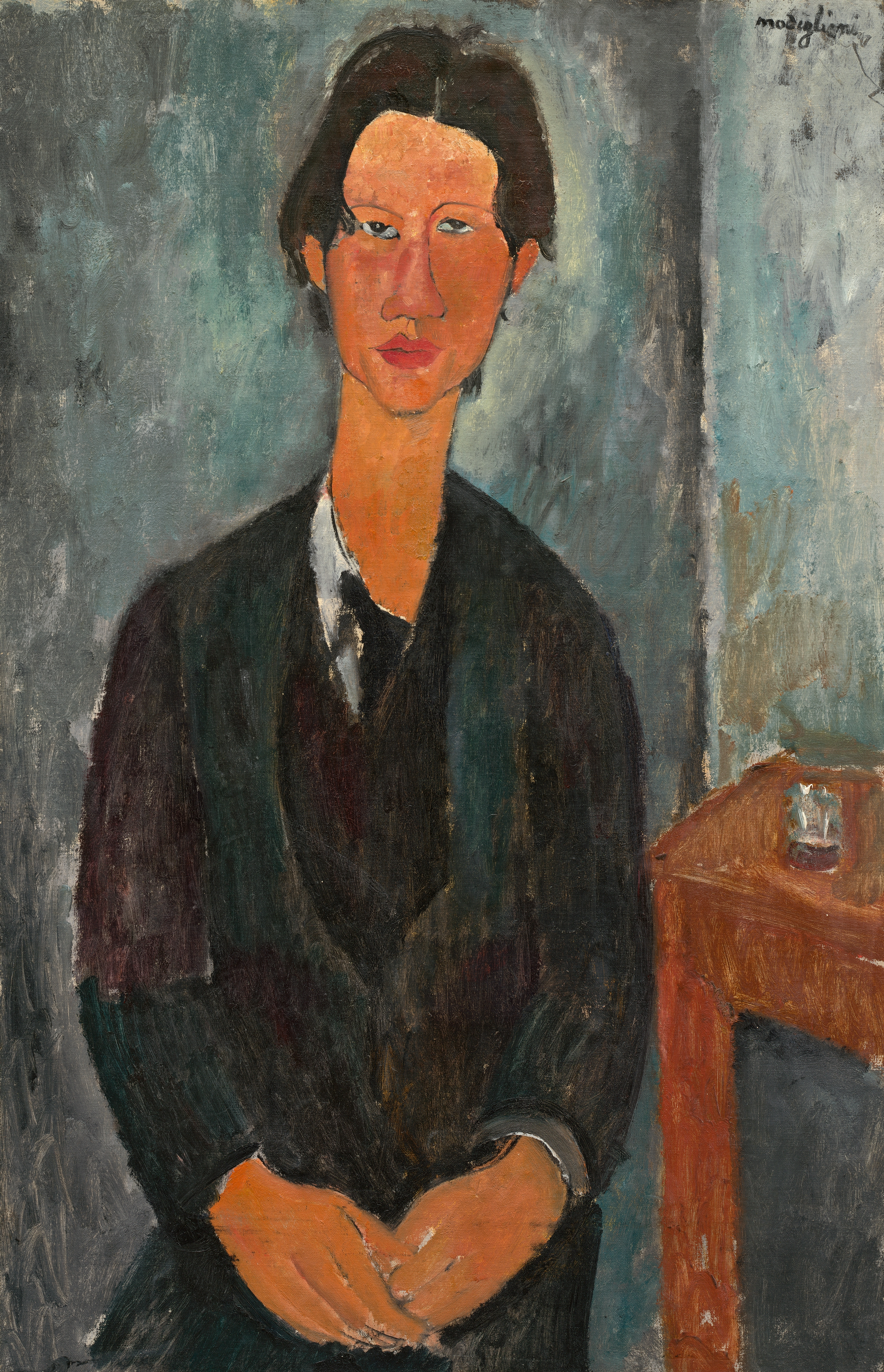
Chaïm Soutine, 1917, huile sur toile, 91,5 × 59,5, National Gallery of Art, Washington.
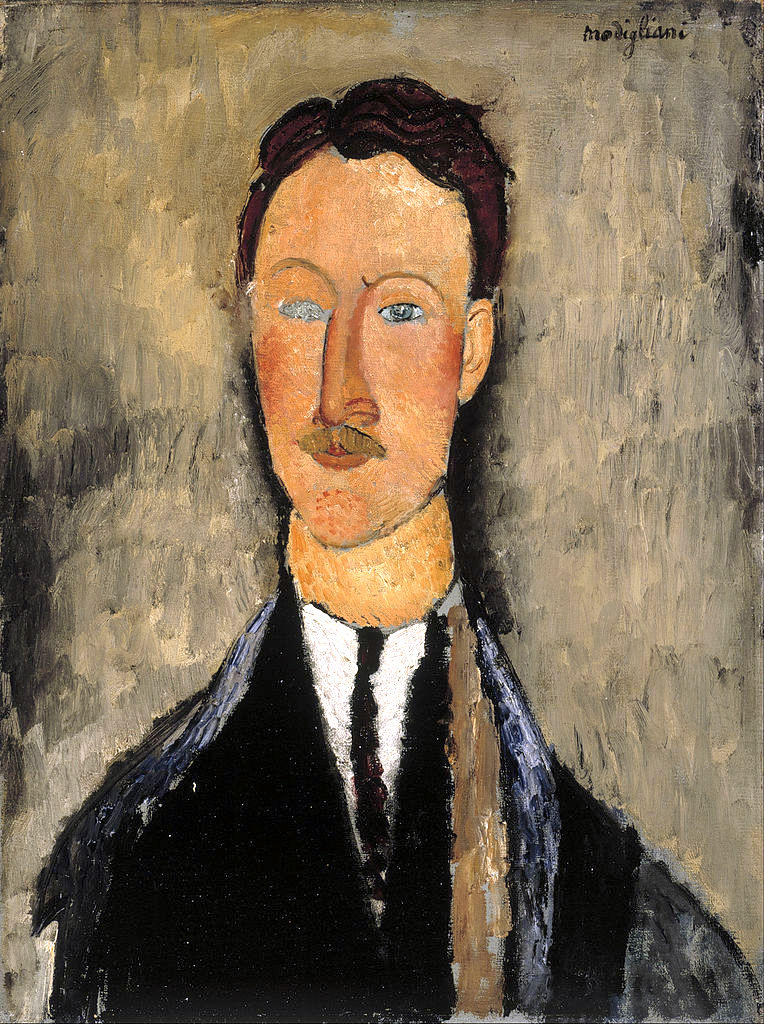
Portrait de Léopold Survage, 1918, huile sur toile, Musée d'Art Ateneum, Helsinki

Aucune de ses multiples conquêtes amoureuses ne semble avoir duré ni vraiment compté pour lui durant cette période. Ce sont essentiellement des modèles, ou des jeunes femmes qu'il croise dans la rue et persuade de se laisser peindre, parfois peut-être sans arrière-pensée. Il entretient en revanche une amitié tendre avec la poétesse russe Anna Akhmatova, qu'il rencontre durant le carnaval de 1910 alors qu'elle est en voyage de noces, et qui revient à Paris entre mai et juillet 1911 : on ne sait si leur relation a débordé l'échange de confidences et de lettres, les discussions sur la poésie ou l'art moderne et les interminables promenades dans Paris qu'elle évoquait plus tard avec émotion, mais il aurait fait d'elle une quinzaine de dessins, presque tous perdus.

#### La peinture en question

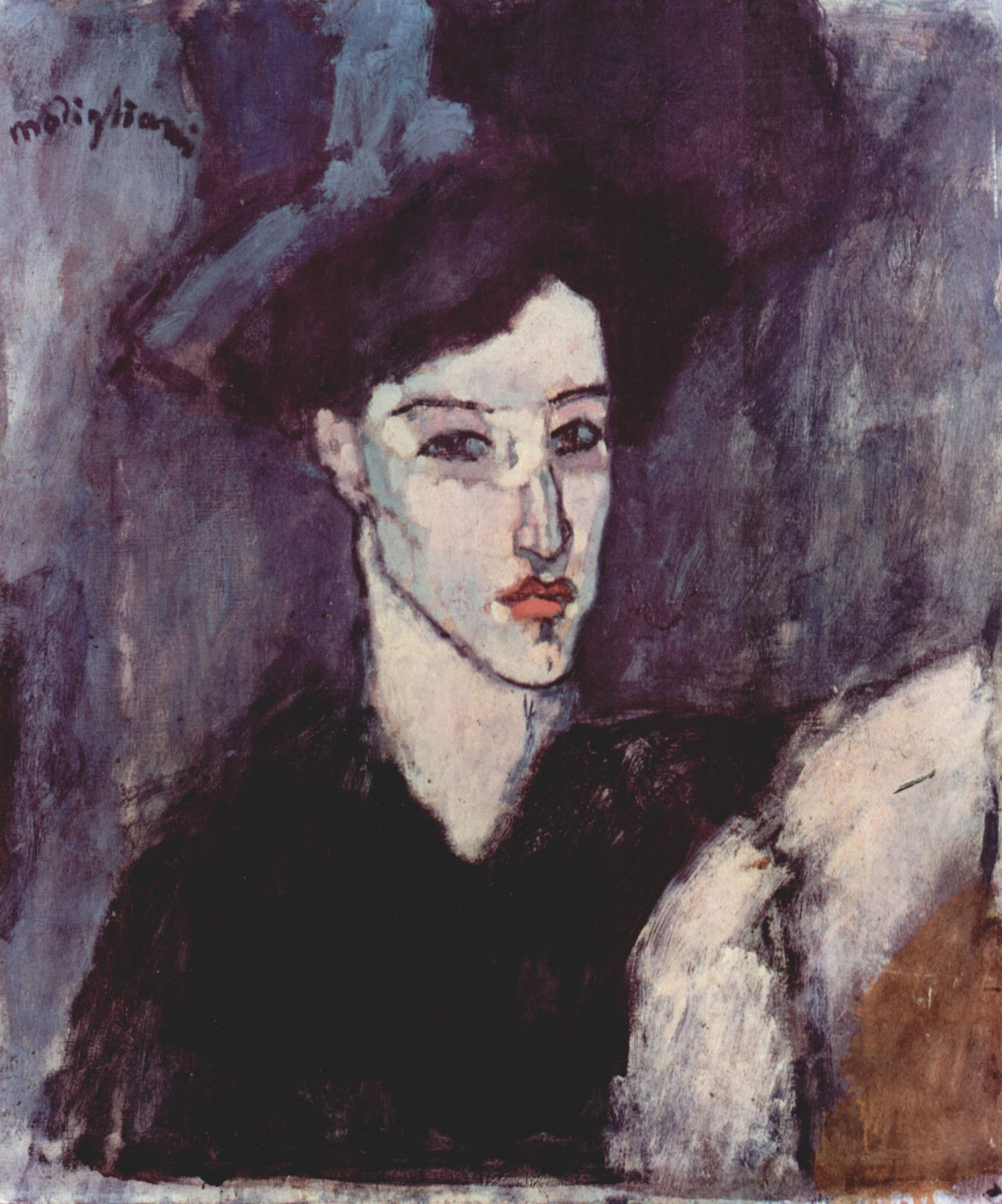
La Juive, 1908, huile sur toile,, coll. priv.

Modigliani traverse quelques années de questionnements : même son expérience vénitienne ne l'avait pas préparé au choc du postimpressionnisme.

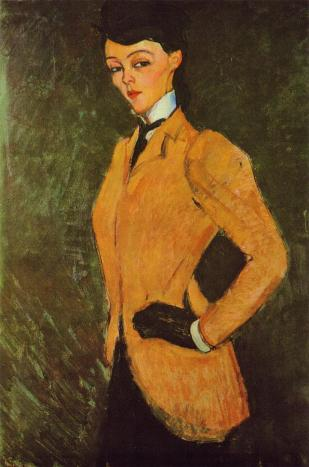
Femme à la veste jaune - L'Amazone, 1909, huile sur toile,, coll. priv.

À Montmartre il peint moins qu'il ne dessine et tâtonne dans l'imitation de Gauguin, Lautrec, Van Dongen, Picasso ou d'autres. Marqué au Salon d'automne de 1906 par les couleurs pures et les formes simplifiées de Gauguin, il l'est plus encore l'année suivante par une rétrospective sur Cézanne, dont il expérimente les principes : La Juive emprunte à Cézanne comme à Gauguin ou au trait « expressionniste » de Lautrec. La personnalité artistique de Modigliani était toutefois assez formée pour qu'il n'adhère pas à n'importe quelle révolution en arrivant à Paris : il reproche au cubisme un formalisme désincarné et refuse de signer le manifeste du futurisme que lui soumet Gino Severini en 1910,.
Indépendamment de ces influences, Modigliani souhaite concilier tradition et modernité. Ses liens avec les artistes de l'École de Paris encore naissante — « chacun à la recherche de son propre style » — l'encouragent à tester de nouveaux procédés, pour rompre avec l'héritage italien et classique sans pour autant le renier et élaborer une synthèse singulière. Il vise le dépouillement, son tracé se clarifie, ses couleurs se renforcent. Ses portraits manifestent son intérêt pour la personnalité du modèle : la baronne Marguerite de Hasse de Villars refuse celui qu'il a fait d'elle en amazone, sans doute parce que, privée de sa jaquette rouge et de son cadre cossu, elle y arbore une certaine morgue,.
S'il n'évoque guère son travail ni ses conceptions picturales, il arrive à Modigliani de s'exprimer sur l'art avec un enthousiasme qui fait par exemple l'admiration de Ludwig Meidner : « Jamais auparavant je n'ai entendu un peintre parler de la beauté avec autant d'ardeur. » Paul Alexandre pousse son protégé à participer aux expositions collectives de la Société des artistes indépendants et à présenter au Salon de 1908 un dessin et cinq toiles : son chromatisme et son trait concis, personnels sans innovation radicale, reçoivent un accueil mitigé. Il ne produit qu'entre six et dix-huit tableaux l'année suivante, la peinture étant passée pour lui au second plan ; mais les six qu'il propose au salon en 1910 sont remarqués, Le Violoncelliste notamment, dont Guillaume Apollinaire, Louis Vauxcelles et André Salmon apprécient le côté cézannien,.

#### Deux séjours à Livourne
Modigliani est retourné en 1909 et en 1913 dans son pays et sa ville natals : des incertitudes demeurent sur ce qui s'y est passé.

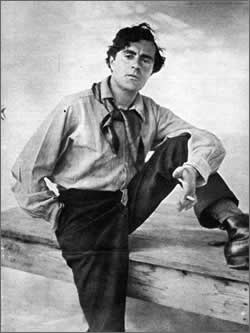
À Florence en 1909.

En juin 1909, sa tante Laura Garsin en visite à la Ruche le trouve aussi mal en point que mal logé : il passe donc l'été chez sa mère, qui le gâte et prend soin de lui tandis que Laura, « écorchée vive, comme lui », l'associe à ses travaux philosophiques. Il en va autrement avec les anciens amis. Amedeo les juge encroûtés dans un art de commande trop sage, eux ne comprennent pas ce qu'il leur dit des avant-gardes parisiennes ni les « déformations » de sa propre peinture : médisants, envieux peut-être, ils lui battent froid au tout nouveau Caffè Bardi de la place Cavour. Seuls lui restent fidèles Ghiglia et Romiti, qui lui prête son atelier. Modigliani réalise plusieurs études et portraits, dont Le Mendiant de Livourne, inspiré à la fois de Cézanne et d'un petit tableau du XVIIe siècle napolitain, et exposé au Salon des indépendants l'année suivante.
Il est probable que les premiers essais de Modigliani pour sculpter la pierre datent de ce séjour, son frère aîné l'aidant à trouver un vaste local près de Carrare et à choisir un beau bloc de marbre à Seravezza ou Pietrasanta — sur les traces de Michel-Ange —. Désireux d'y transposer quelques esquisses, l'artiste s'y serait attaqué dans une chaleur et une lumière dont il avait perdu l'habitude, la poussière soulevée par la taille directe irritant bientôt ses poumons. Ce qui ne l'empêche pas de rentrer à Paris en septembre bien décidé à se faire sculpteur.
Un jour de l'été 1912, Ortiz de Zárate découvre Modigliani évanoui dans sa chambre : depuis des mois il travaillait comme un forcené tout en menant une vie déréglée. Ses amis se cotisent pour le renvoyer en Italie. Mais ce second séjour, au printemps 1913, ne suffit pas à rééquilibrer son organisme délabré ni sa psyché fragile. Il se heurte de nouveau à l'incompréhension moqueuse de ceux à qui il montre les photos de ses sculptures parisiennes. A-t-il pris au pied de la lettre leur suggestion ironique et jeté dans le Fosso Reale celles qu'il venait de réaliser ? Toujours est-il que leur réaction a pu peser dans sa décision ultérieure d'abandonner la sculpture.

#### «Modigliani, sculpteur»
Malgré l'ancienneté de sa vocation, Modigliani se lance dans la sculpture sans formation.

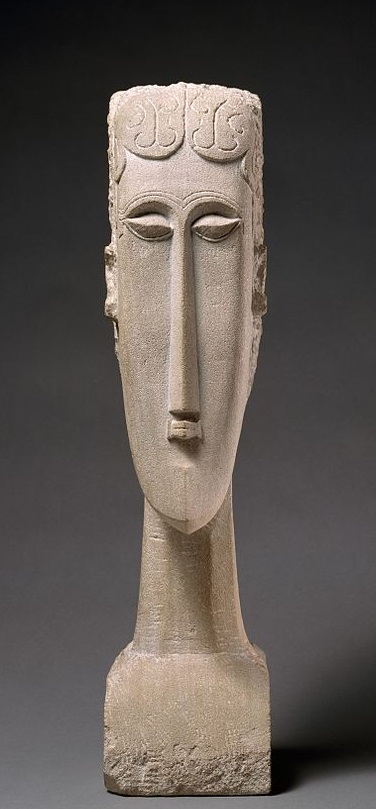
Tête, 1912, calcaire,, New York, Metropolitan Museum of Art.

Depuis des années il considère la sculpture comme l'art majeur et ses dessins comme des exercices préalables au travail du ciseau. À Montmartre, il se serait dès 1907 exercé sur des traverses, l'unique statuette en bois authentifiée étant toutefois postérieure. Des rares œuvres en pierre réalisées l'année suivante subsiste une tête de femme à l'ovale étiré. 1909-1910 marque un tournant esthétique : il se jette à corps perdu dans la sculpture sans cesser tout à fait de peindre,, — quelques portraits, peu de nus entre 1910 et 1913 —, d'autant que la toux due aux poussières de la taille et du polissage le force à suspendre par périodes son activité. Dessins et peintures de cariatides accompagnent son parcours de sculpteur comme autant de projets avortés.
En ces années d'engouement pour l'« art nègre », Picasso, Matisse, Derain, beaucoup s'essaient à la sculpture. Que ce soit ou non pour rejoindre Constantin Brâncuși que le Dr Alexandre lui a présenté, Modigliani emménage à la Cité Falguière et se fournit en calcaire dans d'anciennes carrières ou sur les chantiers de Montparnasse (immeubles, métro). Quoique ignorant tout de la technique, il travaille du matin au soir dans la cour : en fin de journée il aligne ses têtes sculptées, les arrose avec soin et les contemple longuement — quand il ne les orne pas de bougies en une sorte de mise en scène primitive,.
| Peinture à l'huile d'une femme nue accroupie dans les tons ocre rouge ayant les bras levés comme pour soutenir un toit |  | Statue de pierre de couleur grise, d'une femme nue accroupie ayant les bras levés au-dessus de la tête |
| Cariatide, v. 1912, huile sur toile, 72,5 × 50 cm, Düsseldorf, Kunstsammlung Nordrhein-Westfalen.                      |  | Cariatide, v. 1914, grès, 92 × 41,5 cm, New York, Museum of Modern Art.                                |

Brâncuși l'encourage et le convainc que la taille directe permet de mieux « sentir » la matière. Le refus de modeler d'abord le plâtre ou l'argile plaît sans doute aussi au jeune néophyte par le caractère irrémédiable du geste, qui oblige à anticiper la forme ultime. « La plénitude se rapproche […] Je ferai tout dans le marbre », écrit-il, en signant ses lettres à sa mère « Modigliani, scultore ».
À partir de ce qu'il admire — statuaire antique et renaissante, art africain, oriental, contemporain —, Modigliani trouve son style. En mars 1911 il expose plusieurs têtes de femme avec des esquisses et des gouaches dans le grand atelier de son ami Amadeo de Souza-Cardoso. Au Salon d'automne de 1912 il présente « Têtes, ensemble décoratif », sept figures conçues comme un tout après de nombreuses détrempes préparatoires : assimilé à tort aux cubistes, il est du moins reconnu comme sculpteur. Quant aux cariatides — retour délibéré à l'antique —, s'il n'en a laissé qu'une, inachevée, il les rêvait comme les « colonnes de tendresse » d'un « Temple de la Volupté ».
Modigliani abandonne peu à peu la sculpture à partir 1914, continuant de loin en loin jusqu'en 1916 : les médecins lui ont maintes fois déconseillé la taille directe et ses quintes de toux vont à présent jusqu'au malaise. D'autres raisons ont pu s'ajouter : force physique exigée par cette technique, problème de l'espace qui le contraint à travailler dehors, coût des matériaux, pression enfin de Paul Guillaume, les acheteurs préférant les tableaux. Il se peut que ces difficultés et les réactions du public aient découragé l'artiste : dès 1911-1912, ses proches observent qu'il est de plus en plus amer, sarcastique, d'un cabotinage extravagant. Roger van Gindertael invoque en outre son penchant nomade et son impatience à s'exprimer, à achever son œuvre. Devoir renoncer à son rêve n'aura en tout cas pas contribué à le guérir de ses addictions.

### Les passions du peintre (1914-1920)

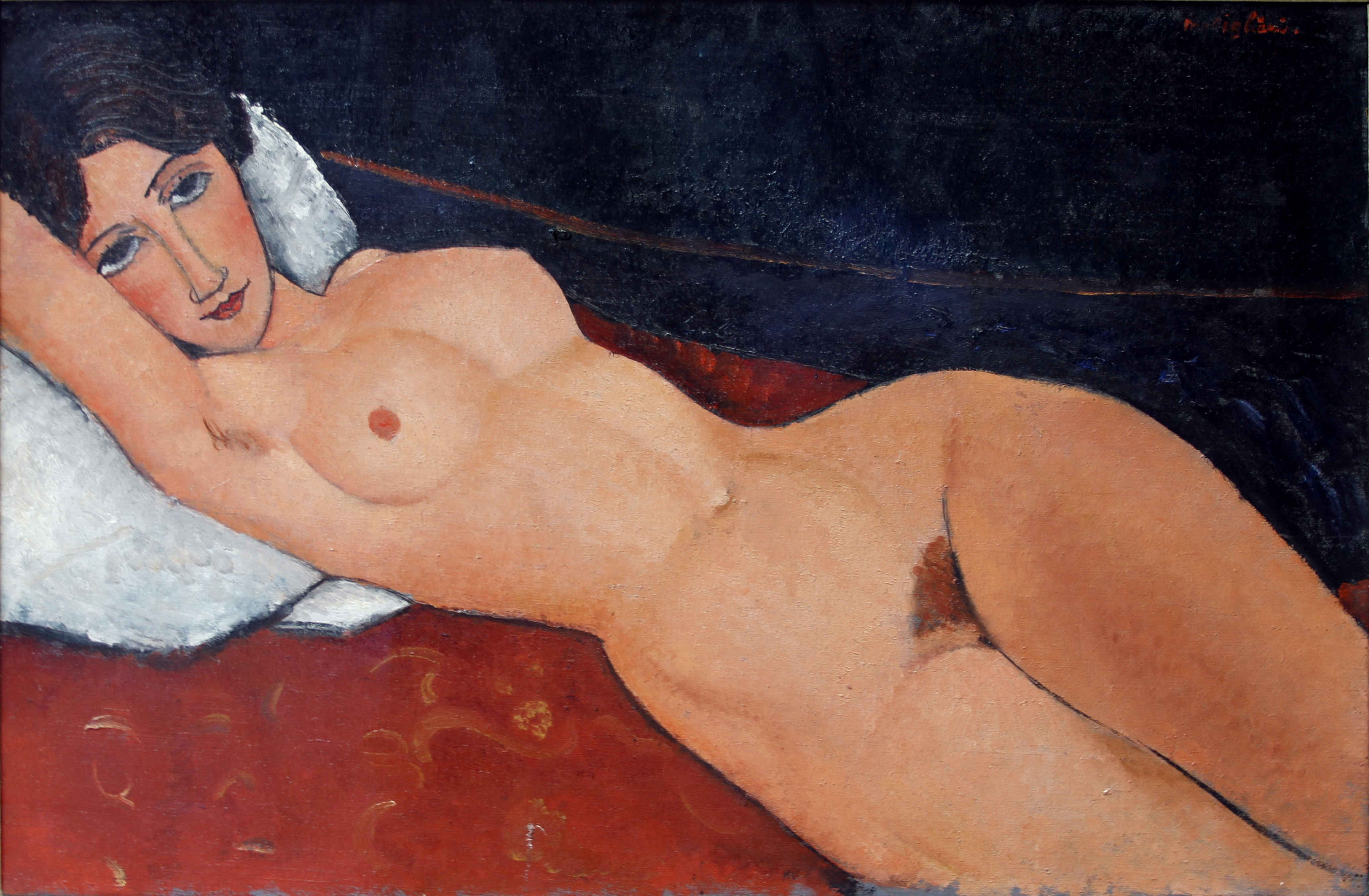
Nu allongé sur un oreiller blanc, vers 1917, huile sur toile,, Stuttgart, Staatsgalerie.

À son retour de Livourne, Modigliani retrouve ses amis, sa misère et sa vie marginale. Sa santé se dégrade mais son activité créatrice s'intensifie : il se met à « peindre pour de bon ». De 1914 à 1919, apprécié des marchands Paul Guillaume puis Léopold Zborowski, il produit plus de 350 tableaux qui commencent à se vendre, même si la Première Guerre mondiale retarde cette reconnaissance : cariatides, portraits nombreux et nus resplendissants. Parmi ses maîtresses se distinguent la volcanique Beatrice Hastings et surtout la tendre Jeanne Hébuterne, qui lui donne une fille et le suit dans la mort.

#### La vie d'un artiste maudit
Errance, alcoolisme et toxicomanie croissants, amours orageuses ou sans lendemain, exhibitionnisme agressif : Modigliani incarnera « la jeunesse brûlée ».
Rentré à Paris durant l'été 1913, il reprend « sa cage du boulevard Raspail » puis loue des ateliers-logements au nord de la Seine (passage de l'Élysée des Beaux-Arts, rue de Douai, Place Émile-Goudeau) tout en passant ses journées dans le quartier du Montparnasse où ont peu à peu migré les artistes de Montmartre et qui, jusqu'alors campagnard, est en pleine rénovation.

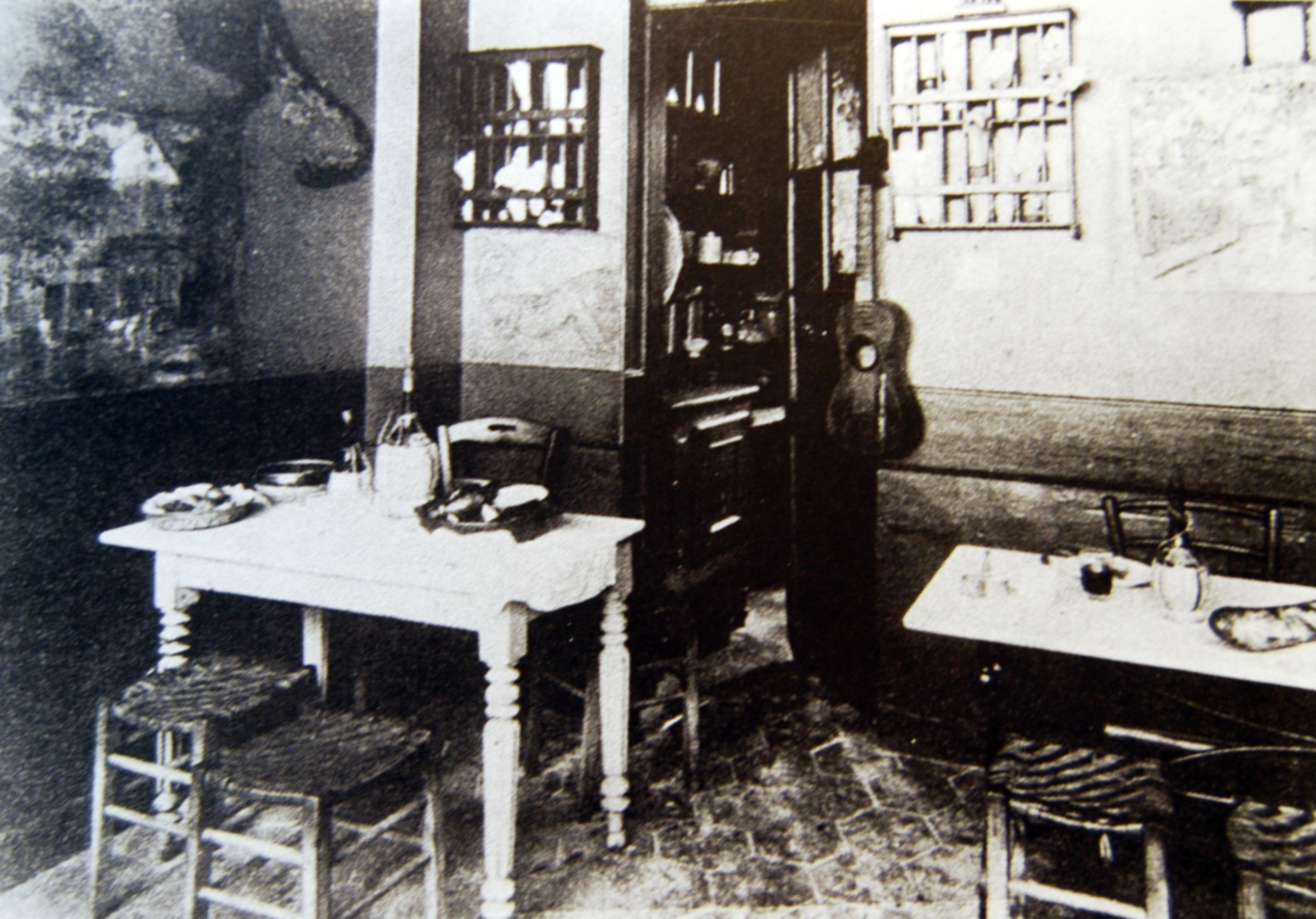
La crèmerie-restaurant Chez Rosalie, rue Campagne-Première, vers 1918-1919.

Au Dôme ou à La Closerie des Lilas il préfère La Rotonde, rendez-vous d'artisans et d'ouvriers dont le propriétaire, Victor Libion, laisse les artistes rester des heures devant le même verre. Il a ses habitudes chez Rosalie, connue pour sa cuisine italienne bon marché et sa générosité, et à qui il répète qu'un artiste sans le sou ne devrait pas payer. « Pauvre Amedeo ! se souvient-elle. Ici, il était comme chez lui. Quand on le trouvait endormi sous un arbre ou dans une rigole, on le portait chez moi. Alors, on le couchait sur un sac dans l'arrière-boutique jusqu'à ce que la cuite lui soit passée. » Pendant la guerre il fréquente aussi, impasse du Maine, la « cantine » et les soirées de Marie Vassilieff, qui toutefois redoute ses éclats.
Plus que jamais, « Modi » aviné — quand il ne combine pas l'alcool aux stupéfiants — fanfaronne, déclame des vers, se lance dans des tirades lyriques ou des altercations : seul Libion saurait le calmer. Quand il échoue au poste de police, le commissaire Zamarron, féru de peinture, l'en fait sortir ou lui achète en se privant quelque toile ou dessin : son bureau à la préfecture est orné d'œuvres de Soutine, Utrillo, Modigliani, habitués du commissariat.
Lors de la mobilisation d'août 1914 Modigliani veut s'engager, mais ses problèmes pulmonaires empêchent son incorporation. Il reste un peu isolé dans Montparnasse, malgré le retour des réformés pour blessures graves : Braque, Kisling, Cendrars, Apollinaire, Léger, Zadkine… Contrairement à celles de Picasso, Dufy, La Fresnaye ou des expressionnistes allemands, ses œuvres ne comportent aucune allusion à la guerre, même quand il peint un soldat en uniforme.

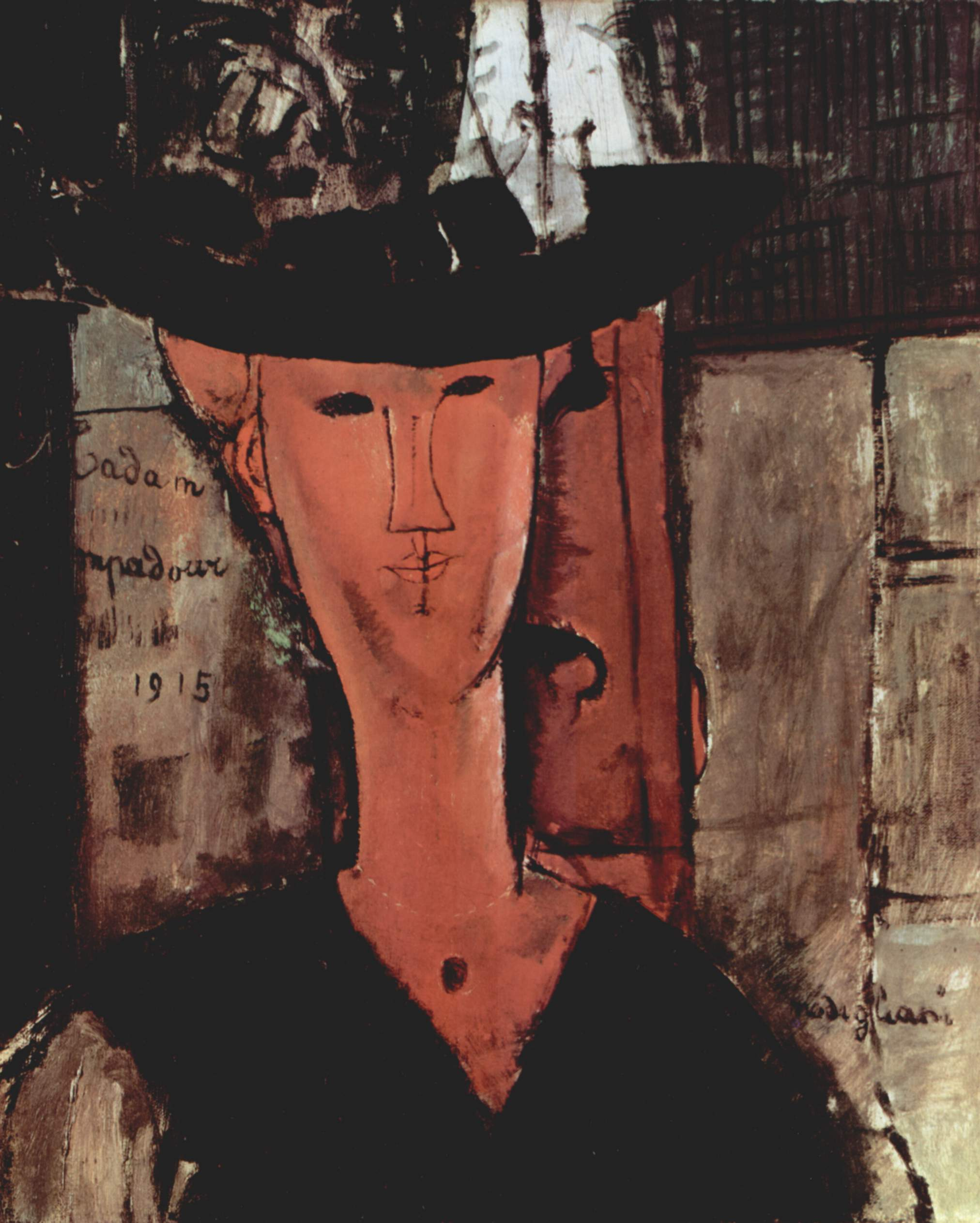
Madame Pompadour (Béatrice Hastings), 1915, huile sur toile,, Art Institute of Chicago.

Il multiplie les aventures, d'autant que, se rappelle Rosalie, « comme il était beau, savez-vous ? Sainte Vierge ! Toutes les femmes lui couraient après ». Ses relations avec l'artiste Nina Hamnett, la « Reine des Bohémiennes », n'ont probablement pas dépassé l'amitié mais avec Lunia Czechowska, qu'il a connue grâce aux Zborowski et peinte quatorze fois, peut-être. Entre autres passades, Elvira dite la Quique (« la Chica ») est une entraîneuse de Montmartre : leur rapport érotique intense a donné lieu à plusieurs nus et portraits avant qu'elle ne le quitte brusquement,. Quant à l'étudiante québécoise Simone Thiroux (1892-1921), accouchée en septembre 1917 d'un fils que Modigliani refuse de reconnaître, elle oppose en vain à sa muflerie des lettres où elle quémande humblement son amitié.
Le peintre a vécu en revanche du printemps 1914 à 1916 avec la poétesse et journaliste britannique Beatrice Hastings. Tous les témoins évoquent un coup de foudre. Béatrice a de l'allure, de la culture, un côté excentrique, et un penchant pour le cannabis et la boisson qui fait douter qu'elle y ait freiné Modigliani, même si elle affirme qu'il « n'a jamais rien fait de bien sous l'effet du haschich ». D'emblée tumultueuse, leur relation passionnelle faite d'attirance physique et de rivalité intellectuelle, de scènes de jalousie terribles et de réconciliations tapageuses, alimente les potins. Béatrice lui inspire de nombreux dessins et une dizaine de portraits à l'huile parfois humoristiques. « Un porc et une perle » dira-t-elle de lui, lassée de leurs querelles de plus en plus violentes,. L'art de Modigliani n'en a pas moins gagné en fermeté et en sérénité durant la « période Hastings ».

#### Retour à la peinture
L'impossibilité de sculpter a indéniablement stimulé la créativité picturale de Modigliani : s'ouvre l'ère des grands chefs-d'œuvre.
Modigliani a poursuivi son activité picturale en marge de la sculpture, en particulier des dessins, gouaches ou huiles représentant des cariatides. Il reste qu'il peint de plus en plus frénétiquement à partir de 1914, avec un pic entre 1917 et 1918-1919. Il trouve assez vite son style, cherchant fébrilement sans souci des avant-gardes à exprimer ce qu'il ressent. En novembre 1915 il écrit à sa mère : « Je fais de nouveau de la peinture et je vends. »

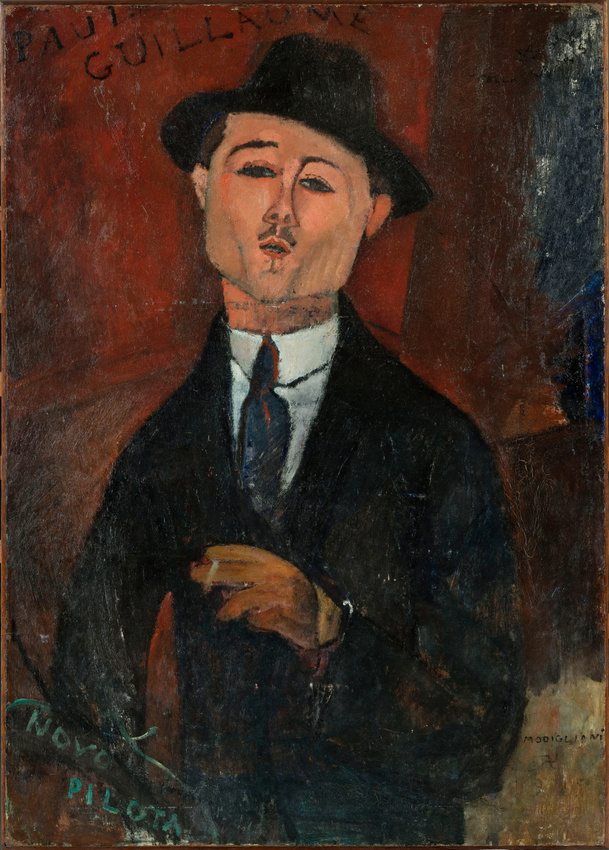
Paul Guillaume, 1915, huile sur toile,, Paris, Musée de l'Orangerie.

En 1914, peut-être après un bref mécénat de Georges Chéron qui se vantait d'enfermer Modigliani dans sa cave avec une bouteille et sa bonne pour l'obliger à travailler,, Max Jacob présente son ami à Paul Guillaume. Cet amateur d'« art nègre » et d'art moderne expose des inconnus dans sa galerie de la rue du Faubourg-Saint-Honoré : seul acheteur de Modigliani jusqu'en 1916, d'autant que Paul Alexandre est au front, il le fait participer à des expositions collectives. Il ne l'a jamais pris sous contrat — tous deux avaient peu d'affinités — mais le fera connaître après sa mort aux Américains, à commencer par Albert Barnes en 1923.

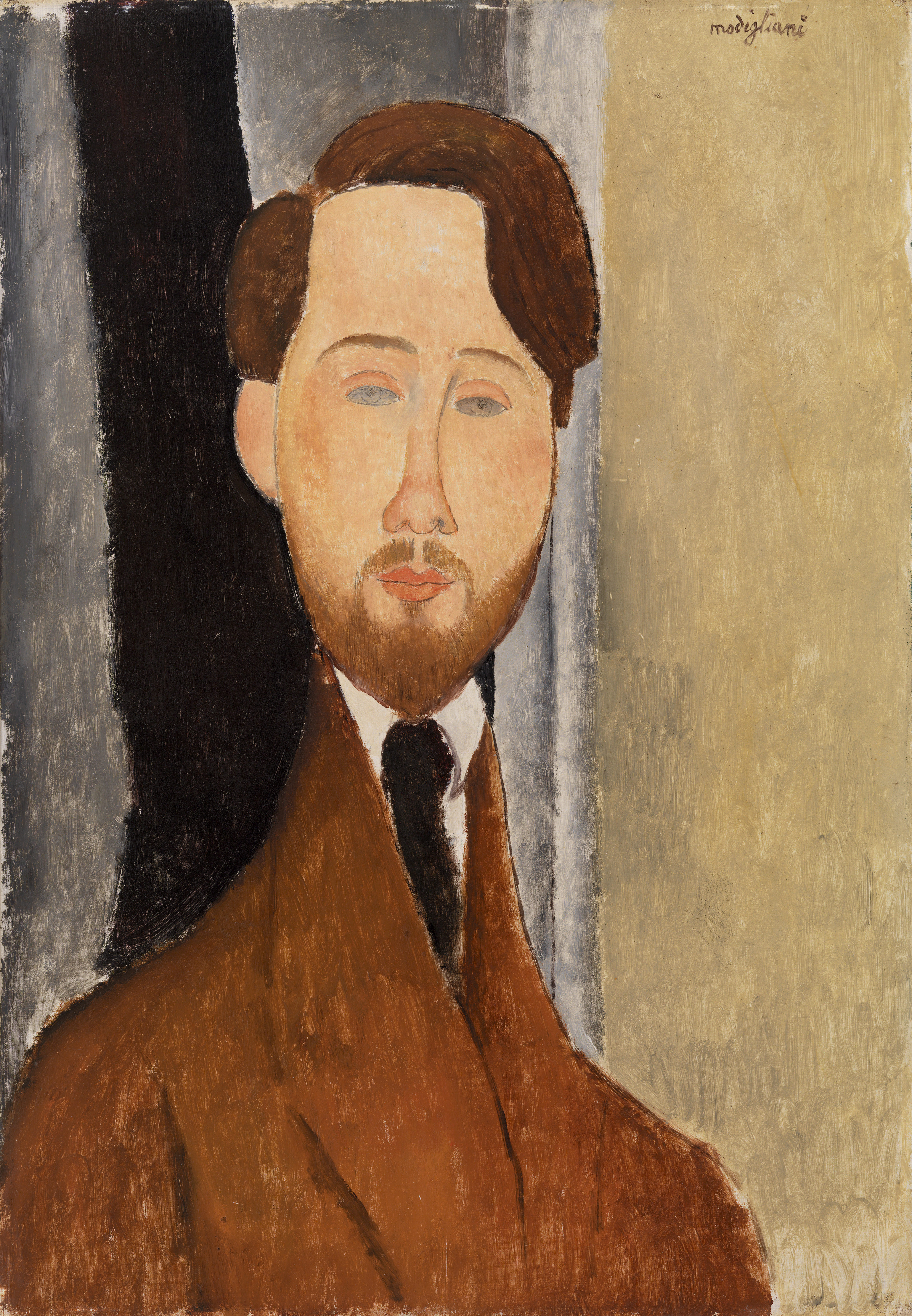
Léopold Zborowski, 1919, huile sur toile,, Philadelphie, Fondation Barnes.

En juillet 1916, trois œuvres seulement figurent parmi les 166 qu'expose André Salmon dans l'hôtel particulier du grand couturier Paul Poiret, avenue d'Antin. C'est plutôt en décembre, lors d'une exposition dans l'atelier du peintre suisse Émile Lejeune, la salle Huyghens, que Léopold Zborowski découvre sur fond de musique d'Erik Satie les toiles de Modigliani : il lui paraît valoir deux fois Picasso. Le poète et marchand d'art polonais devient non seulement le fervent admirateur mais l'ami fidèle et compréhensif du peintre, et sa femme Anna (Hanka) l'un de ses modèles favoris. Ils le soutiendront jusqu'à la fin dans la mesure de leurs moyens : allocation journalière de 15 francs (environ 20 euros), matériel, modèles, frais d'hôtel, plus la liberté de peindre tous les après-midi chez eux, 3 rue Joseph-Bara. Modigliani leur recommande Chaïm Soutine, dont ils acceptent par amitié de s'occuper bien que ne prisant pas, elle ses manières, lui sa peinture,.
Trop indépendant et orgueilleux pour se faire portraitiste mondain à l'instar de Kees van Dongen ou Giovanni Boldini, Amedeo conçoit l'acte de peindre comme un échange affectif avec le modèle : ses portraits retracent en quelque sorte l'histoire de ses amitiés et de ses amours. Françoise Cachin juge ceux de la « période Hastings » d'une grande justesse psychologique. Quant aux vingt-cinq nus voluptueux peints jusqu'en 1919 dans des poses sans pruderie, ils nourrissent les fantasmes du public sur un Modigliani libertin.
Le 3 décembre 1917 a lieu à la galerie Berthe Weill, rue Taitbout, le vernissage de ce qui restera, de son vivant, son unique exposition personnelle, d'une trentaine d'œuvres. Deux nus féminins en vitrine provoquent immédiatement un scandale qui rappelle celui de l'Olympia d'Édouard Manet : tenant d'une représentation idéalisée, le commissaire de police du quartier ordonne à Berthe Weill de décrocher cinq nus au motif que leurs poils pubiens sont un outrage aux bonnes mœurs, ce qui peut surprendre un demi-siècle après L'Origine du monde de Gustave Courbet. Menacée de fermeture elle obtempère, dédommageant Zborowski de cinq toiles. Ce fiasco — deux dessins à 30 francs de vendus — apporte en fait une publicité au peintre, attirant notamment ceux qui n'ont pas, pas encore, les moyens de s'offrir une toile impressionniste ou cubiste : Jonas Netter s'intéresse à Modigliani depuis 1915 mais le journaliste Francis Carco salue son audace et lui achète plusieurs nus, le critique Gustave Coquiot aussi, le collectionneur Roger Dutilleul lui commande son portrait,.

#### Jeanne Hébuterne
Modigliani a vécu les trois dernières années de sa vie avec Jeanne Hébuterne en qui il a peut-être vu sa dernière chance d'accomplissement.

##### La plus douce des compagnes

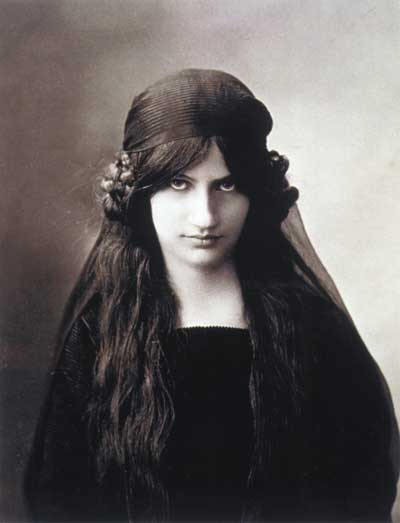
Jeanne vers 1918. Le bonheur est un ange au visage grave, a écrit Modigliani.

S'il est possible qu'il l'ait déjà croisée fin décembre 1916,, c'est en février 1917, peut-être lors du carnaval, que Modigliani semble s'être épris de cette élève de l'académie Colarossi âgée de 19 ans, qui s'affirme déjà dans une peinture inspirée du fauvisme. Elle-même s'émerveille de ce que ce peintre de 14 ans son aîné la courtise et s'intéresse à ce qu'elle fait.

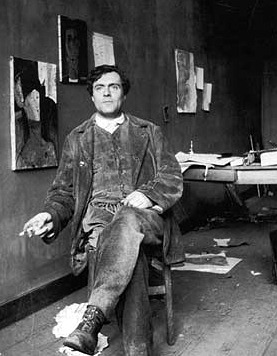
Amedeo dans l'atelier du 8 rue de la Grande-Chaumière, avec son Portrait de Beatrice Hastings derrière lui.

Ses parents, petits-bourgeois catholiques soutenus par son frère aquarelliste de paysages, s'opposent radicalement à cette liaison de leur fille avec un artiste raté, pauvre, étranger et sulfureux. Elle n'en brave pas moins son père pour suivre Amedeo dans son taudis puis s'installer définitivement avec lui en juillet 1917 : persuadé comme d'autres qu'elle saura arracher son ami à sa spirale suicidaire, Zborowski leur a procuré un studio rue de la Grande-Chaumière.
Petite, les cheveux châtain-roux et un teint très pâle qui lui vaut le surnom de « Noix de coco », Jeanne a les yeux clairs, un cou de cygne, des allures de Madone italienne ou préraphaélite : elle symbolise sûrement pour Modigliani la grâce lumineuse, la beauté pure. Tous leurs proches se rappellent sa réserve effarouchée et son extrême douceur presque dépressive. De son amant, physiquement usé, mentalement dégradé, de plus en plus imprévisible, elle supporte tout : car s'il « peut être le plus affreusement violent des hommes, [il] est aussi le plus tendre et le plus déchiré ». Lui la chérit comme aucune autre auparavant et, non sans machisme, la respecte comme une épouse. Il la cache un peu, la traite avec égard quand ils dînent dehors mais la renvoie ensuite, expliquant à Anselmo Bucci : « Nous deux, on va au café. Ma femme va à la maison. À l'italienne. Comme on fait chez nous . » Il ne l'a jamais représentée nue mais a laissé d'elle vingt-cinq portraits qui, tels des lettres d'amour, sont parmi les plus beaux de son œuvre.
En dehors du couple Zborowski, la jeune femme est quasiment le seul soutien de Modigliani durant ces années de tourments sur fond de guerre qui s'éternise. Rongé par la maladie, l'alcool — un verre lui suffit désormais pour être soûl —, les soucis d'argent et l'amertume d'être méconnu, il donne des signes de déséquilibre, entrant par exemple dans des colères folles si quelqu'un le dérange pendant qu'il travaille. Il n'est d'ailleurs pas exclu que le peintre ait souffert de troubles schizophrènes jusque là masqués par son intelligence et sa faconde : iraient dans ce sens sa tendance maladive à l'introspection, l'incohérence de certaines de ses lettres, des comportements inadaptés, une perte de contact avec le réel qui lui fait refuser tout travail alimentaire, ainsi lorsque lui est proposé un emploi d'illustrateur au journal satirique L'Assiette au beurre.
Jeanne et Amedeo paraissent malgré tout vivre sans orages : après les désordres de l'errance et de sa liaison avec Béatrice Hastings, l'artiste trouve un semblant de repos auprès de sa nouvelle compagne, et « sa peinture s'éclaire de tonalités nouvelles ». Il est néanmoins très perturbé lorsqu'elle tombe enceinte en mars 1918.

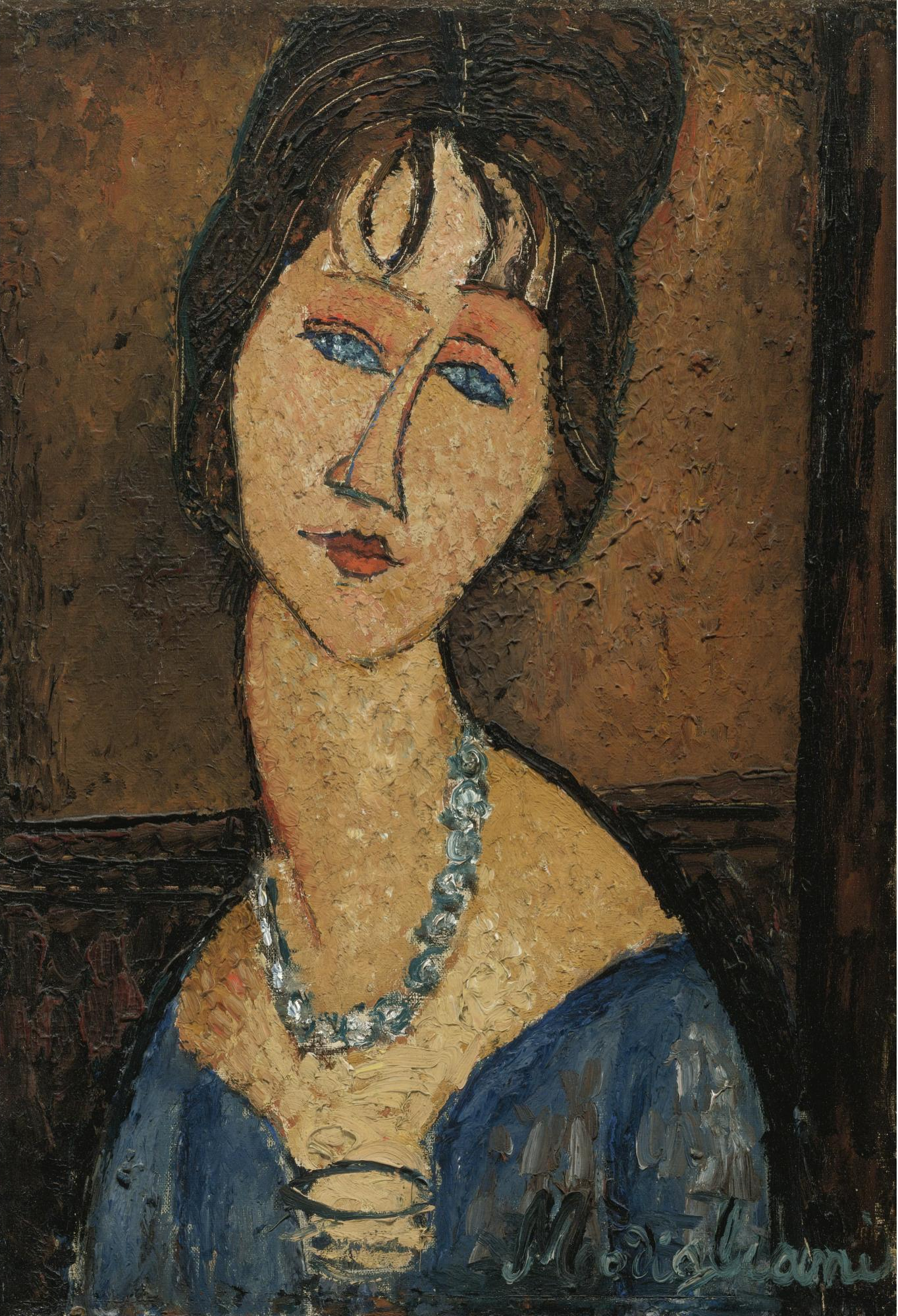
Portrait de Jeanne Hébuterne au collier, 1917, huile sur toile, 56 × 38,5 cm, coll. priv.
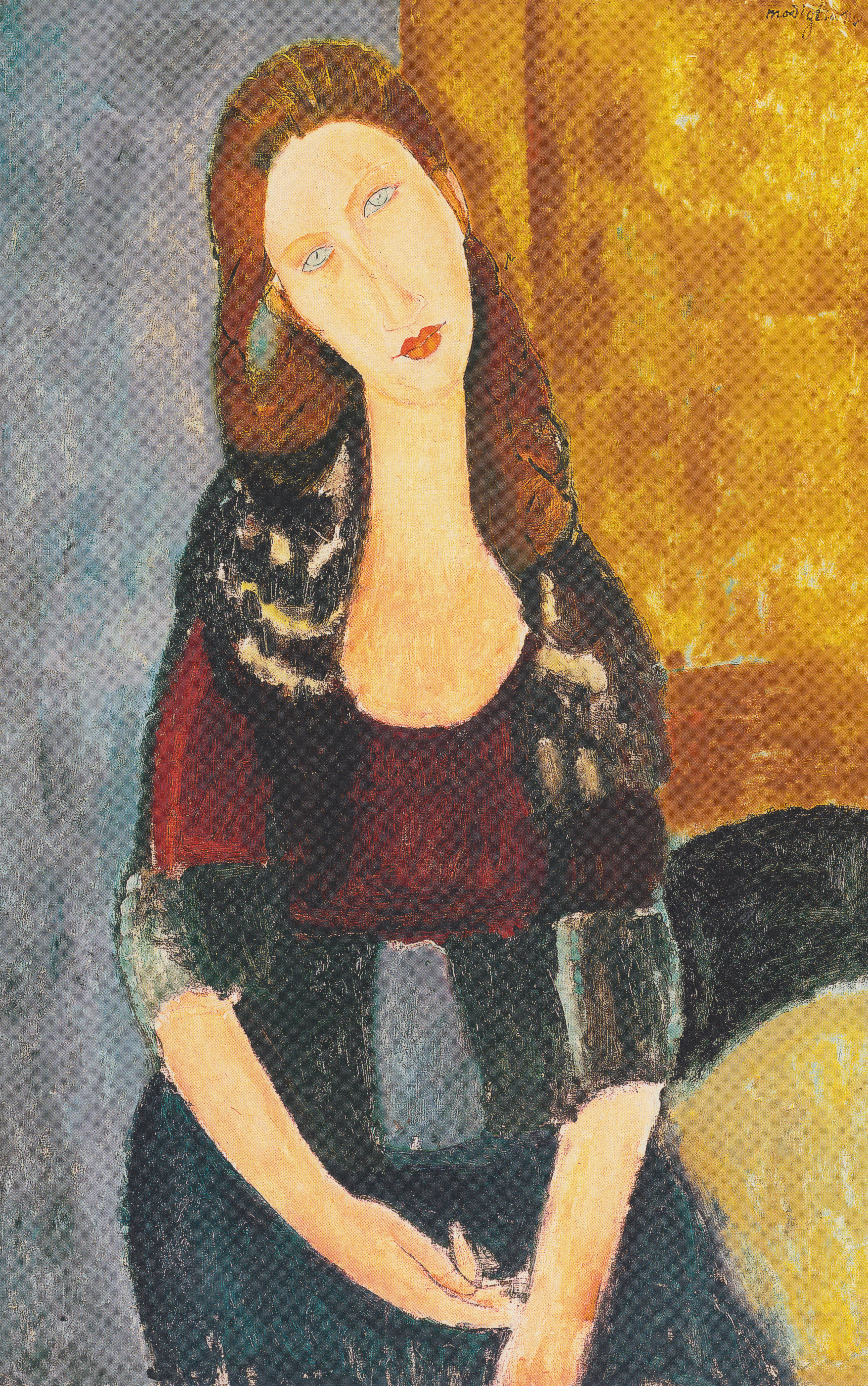
Jeanne Hébuterne assise, 1918, huile sur toile, 92 × 60 cm, Kunsthaus de Zurich.
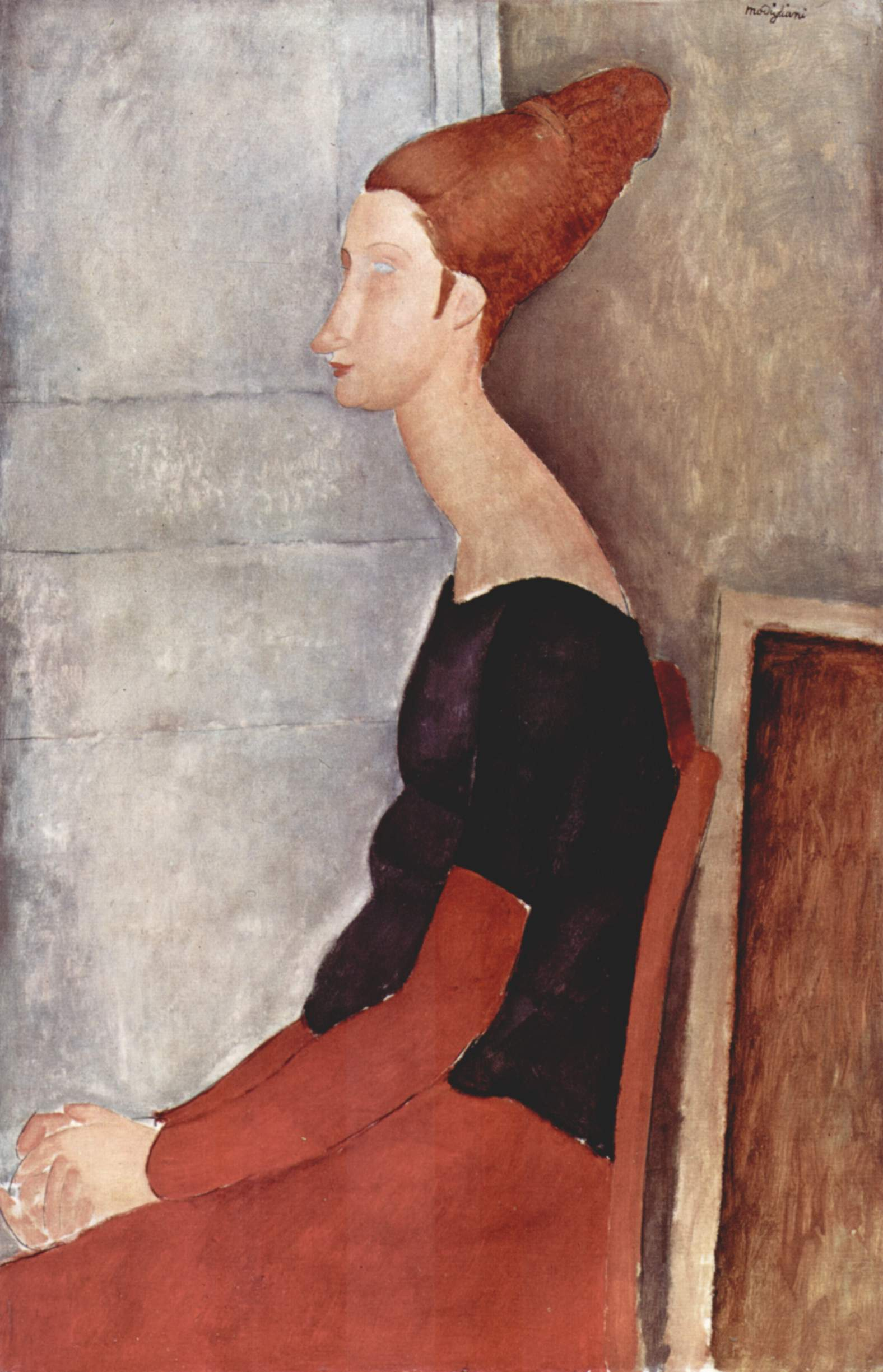
Portrait de Jeanne Hébuterne assise de profil, 1918, huile sur toile, 100 × 65 cm, coll. priv.
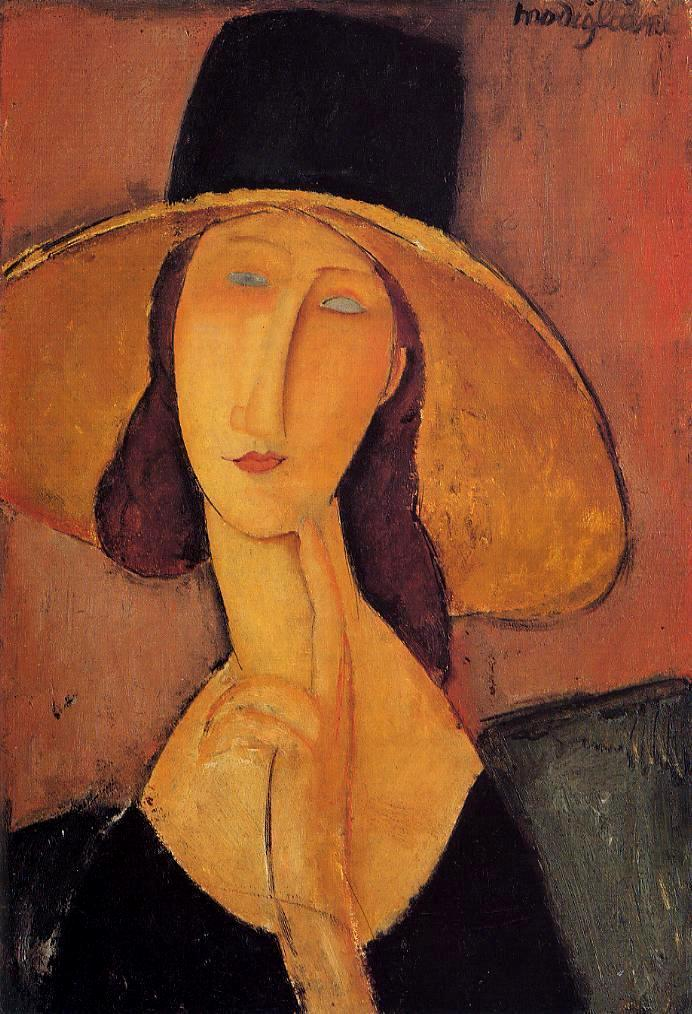
Portrait de Jeanne Hébuterne au grand chapeau, 1918-1919, huile sur toile, 54 × 37,5 cm, coll. priv.
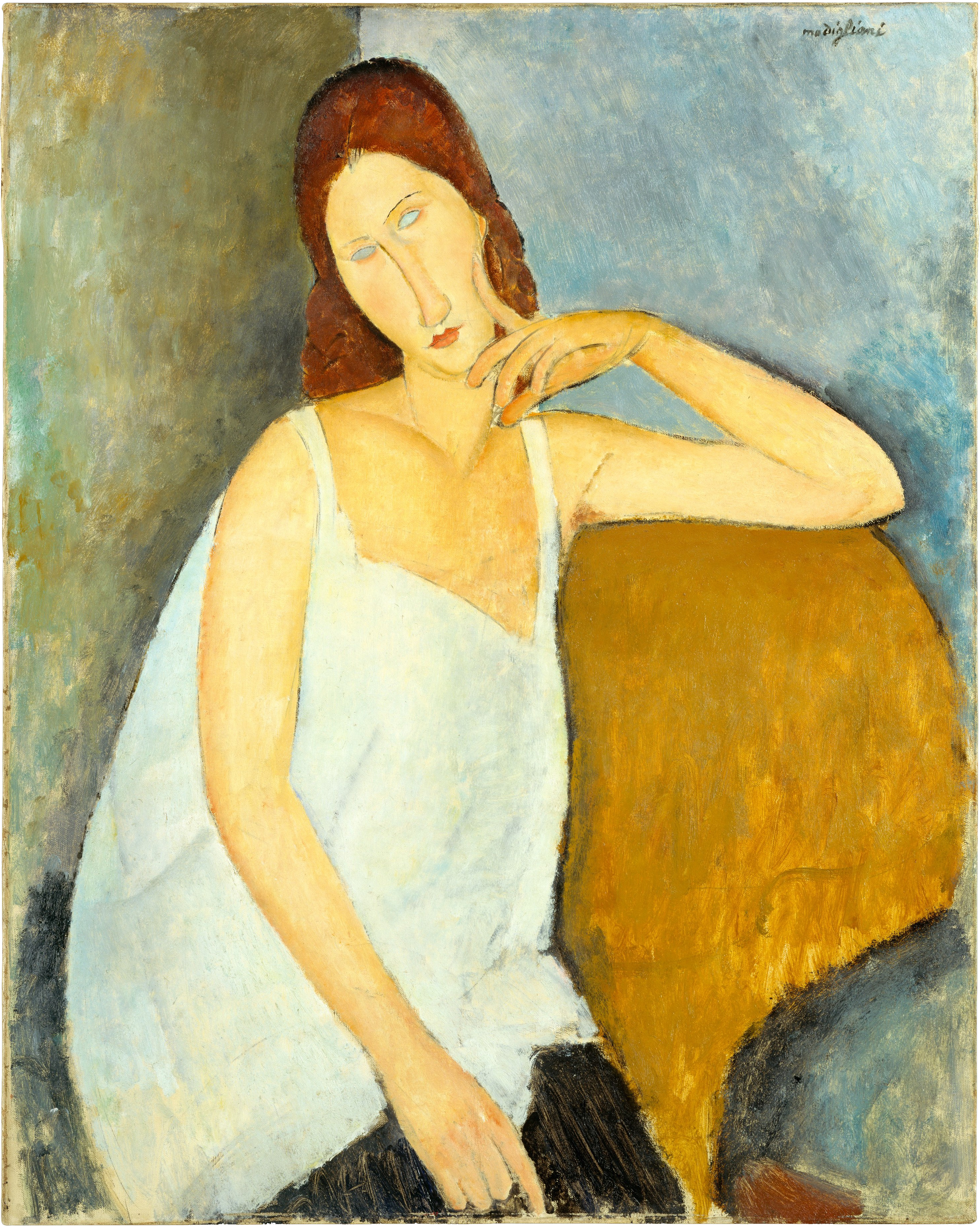
Jeanne Hébuterne, 1919, huile sur toile, 91,5 × 73 cm, New York, Metropolitan Museum of Art.
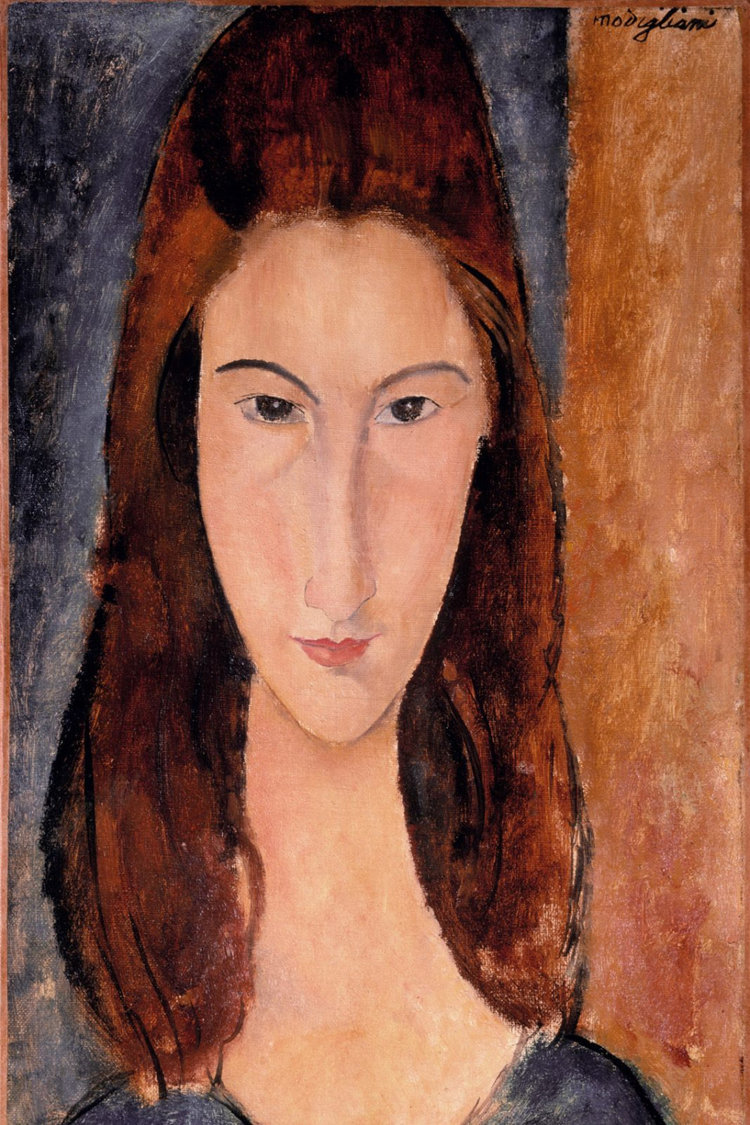
Portrait de Jeanne Hébuterne (tête de face), 1919, huile sur toile, 55 × 38 cm, coll. priv.
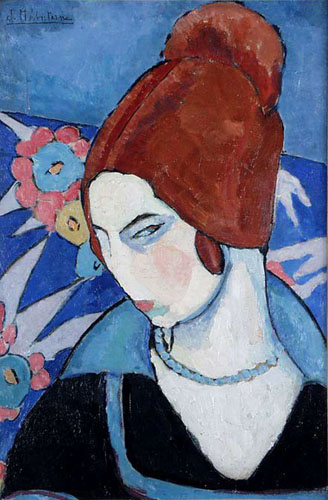
Jeanne Hébuterne, Autoportrait, 1916, huile sur toile, 50 × 33,5 cm, coll. priv.

##### Le séjour dans le Midi

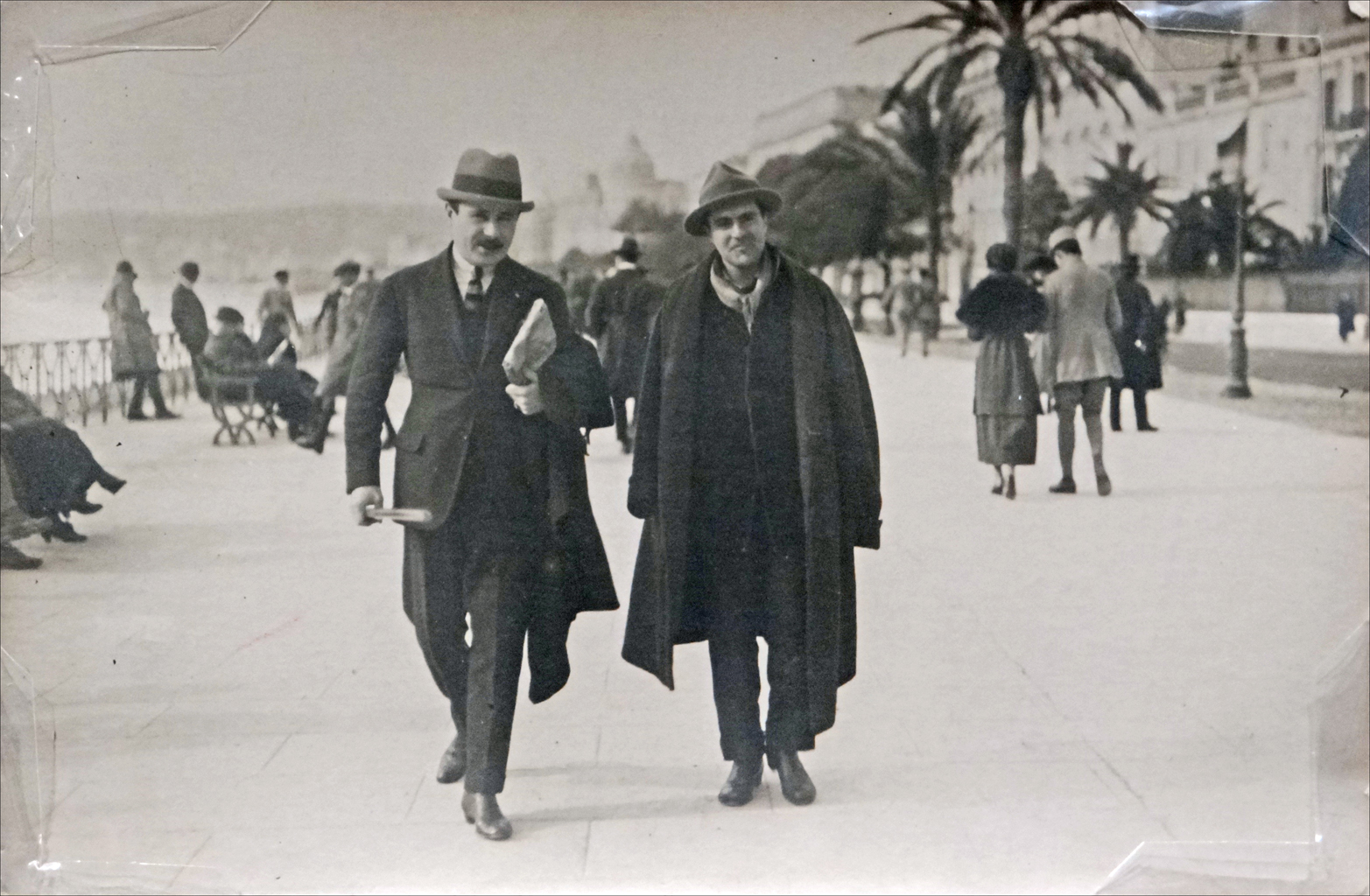
Avec Paul Guillaume (à gauche) fin 1918, sur la promenade des Anglais.

Face aux rationnements et aux bombardements, Zborowski décide en avril de partir sur la Côte d'Azur, ce à quoi Modigliani consent car sa toux et ses fièvres continuelles sont alarmantes. De plus, à Paris, les affaires sont mauvaises et Zborowski espère qu’à Nice et Monaco où se sont réfugiés nombre de collectionneurs, il pourra trouver des acheteurs. Anna, sa femme, Soutine, Foujita et sa compagne Fernande Barrey sont du voyage, ainsi que Jeanne et sa mère. Le livre de mémoires (éditions l’Echoppe, 2015) d’Anna Zborowska, femme de son marchand et amie proche de l’artiste, nous donne nombre d’informations précises et inédites sur ce séjour.
Débarqué à la gare de Nice, le petit groupe rejoint Cagnes sur Mer et loge pour quelques jours à l’hôtel des Colonies au pied du village avant de louer des appartements dans le Haut de Cagnes. Dans cette maison où il habite pour la première fois avec Jeanne (à Paris, elle était chez ses parents), il passe une période heureuse. N’ayant pas de modèles, il peint une très belle série de tableaux d’enfants du village, d’adolescentes et de quelques adultes où il est au summum de son bonheur et de son art. Pendant ce temps-là, vécu comme des vacances, Zborowski écume les grands hôtels de la région pour tenter, mais sans succès, de vendre les toiles de ses protégés.
Trois mois plus tard, par manque d’argent, ils quittent le village pour s’installer à Nice. Amedeo est contraint de prendre une petite chambre à l’hôtel Tarelli, rue de France où il peindra deux prostituées habitant l’hôtel. Jeanne, enceinte de cinq mois, va loger avec sa mère avenue de la Californie. Ils se verront tous les jours et fréquenteront l’appartement rue de France de leur ami peintre Léopold Survage.
Avec les Zborowski, ils fêtent l’armistice et le 29 novembre naît leur fille Giovanna à la maternité de l’hôpital Saint-Roch. En janvier, Modigliani passe une ou deux semaines à Cagnes où il s'est essayé au paysage. Il a vécu chez le peintre Allan Österlind (une photo le montre avec son fils Anders et Zborowski) dont la propriété jouxte celle d'Auguste Renoir, à qui Anders présente Modigliani. Mais la visite tourne mal : le vieux maître lui ayant confié qu'il aimait à caresser longuement ses tableaux comme des fesses de femme, l'Italien claque la porte en répliquant que lui « n'aime pas les fesses »,
Après la naissance de l’enfant, Modigliani et Jeanne logeront au 2 rue Masséna. Quelques semaines plus tard, une nourrice prend soin d'elle, sa jeune mère et sa grand-mère s'en révélant incapables. Passé la première euphorie, Modigliani renoue avec les angoisses, la boisson, et le manque d'argent. Le 31 mai 1919, des expositions se préparant, il part retrouver avec joie l'air et la liberté de Paris. Jeanne et son bébé le rejoindront trois semaines plus tard.
Durant ces treize mois, passés au soleil du sud, il a travaillé avec bonheur. Il s'est essayé à la peinture de paysage et a réalisé de très nombreux portraits : deux maternités, beaucoup d'enfants, des adolescents, des gens de toutes conditions,,. La présence apaisante de Jeanne a globalement favorisé sa production.

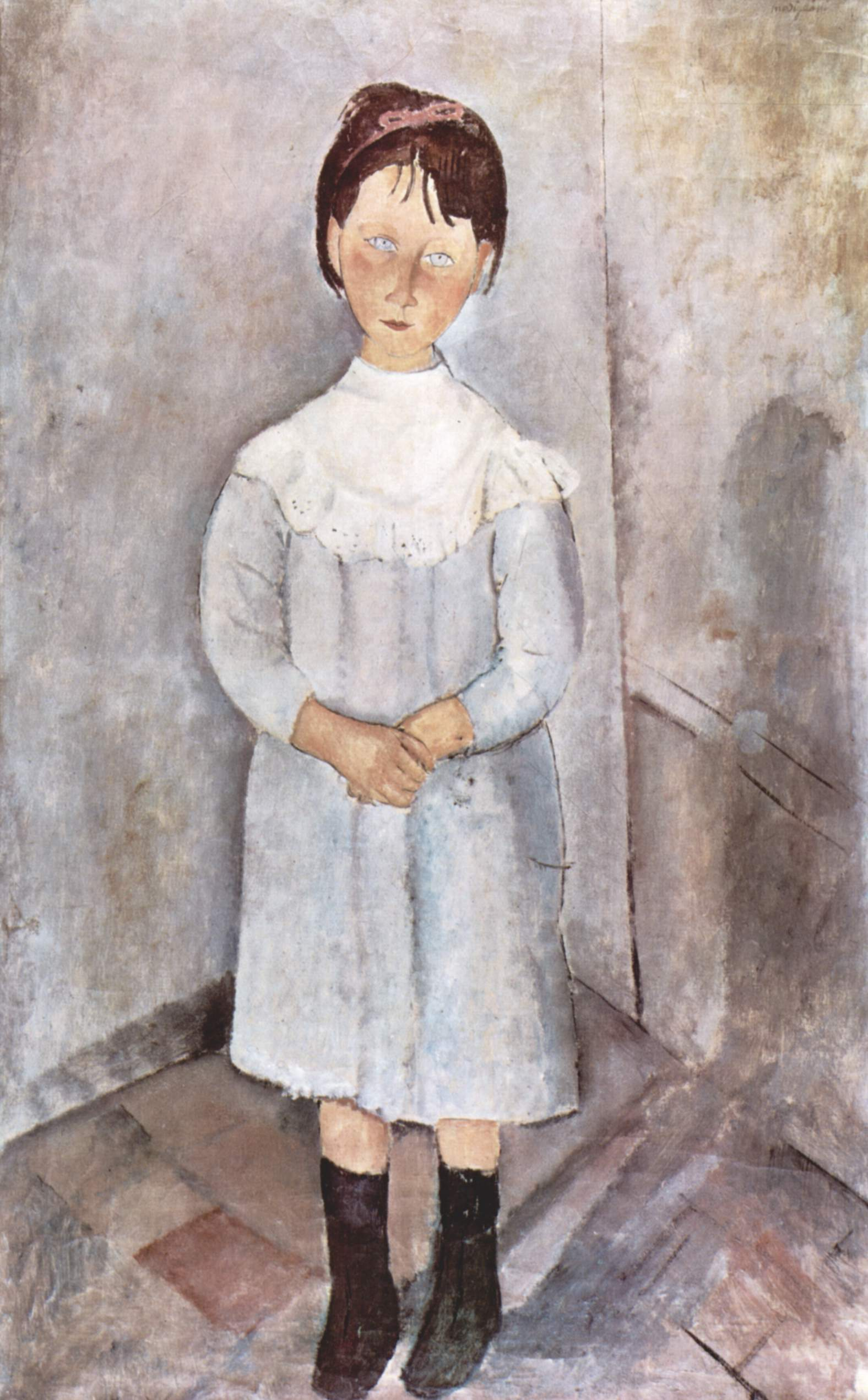
Fillette en bleu, 1918, huile sur toile, 116 × 73 cm, coll. priv.
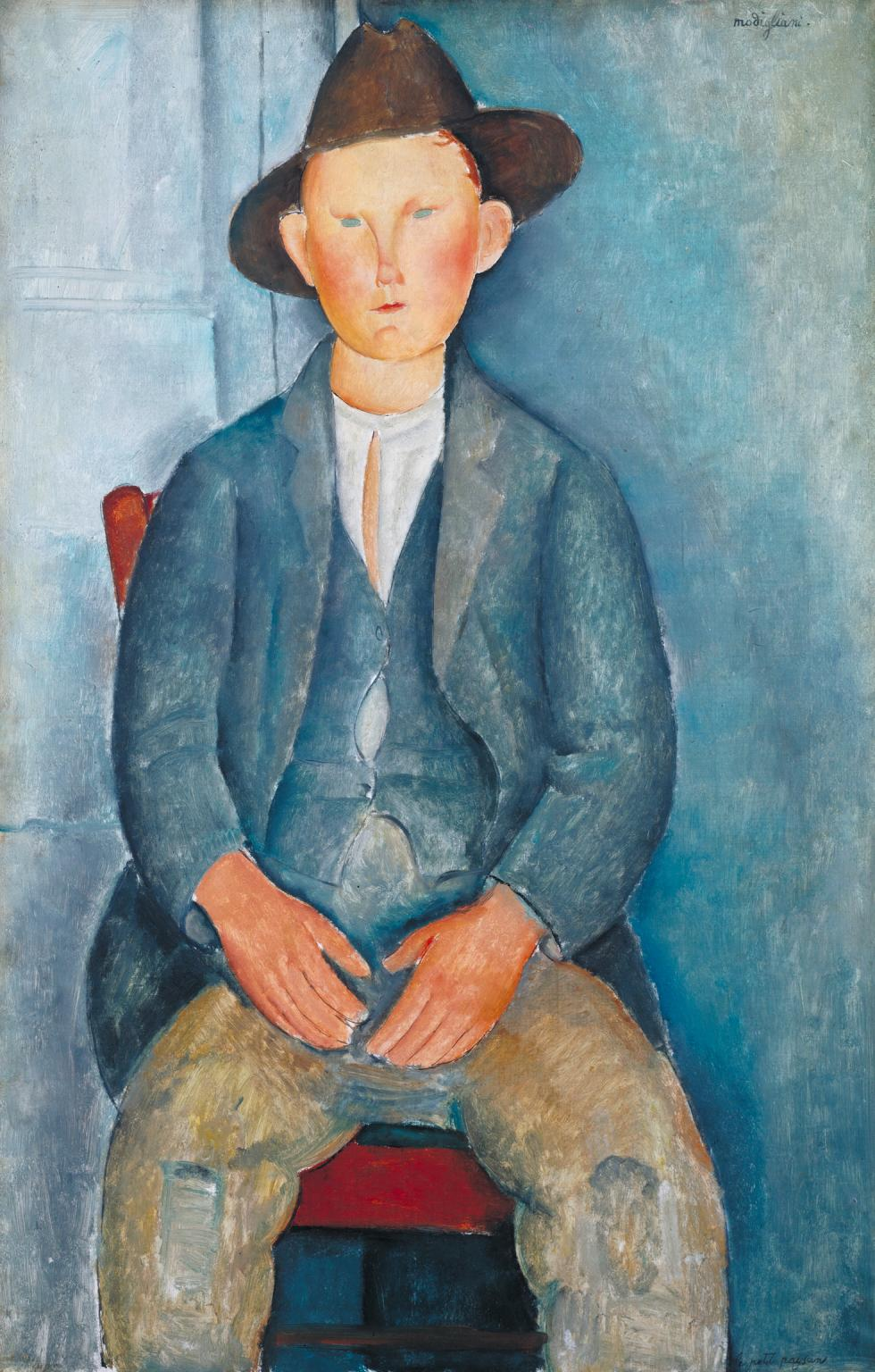
Le Petit Paysan, 1918, huile sur toile, 100 × 64,5 cm, Londres, Tate Liverpool.
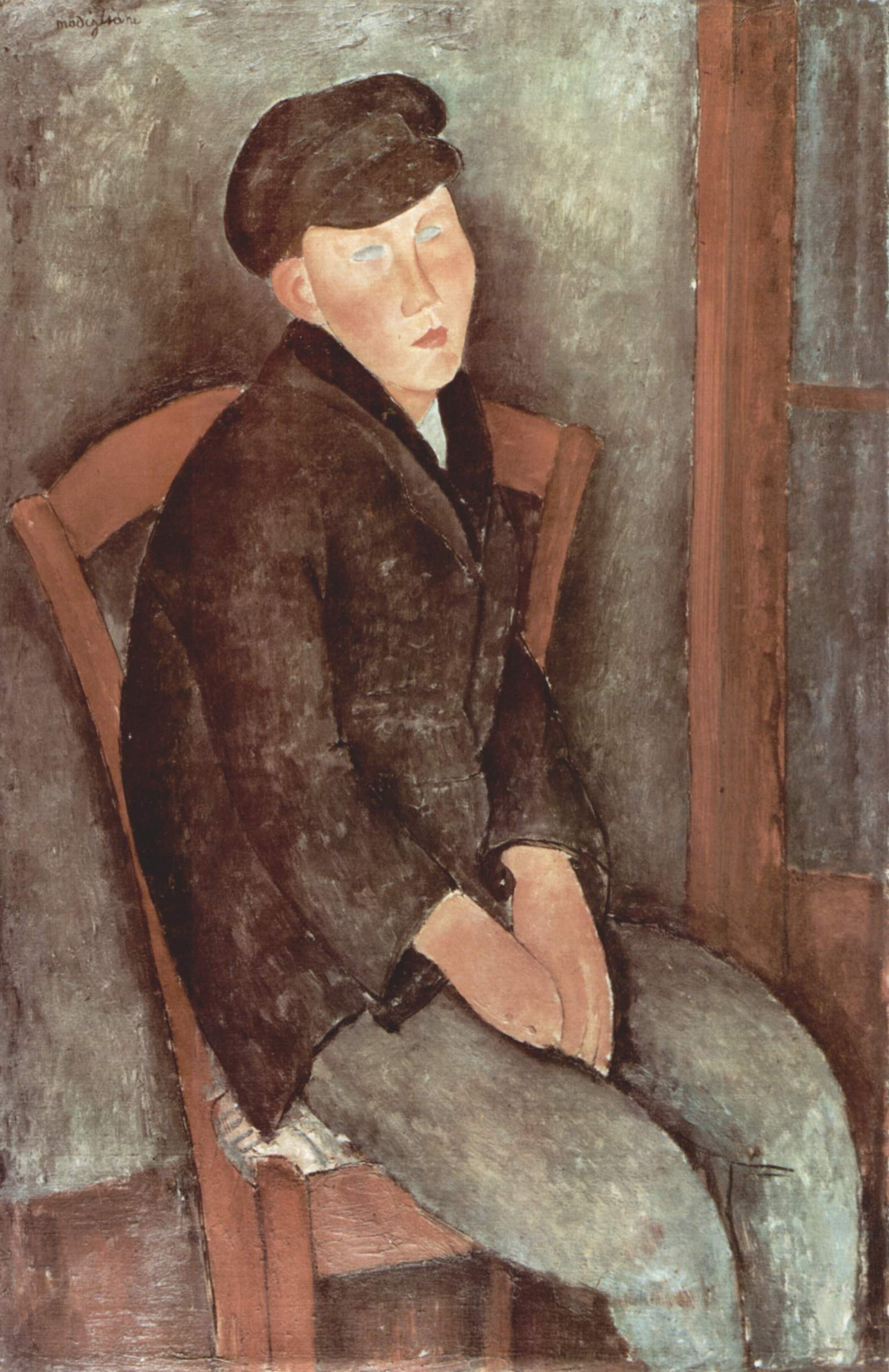
Garçon assis avec une casquette, 1918, huile sur toile, 100 × 65 cm, coll. priv.
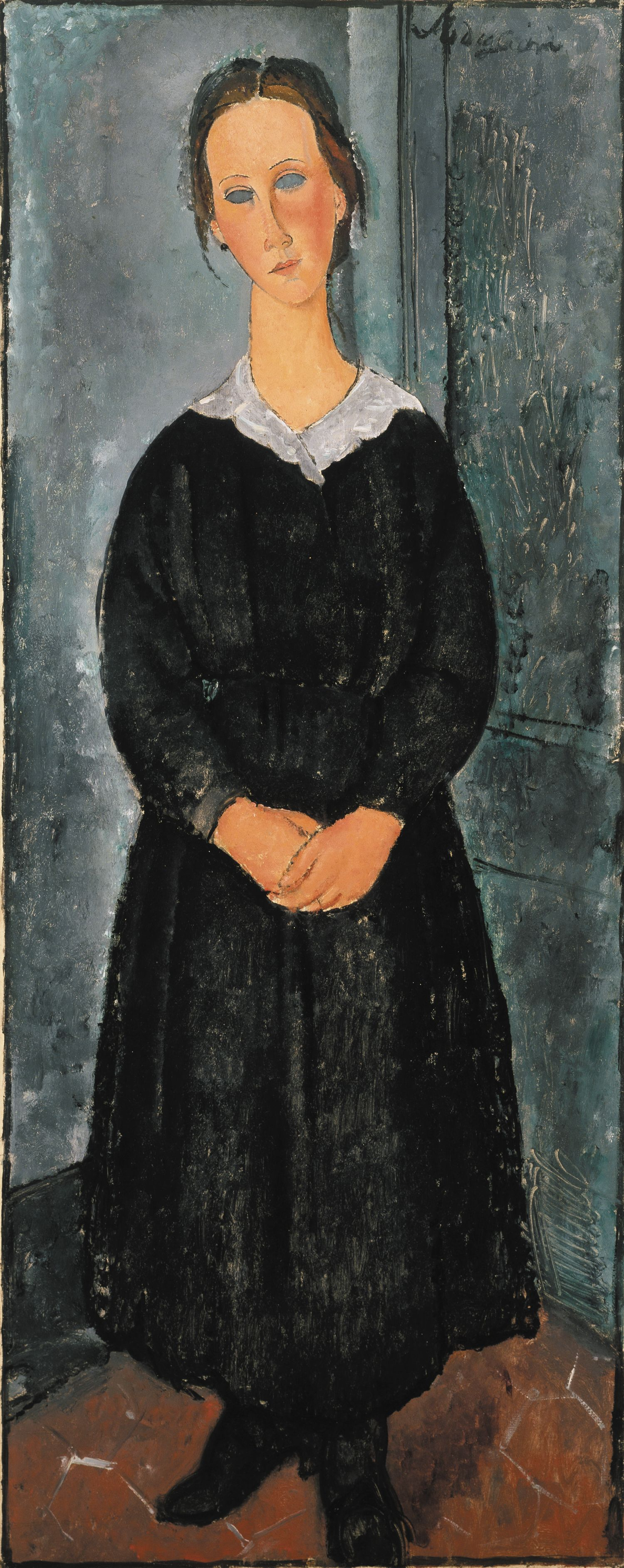
La Jeune Bonne, 1918, huile sur toile, 152,5 × 61 cm, Buffalo, Galerie d'art Albright-Knox.
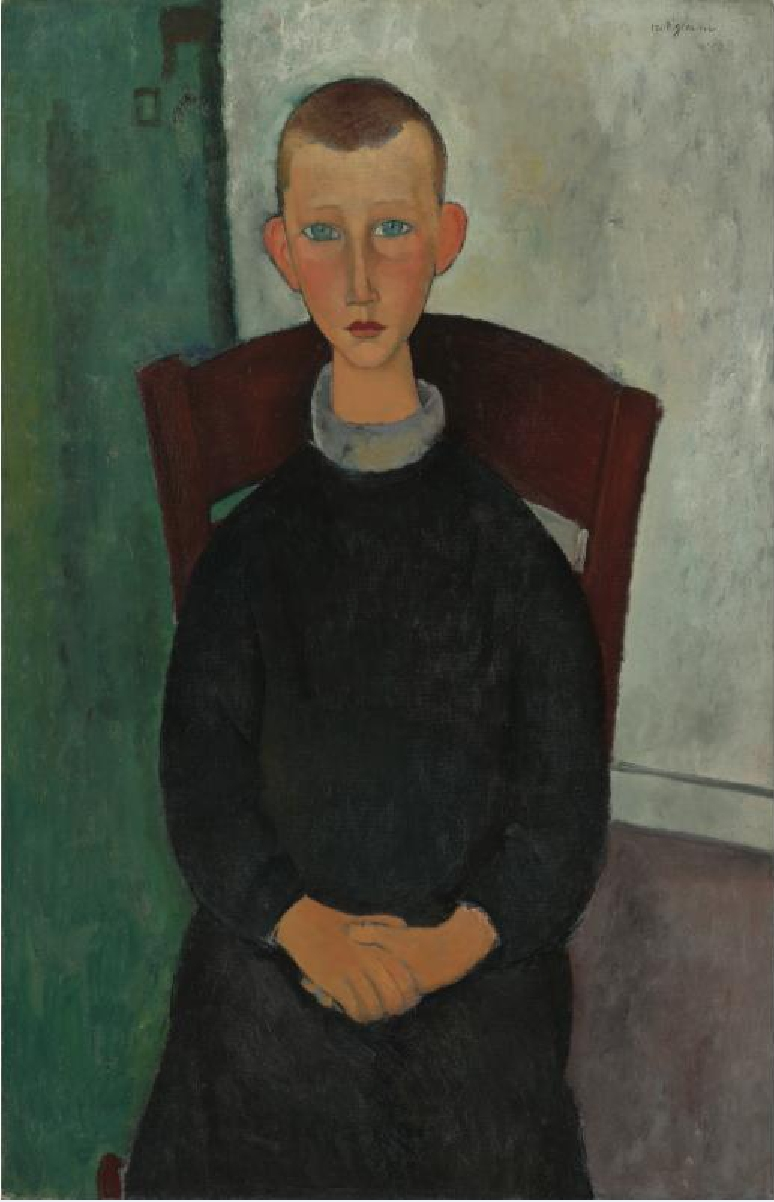
Le Fils du concierge, 1918, huile sur toile, 92 × 60 cm, coll. priv.
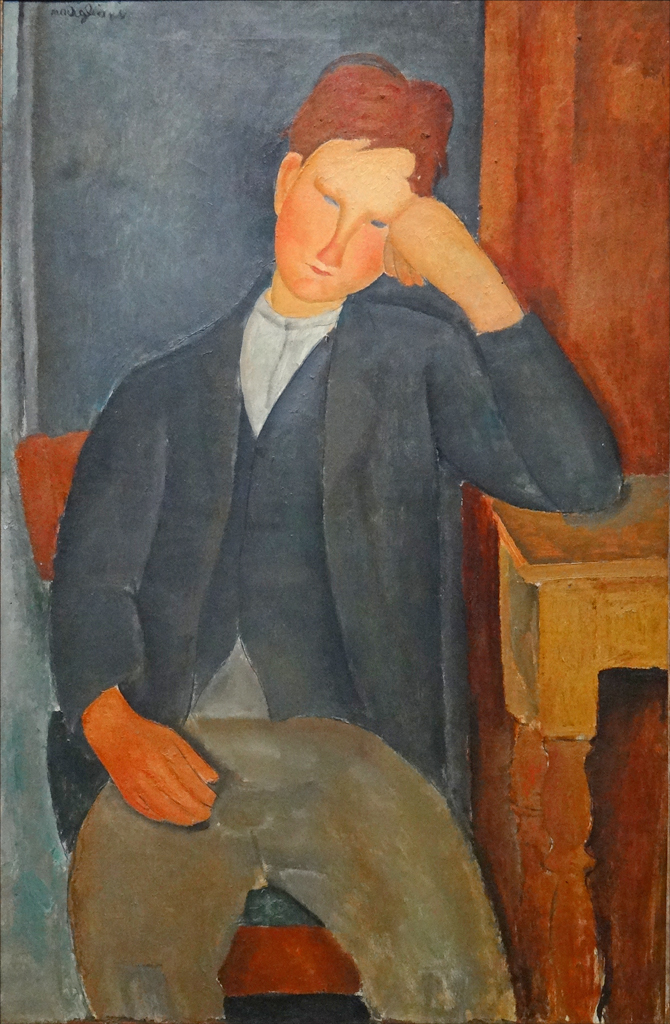
Le Jeune Apprenti, v. 1919, huile sur toile, 100 × 65 cm, Paris, musée de l'Orangerie.
Gitane au bébé, 1919, huile sur toile, 116 × 73 cm, Washington, National Gallery of Art.

#### Fins tragiques
L'année 1919 est pour l'artiste celle d'un début de notoriété et du déclin irréversible de sa santé.

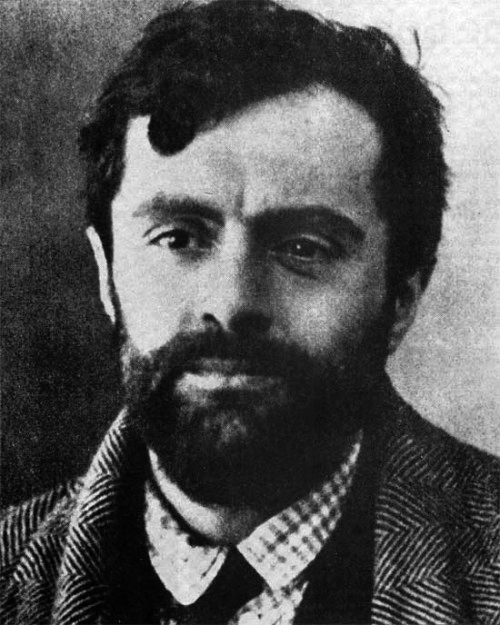
Modigliani en 1919.

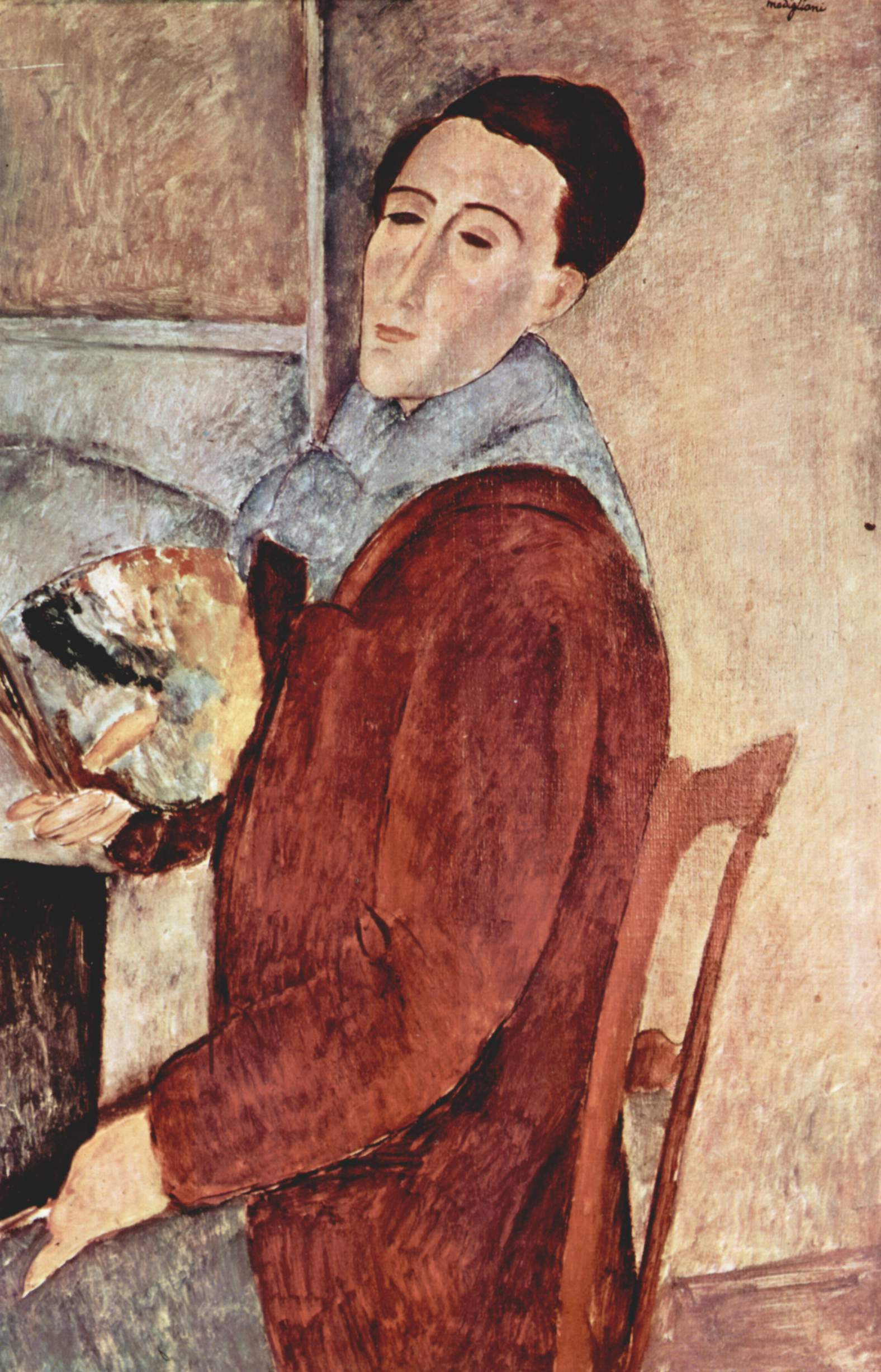
Autoportrait, 1919, huile sur toile,, São Paulo, MAC/USP.

Plein d'énergie au printemps 1919, Modigliani ne tarde pas à retomber dans ses excès éthyliques et sa cyclothymie. Jeanne qui le rejoint fin juin est de nouveau enceinte : il s'engage par écrit à l'épouser dès qu'il aura les papiers nécessaires,. Modèle toujours amie, Lunia Czechowska prend en charge leur petite fille, chez les Zborowski, avant qu'elle ne reparte en nourrice près de Versailles. Il arrive à Amedeo ivre mort de sonner en pleine nuit pour s'en enquérir : en général Lunia n'ouvre pas et lui dit de s'en retourner. Quant à Jeanne, épuisée par sa grossesse, elle sort peu mais peint toujours.
Zborowski vend dix toiles de Modigliani 500 francs pièce à un collectionneur de Marseille, puis négocie sa participation à l'exposition « Modern French Art - 1914-1919 » qui se tient à Londres du 9 août au 6 septembre. Organisée par les poètes Osbert et Sacheverell Sitwell à la Mansard Gallery, sous les combles du grand magasin Heal & Son's, elle attire 20 000 visiteurs. L'Italien y est le plus représenté, avec cinquante-neuf œuvres qui remportent un tel succès critique et public que ses marchands, apprenant qu'il a fait un gros malaise, supputent une hausse s'il venait à mourir et envisagent de suspendre les ventes. Avant cela Modigliani aurait vendu davantage s'il n'avait été si ombrageux, refusant qu'on lui paie un dessin le double de ce qu'il demandait mais capable de dire à un marchand pingre de « se torcher » avec, ou de défigurer par des lettres énormes celui qu'une Américaine voulait voir signé
Il pressent sûrement sa fin : pâle, émacié, les yeux caves, sa toux amenant des crachements de sang, il souffre de néphrite et parle parfois de rentrer chez sa mère avec sa fille. Blaise Cendrars le rencontre un jour : « Il n'était plus que l'ombre de lui-même. Et il n'avait pas un sou. » D'une irascibilité croissante même avec Jeanne,, le peintre n'évoque guère sa tuberculose et refuse obstinément de se soigner, ainsi quand Zborowski veut l'envoyer en Suisse. « En fin de compte, déclarait le sculpteur Léon Indenbaum, Modigliani s'est suicidé », ce que Jacques Lipchitz avait tenté de lui faire entendre. La fille du peintre estime toutefois que son espoir de guérir, de recommencer, le disputait à sa détresse : dans sa dernière lettre à Eugénie, en décembre, il projette un séjour à Livourne.

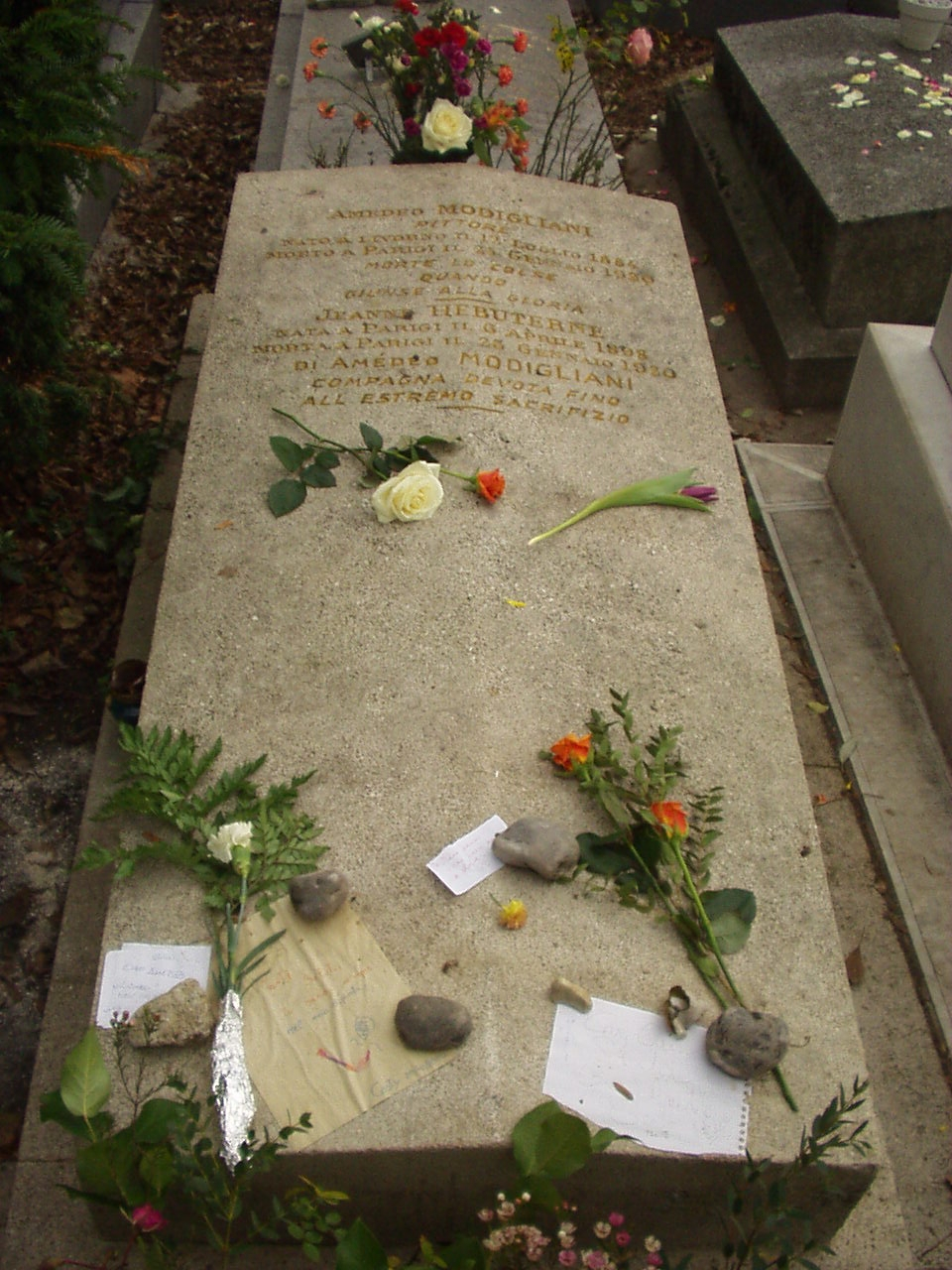
L'épitaphe porte qu'Amedeo est mort alors qu'il atteignait la gloire et que Jeanne fut sa compagne dévouée jusqu'à l'extrême sacrifice.

Sa méningite tuberculeuse s'est considérablement aggravée depuis novembre, ce qui ne l'empêche pas d'errer encore la nuit, ivre et querelleur. Le 22 janvier 1920, alors qu'il était alité depuis quatre jours, Moïse Kisling et Manuel Ortiz de Zárate le trouvent évanoui dans son studio sans feu jonché de bouteilles et de boîtes de sardines vides, Jeanne en fin de grossesse dessinant auprès de lui : elle aurait peint « quatre aquarelles qui sont comme le récit ultime de leur amour ». Hospitalisé d'urgence à l'hôpital de la Charité, il meurt le surlendemain à 20 h 45,, sans souffrance ni conscience car il a été endormi par piqûre. Après une tentative infructueuse de Kisling et Conrad Moricand, Lipchitz réalise en bronze son masque mortuaire.

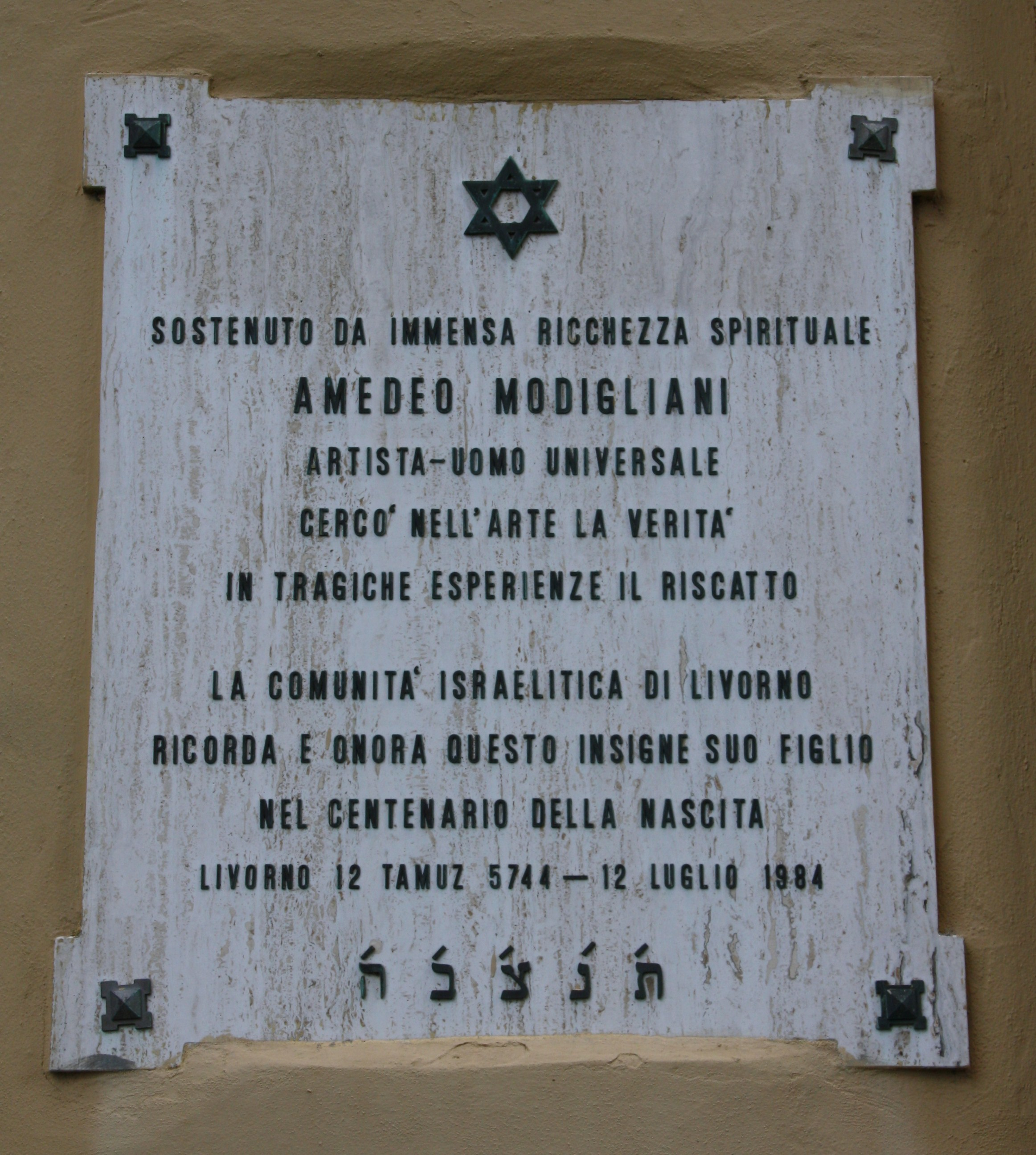
Plaque commémorative au cimetière juif de Livourne.

Constamment entourée, Jeanne dort à l'hôtel puis se recueille longuement sur la dépouille. Rentrée chez ses parents, rue Amyot, elle est veillée la nuit suivante par son frère mais à l'aube, comme il s'est assoupi, elle se jette par la fenêtre du 5e étage. Chargé sur une brouette par un ouvrier, son corps fait un incroyable parcours avant d'être arrangé par une infirmière rue de la Grande-Chaumière : sa famille sous le choc n'a pas ouvert sa porte et le concierge n'a accepté qu'on dépose le corps dans l'atelier, dont Jeanne n'était pas locataire en titre, que sur ordre du commissaire de quartier. Ne voulant voir personne, ses parents fixent au matin du 28 janvier son enterrement dans un cimetière de banlieue : Zborowski, Kisling, Salmon en ont eu vent et y assistent avec leurs épouses. L'année suivante, grâce au frère aîné et aux amis de Modigliani, notamment la femme de Fernand Léger, Achille Hébuterne accepte que sa fille repose auprès de son compagnon au cimetière du Père-Lachaise.
Les funérailles du peintre ont eu une autre ampleur. Kisling a improvisé une collecte, la famille Modigliani n'ayant pu se procurer à temps des passeports mais enjoignant de ne pas regarder à la dépense : le 27 janvier, un millier de personnes, amis, relations, modèles, artistes ou non, suivent dans un silence impressionnant le corbillard fleuri que tirent quatre chevaux.
Le jour même, la galerie Devambez expose place Saint-Augustin une vingtaine de tableaux de Modigliani : « Le succès et la célébrité, qui s'étaient fait désirer de son vivant, ne se sont par la suite jamais démentis. »

## Œuvre
Plus encore que ses sculptures, il est difficile de dater avec précision les œuvres picturales de Modigliani, qui se contentait de les signer : beaucoup ont été postdatées, leur cote grimpant d'autant, ce qui a accrédité l'idée d'une rupture totale de 1910 à 1914,. Au vu des toiles que le Dr Paul Alexandre avait longtemps tenues cachées, la fille du peintre jugeait arbitraire la périodisation souvent admise (influence de Gauguin, Toulouse-Lautrec, etc. ; puis de Cézanne ; sculpture ; reprise indécise de la peinture ; affirmation des dernières années) car la manière de la fin apparaîtrait déjà dans certaines œuvres du début. Les critiques se rallient en tout cas à son analyse partagée par l'écrivain Claude Roy : les tourments de Modigliani, souvent mis en avant, n'ont pas obéré son travail ni son élan vers une pureté idéale, et son art de plus en plus accompli a évolué à l'inverse de son existence,,. C’est son expérience de la sculpture qui lui a permis de mettre au point ses moyens d’expression en peinture. Se centrer résolument sur la représentation de la figure humaine « devait l'amener à développer sa vision poétique mais aussi l'éloigner de ses contemporains et lui valoir [sa] réputation de grand solitaire ».

### Sculptures
Dans son approche globale de l'art et à partir de sources multiples, la sculpture a représenté bien plus qu'une parenthèse expérimentale pour Modigliani.

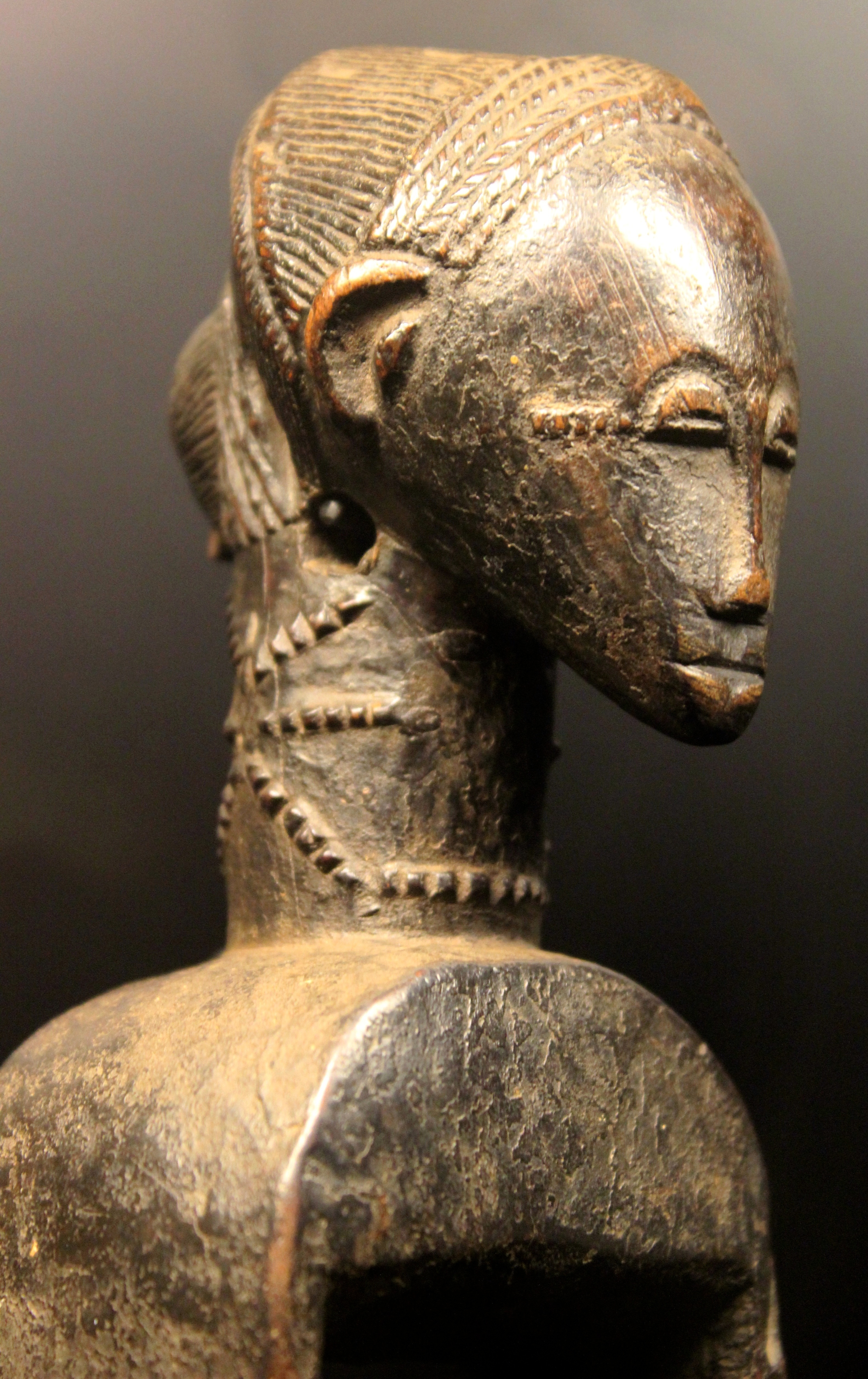
Statue Baoulé.

Si ses déplacements continuels entravent leur datation, l'artiste montrait volontiers ses sculptures, fût-ce en photo : mais il ne s'expliquait pas plus sur elles que sur ses peintures. Quand il s'y est installé, Paris découvrait le cubisme et les arts primitifs, d'Afrique ou d'ailleurs. Ainsi L'Idole qu'il expose au Salon des indépendants dès 1908 paraît influencée par Picasso comme par l'art africain traditionnel. Il réalise essentiellement des têtes de femme, plus ou moins de même dimension, 58 cm de haut, 12 de large et 16 de profondeur pour celle du musée national d'Art moderne par exemple.

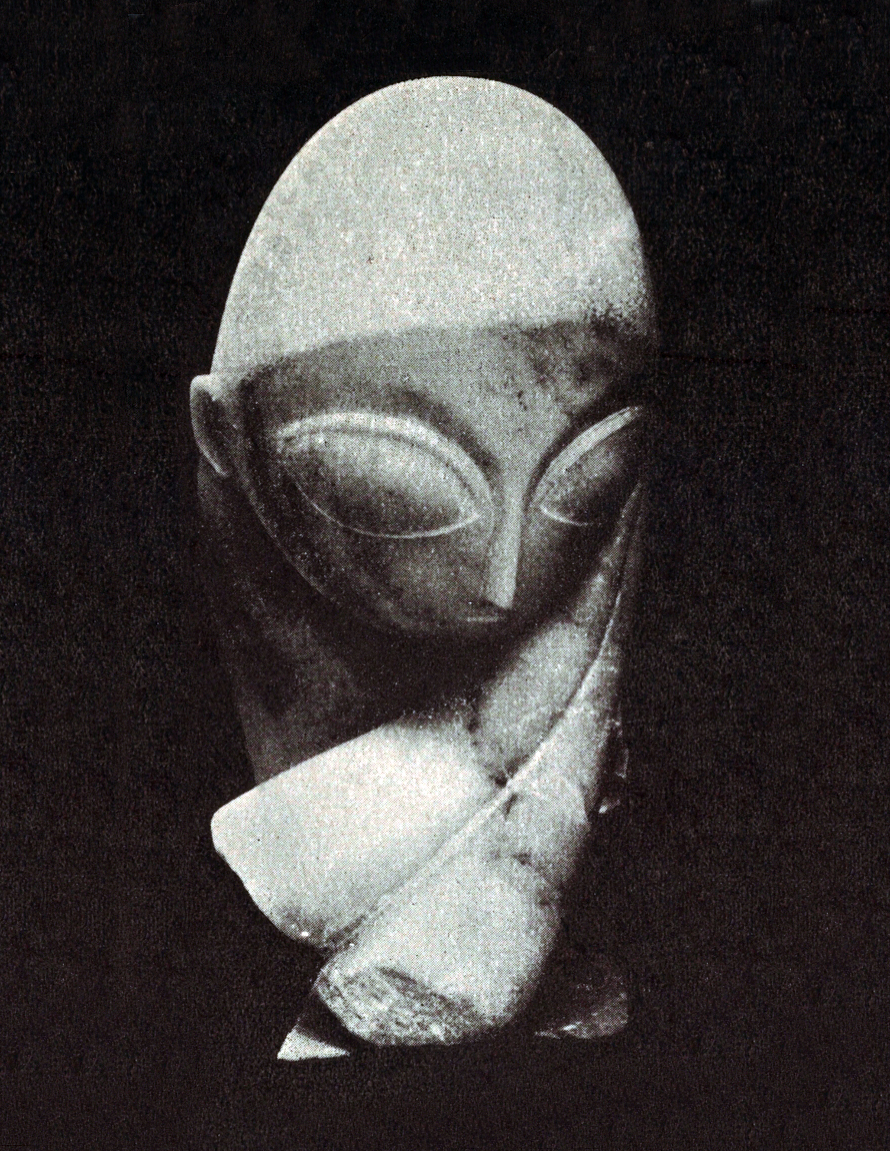
Brâncuși, Mlle Pogany, 1912, calcaire,, Philadelphia Museum of Art.

À en croire Max Jacob, Modigliani géométrisait les visages grâce à des jeux cabalistiques sur les nombres. Ses têtes sculptées se reconnaissent à une sobriété et une stylisation extrêmes, traduisant sa quête d'un art épuré et sa prise de conscience que son idéal de « beauté archétypale » exige un traitement réducteur du modèle qui peut rappeler les œuvres de Constantin Brâncuși : verticalité et hiératisme, cou et visage allongés jusqu'à la déformation, nez lancéolé, yeux réduits à leurs contours, paupières baissées comme des bouddhas.
« Modigliani est une sorte de Botticelli nègre », résumait Adolphe Basler. Des caractéristiques telles que les yeux en amande, les sourcils arqués, la longue arête nasale relèveraient de l'art des Baoulés de Côte d'Ivoire, Modigliani ayant eu notamment accès à la collection de Paul Alexandre comme le prouvent certains dessins préparatoires. Fétiches simplifiés du Gabon ou du Congo vus chez Frank Burty Haviland, sculpture grecque archaïque, égyptienne, océanienne ou khmère du musée du Louvre, souvenir d'icônes byzantines et d'artistes siennois : autant de modèles dont il a maîtrisé le métissage au point que ne se distingue aucune primauté.
Jacques Lipchitz niait l'influence sur son ami des arts premiers mais la plupart des critiques l'ont admise. Seul avec quelques autres sculpteurs à s'y référer encore après Picasso, Modigliani en aurait tiré avant tout, comme Henri Matisse, une dynamique des lignes. Franco Russoli pense qu'il a intégré des éléments graphiques et plastiques des statuaires africaine et océanienne parce qu'elles étaient pour lui non « révélatrices d'instinct et d'inconscient, comme pour Picasso, mais les exemples d'une solution élégante et décorative à des problèmes réalistes ». Doris Krystof parle d'une sorte de paraphrase de la sculpture « primitive » sans emprunts formels ni même réelle proximité avec l'« art nègre ».
La parenté de ces œuvres, où s'équilibrent ligne aiguë et volumes amples, avec le dépouillement curviligne de Brâncuși paraît évidente à Fiorella Nicosia,. Leurs recherches suivaient des voies parallèles, mais elles divergent vers 1912 en ce que Brâncuși remet en cause l'illusion sculpturale par un lissage des figures qui les rend quasi abstraites, tandis que son émule ne jure que par la pierre brute. Pour Jeanne Modigliani, le Roumain l'aura surtout poussé au corps à corps avec la matière. « La sculpture est devenue très malade avec Rodin, expliquait Modigliani à Lipchitz. Il y avait trop de modelage en glaise, trop de « gadoue ». Le seul moyen de sauver la sculpture était de recommencer à tailler directement la pierre. »

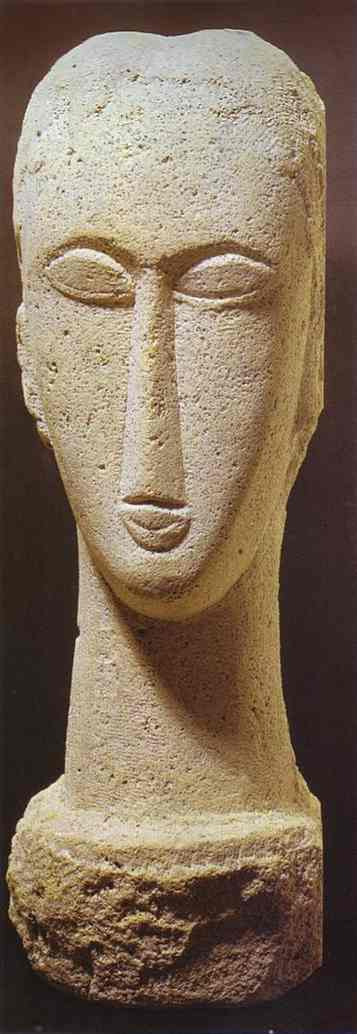
Tête, 1911, calcaire.
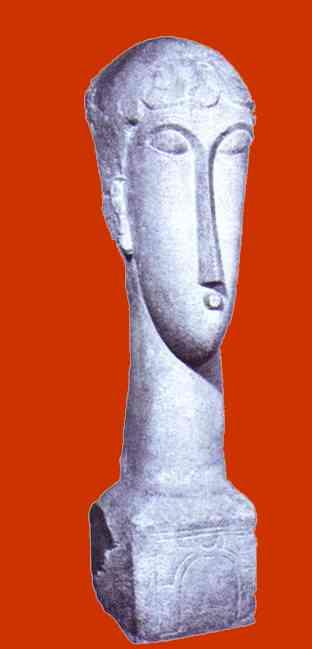
Tête, 1911-1912, calcaire, Philadelphia Museum of Art.
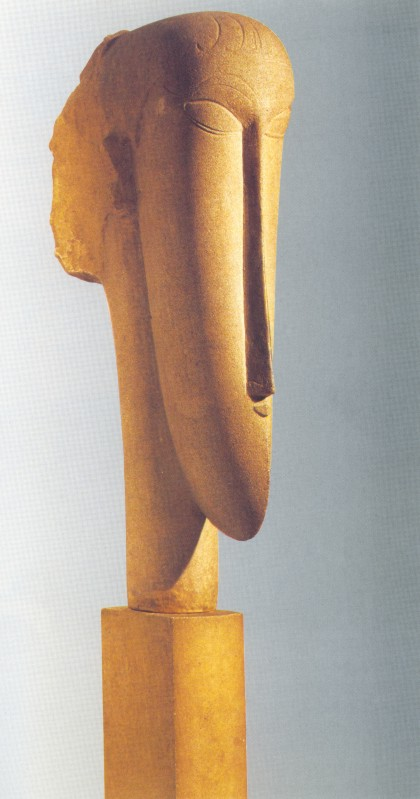
Tête, 1911-1912, calcaire, 63,5 × 12,5 × 35 cm, Londres, Tate Modern.
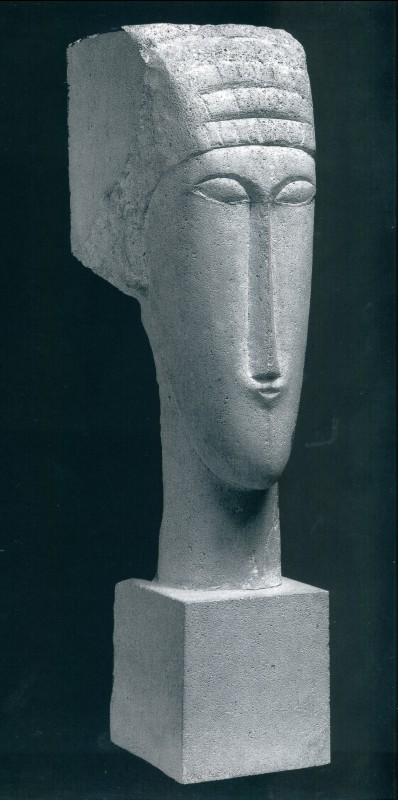
Tête, 1911-1913, calcaire, New York, Guggenheim.
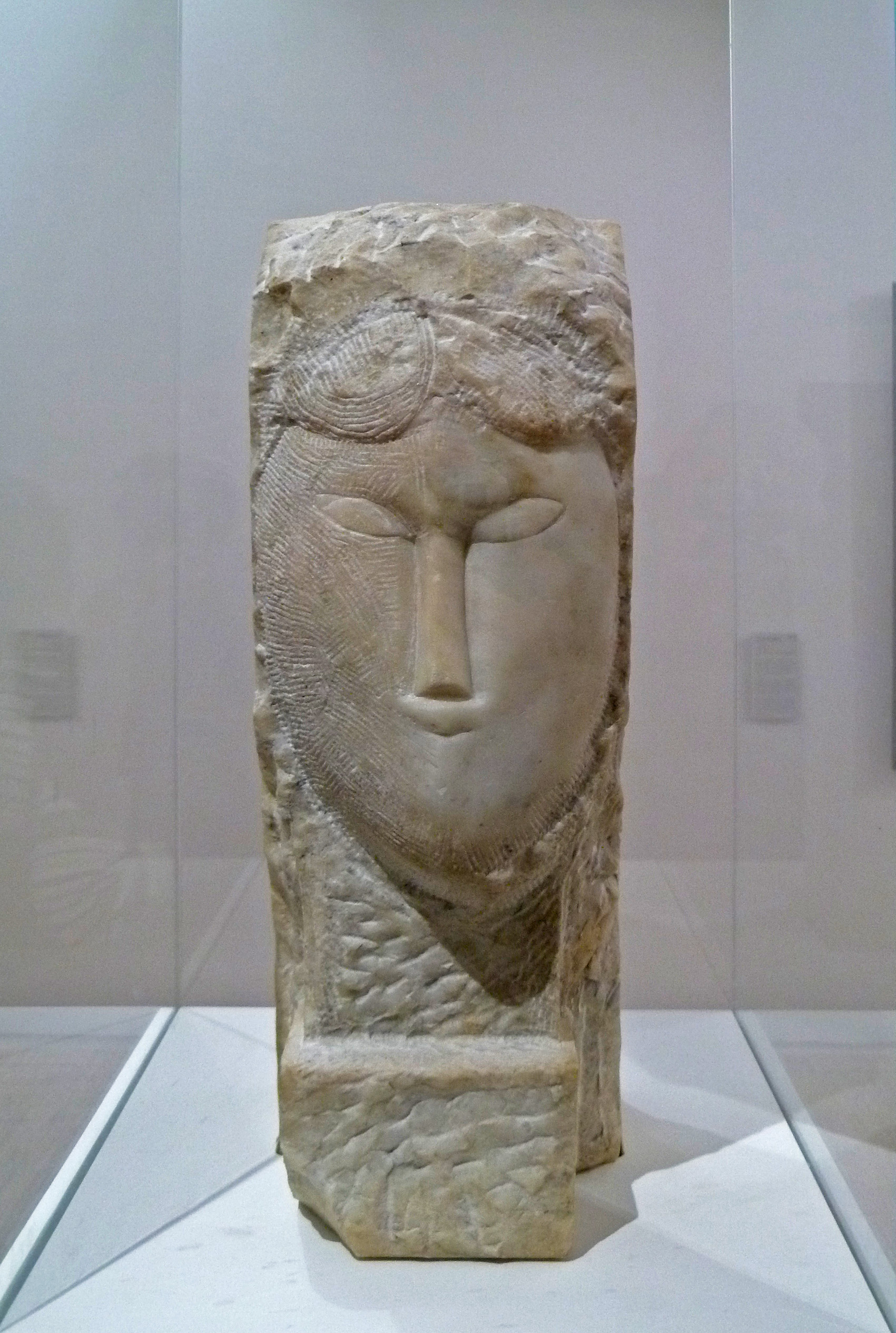
Tête, 1913, marbre, Lille, LaM.

Modigliani se rapprocherait plutôt d'André Derain, qui sculpte aussi des figures féminines et verbalise la conviction que bien d'autres partagent : « La figure humaine occupe le rang le plus élevé dans la hiérarchie des formes créées ». Il cherche à trouver l'âme à travers ces têtes anonymes et inexpressives, et leur allongement n'est pas un artifice gratuit mais le signe d'une vie intérieure, d'une spiritualité. Selon Pierre Durieu, la modernité consiste pour lui à « lutter contre un machinisme envahissant par l'emploi de formes brutes et archaïques » venues d'autres cultures. Il est fasciné par ces formes du passé qu'il trouve harmonieuses, et ses statues de pierre peuvent faire penser au sonnet de Baudelaire La Beauté. Sortes de « stèles funéraires quasiment dépourvues de troisième dimension, semblables à des idoles archaïques, elles incarnent un idéal de beauté abstraite […] comme des « Muses » spirituelles ».
Pour Modigliani, qui ne veut pas « faire vrai » mais « faire plastique », la sculpture aura constitué une étape capitale : le libérant des conventions de la tradition réaliste, elle l'a aidé à s'ouvrir aux courants contemporains sans pour autant suivre les avant-gardes. Cette part de sa production artistique est néanmoins négligée par la critique du fait que peu d'œuvres ont été réalisées ou retrouvées.

### Œuvres picturales
La pratique plastique de Modigliani a orienté l'évolution de sa peinture vers la réduction voire une forme d'abstraction. Même si ligne et surface éclipsent souvent la profondeur, ses portraits et ses nus, peints ou dessinés rapidement, paraissent des « sculptures sur toile », qu'il n'hésite pas à détruire s'il en est déçu ou estime avoir dépassé ce stade artistique. Surfaces bien délimitées, visages et corps aux formes étirées, aux traits accusés, aux yeux souvent vides ou asymétriques : Modigliani a inventé son style pictural, linéaire et curviligne, voué à inscrire dans l'intemporel la figure humaine qui le fascine.

#### Dessins et œuvres sur papier

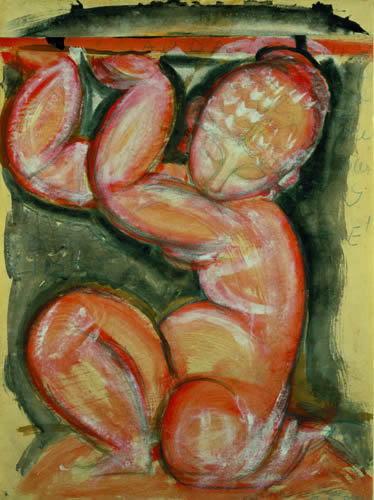
Cariatide rose, 1914, craie de cire et gouache sur papier,, West Palm Beach, Norton Museum of Art.

Modigliani pratique constamment le dessin, qui lui permet de transcrire ses émotions intimes, et sa maturité s'y manifeste très tôt par une grande économie de moyens,.
Un portrait au fusain du fils du peintre Micheli illustre dès 1899 le profit qu'Amadeo a tiré de son apprentissage livournais. Mais c'est surtout à partir de 1906 et de son passage à l'académie Colarossi, où il prend des cours de nu ainsi peut-être qu'à l'académie Ranson, qu'il acquiert un coup de crayon rapide, précis, efficace : de nombreux dessins, spontanés et vivants, attestent de sa relative assiduité rue de la Grande-Chaumière, où se pratiquaient notamment les « nus d'un quart d'heure ».
Durant ses premières années à Paris, c'est à travers le dessin que Modigliani entend trouver sa vérité artistique, s'attachant à saisir en quelques traits l'essentiel d'un caractère, d'une expression, d'une attitude. Concernant ses « dessins à boire », maints témoignages concordent sur sa façon de fondre sur son modèle, ami ou inconnu, puis de le fixer d'un regard hypnotique tout en crayonnant avec un mélange de désinvolture et de fébrilité, avant de troquer contre un verre l'œuvre négligemment signée.
Il utilise des crayons simples, graphite ou mine bleue, parfois du pastel ou de l’encre de Chine, et se fournit en papier chez un marchand de Montmartre et un autre de Montparnasse. 50 à 100 feuilles de qualité médiocre et d'un faible grammage sont cousues en carnets de formats classiques — poche, 20 × 30 cm ou 43 × 26 cm —, des perforations permettant de les détacher. Environ 1 300 dessins ont échappé à la frénésie destructrice de l'artiste.
Les premiers se ressentent encore de sa formation académique : proportions, ronde-bosse, clair-obscur. Il s'en éloigne lorsqu'il découvre l'art primitif, se concentre sur les lignes de force au contact de Constantin Brâncuși, et les épure encore passé sa période « sculpture ». Il s'épanouit vraiment dans cette activité, atteignant à une grande variété en dépit de poses régulièrement frontales.
Modigliani obtient ses courbes par des séries de minuscules tangentes suggérant une profondeur. Ses dessins de cariatides, comme géométrisés au compas, sont curvilignes et bi-dimensionnels, ce qui les différencie une fois peints des œuvres cubistes dont pourrait les rapprocher leur coloration sobre. Entre graphisme pur et ébauche sculpturale potentielle, certains pointillés ou traits peu appuyés évoquent le poncif en peinture.

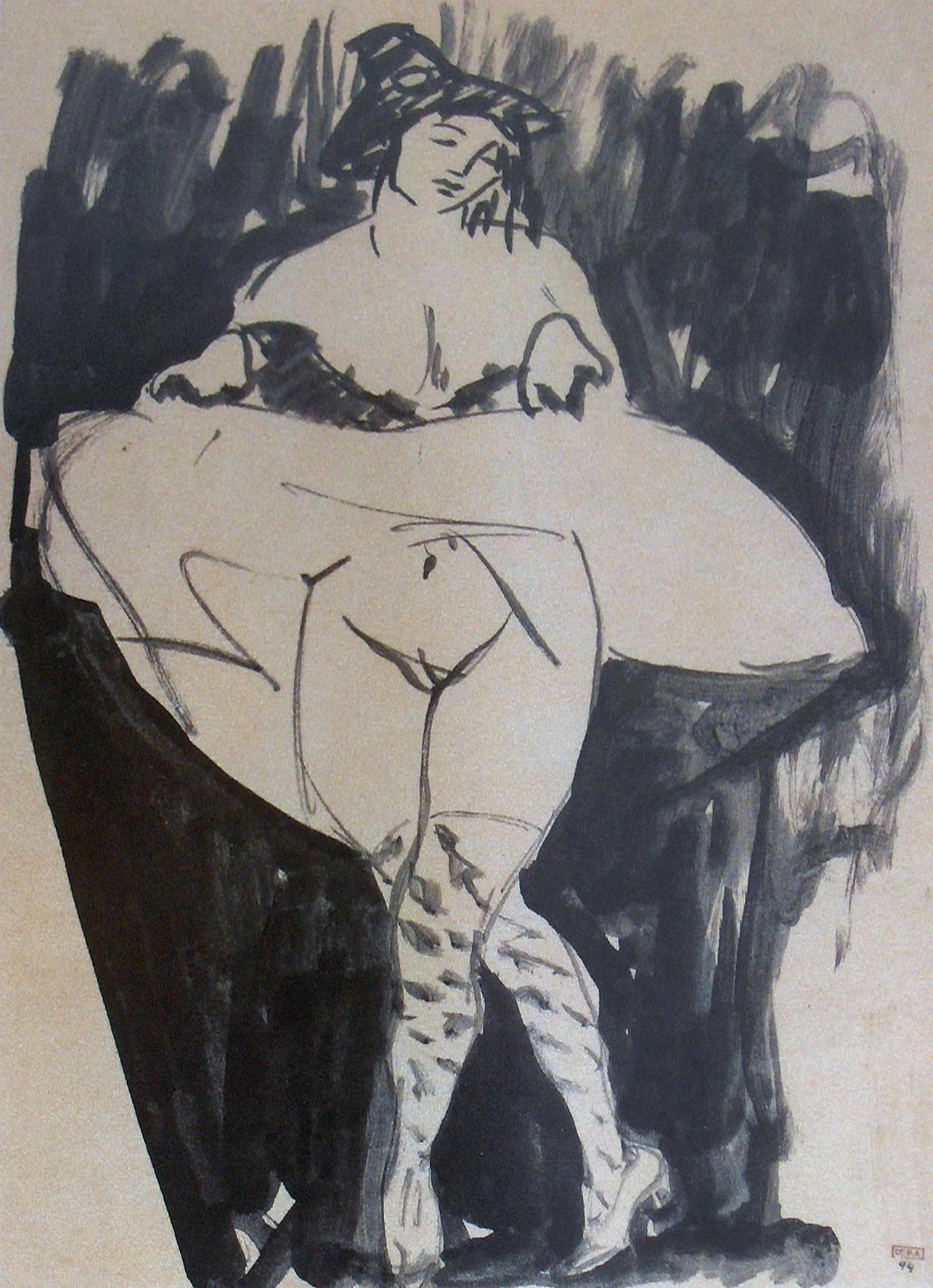
Danseuse, sans date, crayon sur papier, coll. priv.
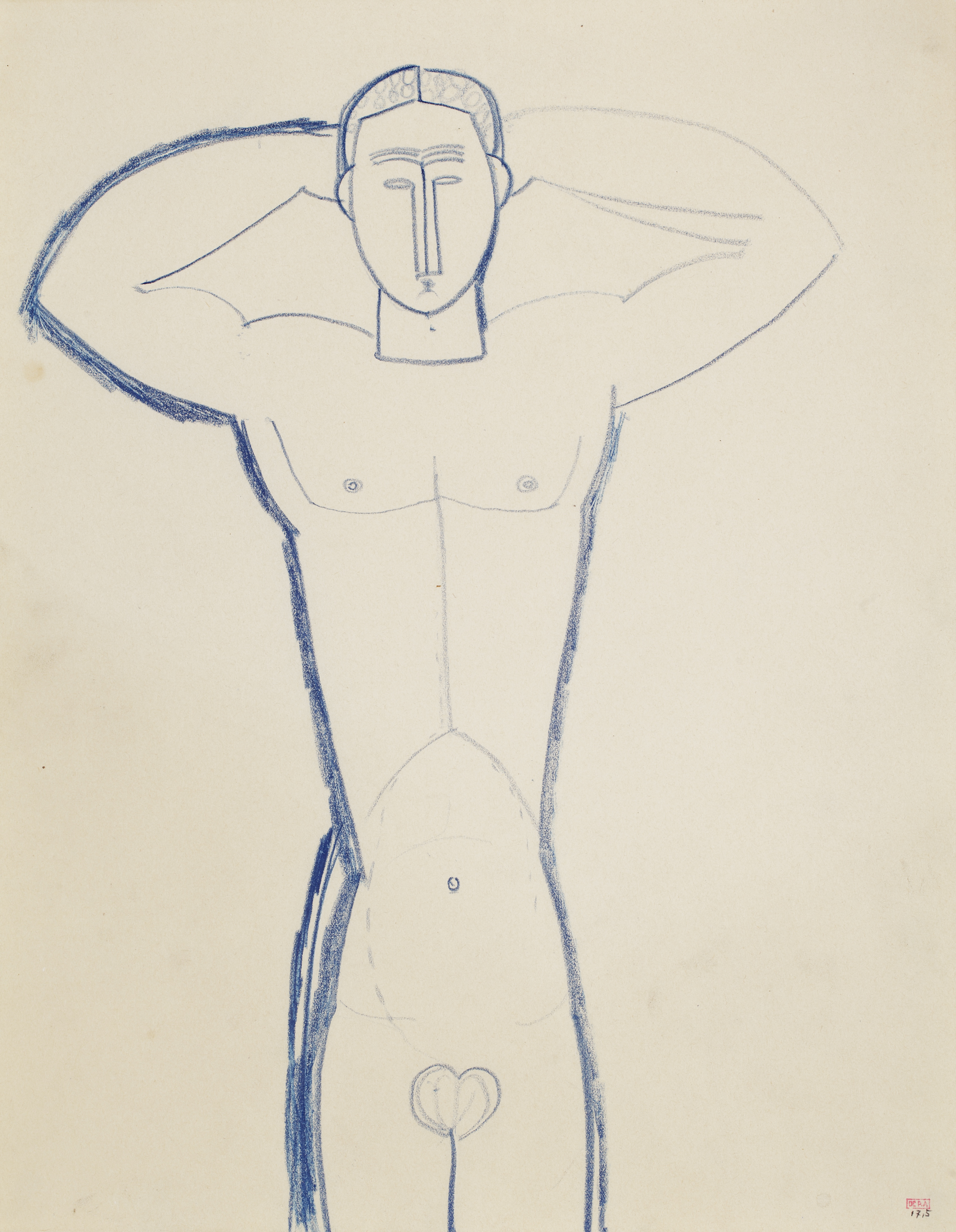
Homme caryatide, mains derrière la tête, v. 1911, crayon bleu sur papier, Musée d'art classique de Mougins.
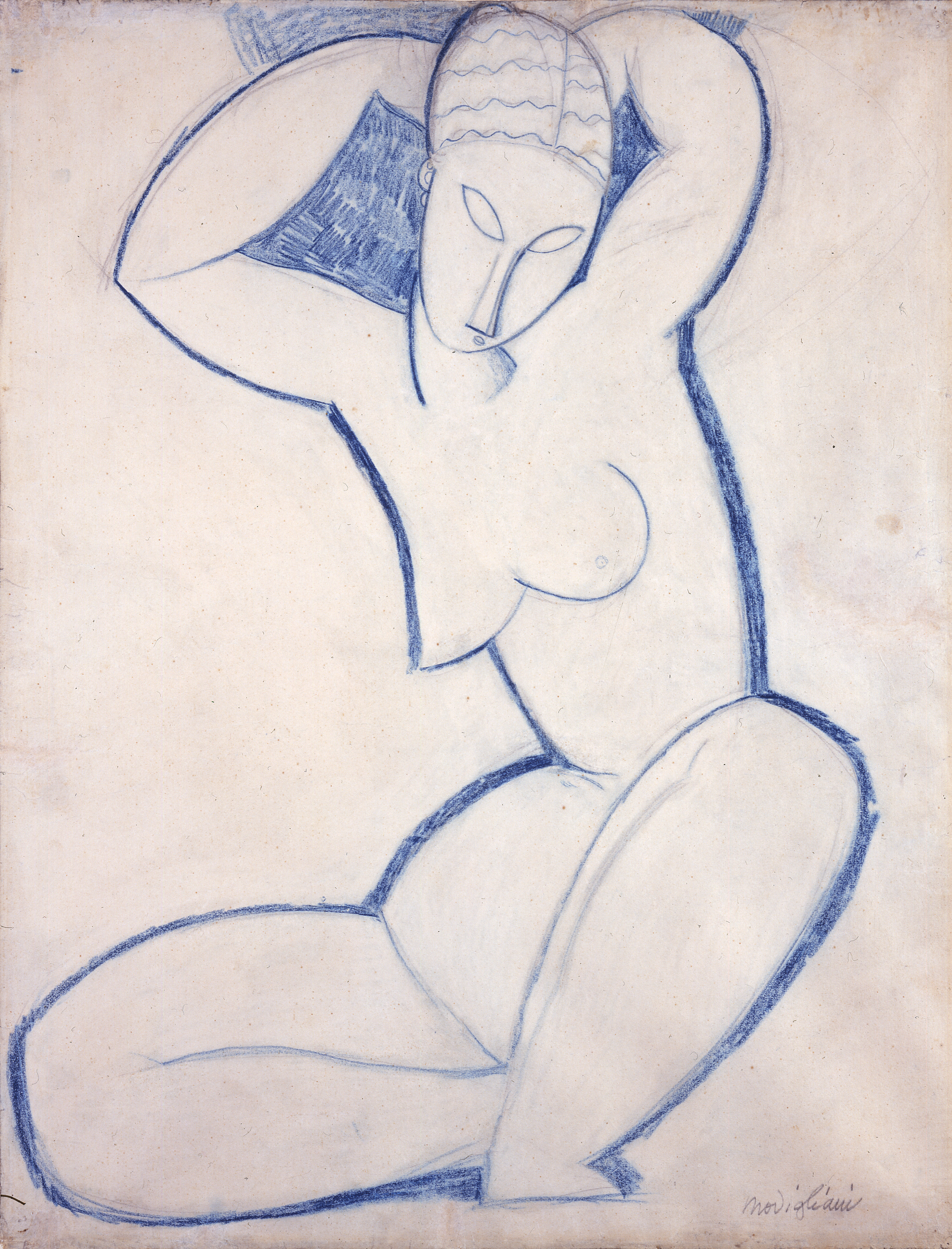
Cariatide, v. 1913, crayon bleu sur papier, 55 × 41,5 cm, Walsall, New Art Gallery.
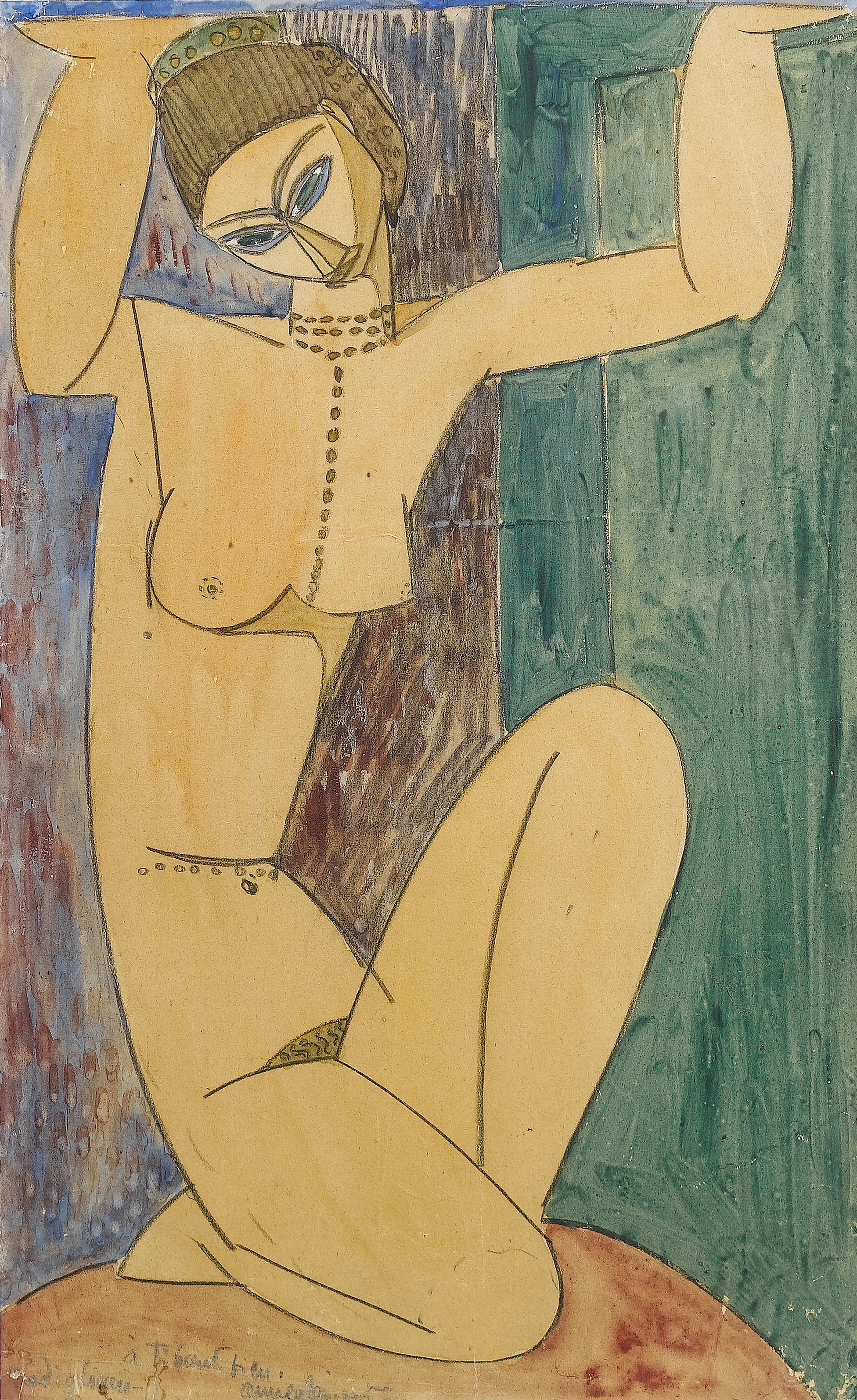
Cariatide, 1913, aquarelle et crayon sur papier et carton, 43 × 26,5 cm, coll. priv.
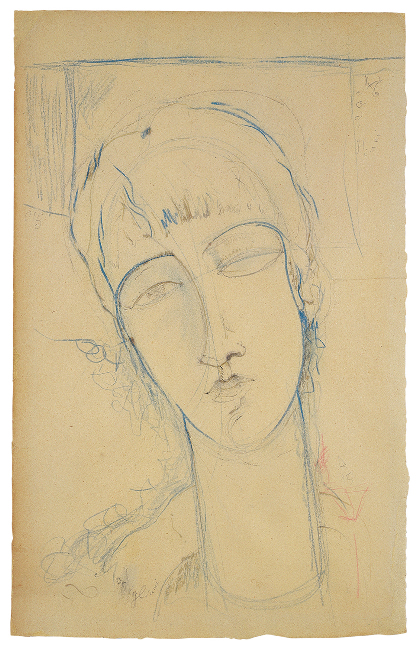
Portrait de Mme Rossa, 1915, crayon et encre sur papier, 38,5 × 24 cm, coll. priv.
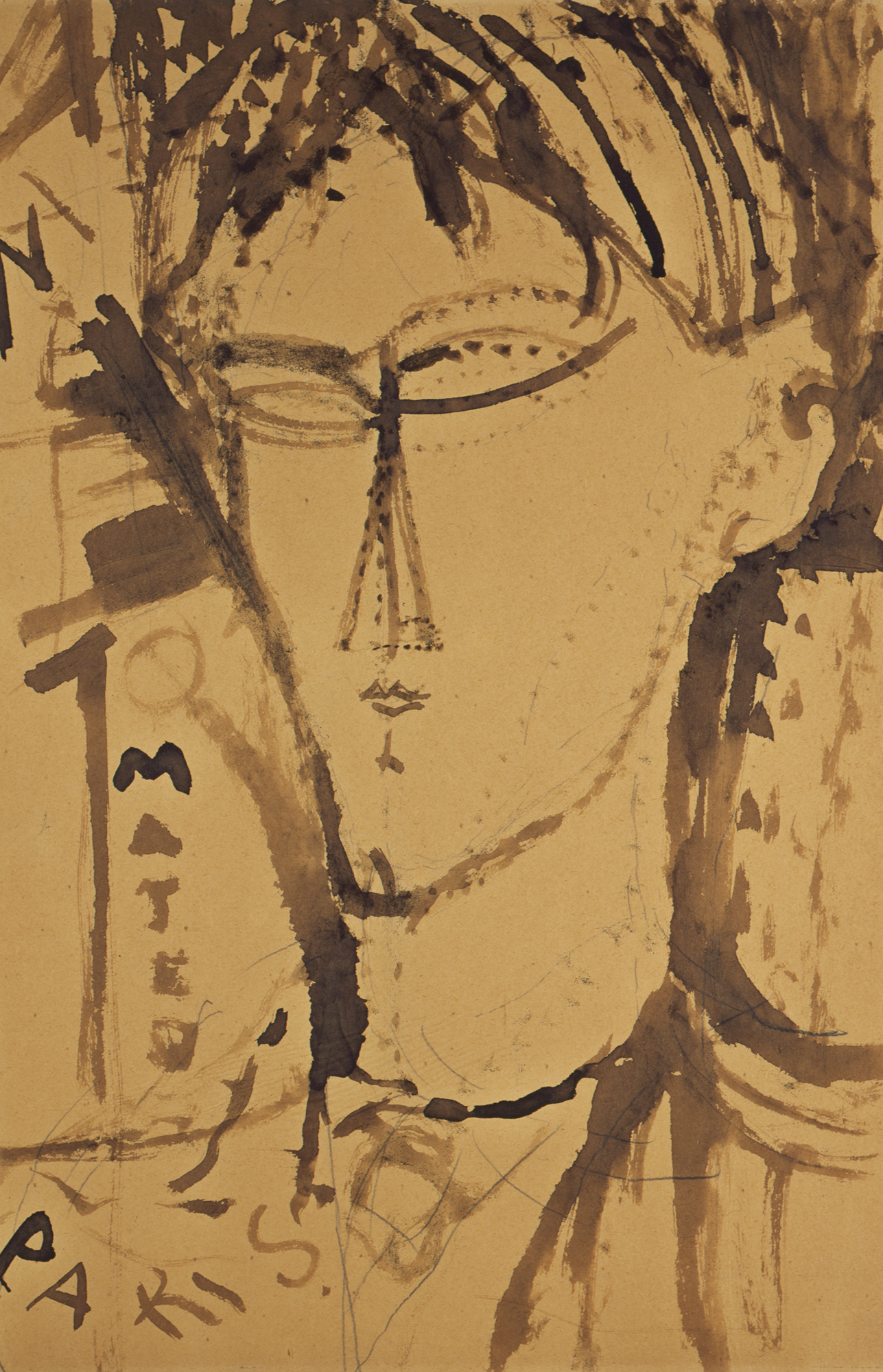
Mateo, 1915, pinceau et lavis sur papier, 32,5 × 49,5 cm, Musée d'Art de l'université de Princeton.
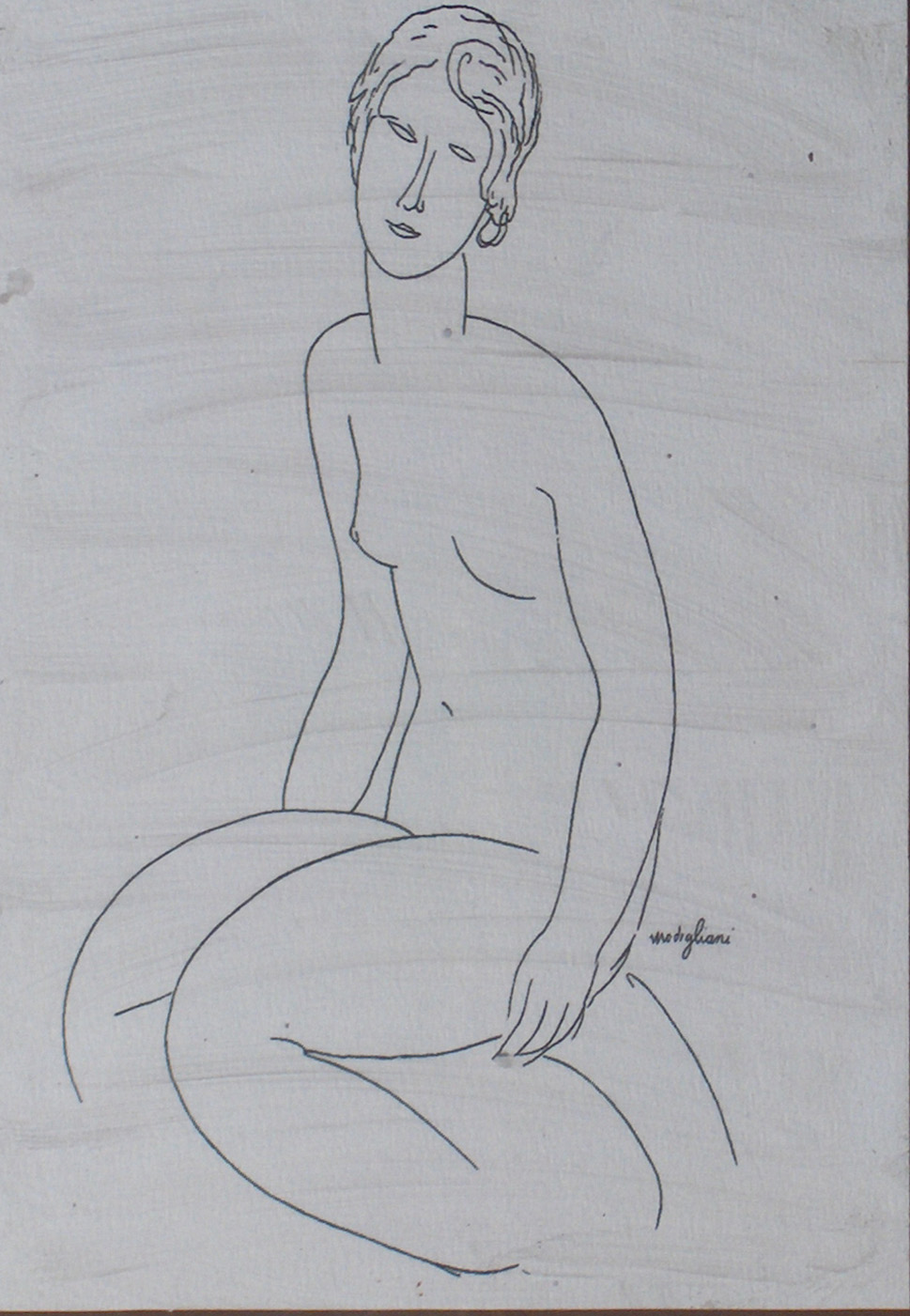
Nu assis, sans date, encre sur papier, coll. priv.

Les portraits sont également stylisés : un rapide contour réduit le visage à quelques éléments, animés ensuite de menus détails représentatifs ou de signes apparemment gratuits mais équilibrant l'ensemble. Quant aux nus, si les premiers tiennent des artistes de scène d'un Toulouse-Lautrec, ils sont par la suite soit esquissés à grands traits comme si le peintre notait ses impressions, soit tracés méthodiquement : « Il commençait par dessiner d'après modèle sur un papier fin, rapporte Ludwig Meidner, mais avant que le dessin ne soit terminé, il glissait dessous une nouvelle feuille blanche avec entre les deux un papier carbone et repassait sur le dessin d'origine en simplifiant considérablement. »
Tels des « signes » dont la sûreté faisait déjà l’admiration de Gustave Coquiot, les dessins de Modigliani sont en définitive plus complexes qu'ils ne paraissent et ont pu être comparés pour leur dimension décorative aux compositions des maîtres japonais de l'ukiyo-e comme Hokusai : Claude Roy les place à ce titre au premier rang de l’histoire de l’art. « Reconnaissable entre toutes les autres formes d'expériences non académiques », le trait de Modigliani marque son engagement profond et sa rencontre intuitive avec le modèle.

#### Travail et technique du peintre
Si Modigliani ne s'est guère livré sur sa technique et a supprimé beaucoup d'études préparatoires, ses modèles ou amis ont témoigné de sa façon de travailler.

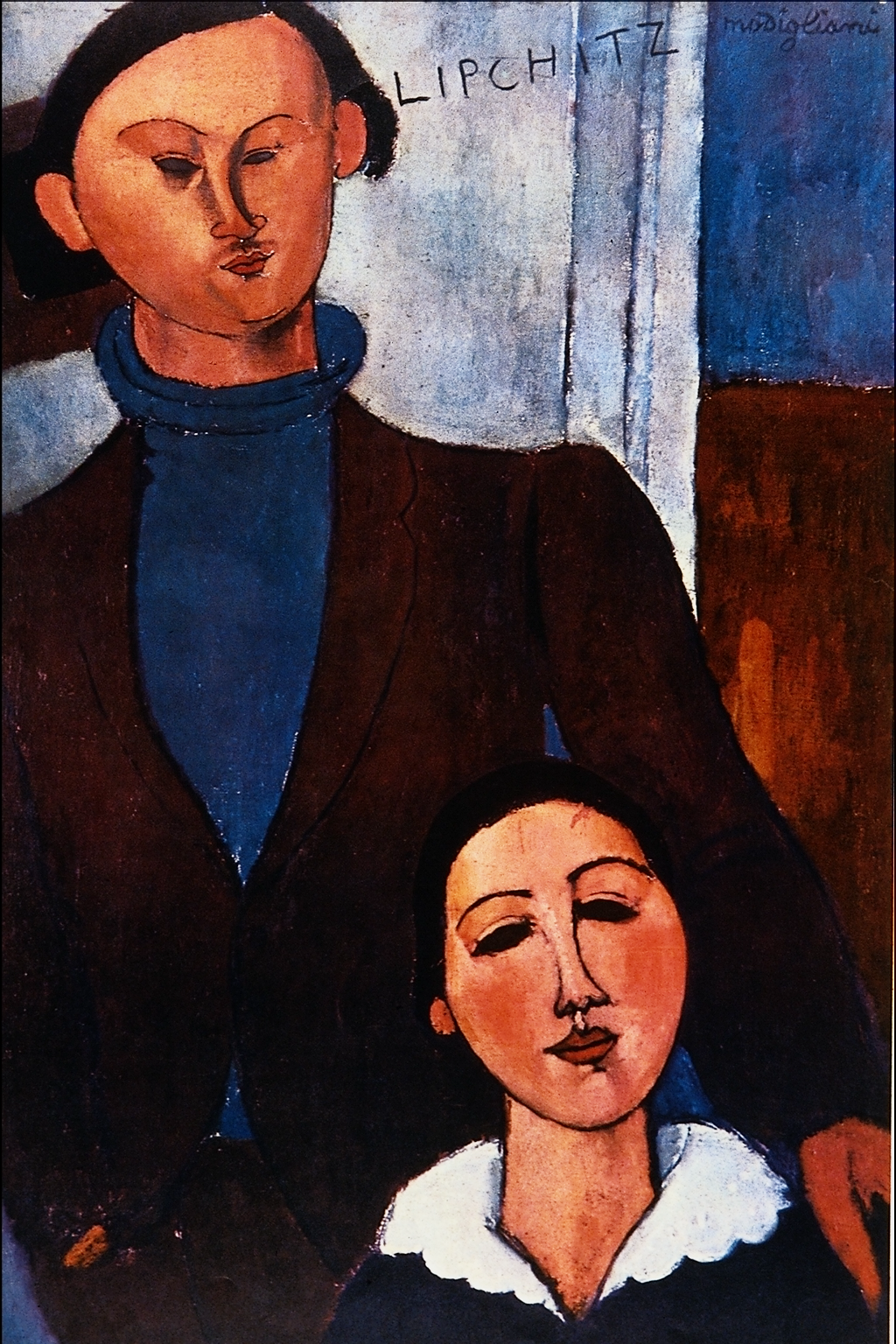
Jacques et Berthe Lipchitz, 1916, huile sur toile,, Art Institute of Chicago.

Il se distingue là encore par sa rapidité d'exécution : cinq ou six heures pour un portrait, en une seule séance, deux à trois fois plus pour les grands nus. La posture est convenue en même temps que le prix avec le modèle-commanditaire : 10 francs et de l'alcool pour Lipchitz et sa femme, par exemple. La mise en scène demeure sommaire — chaise, coin de table, chambranle, divan —, les intérieurs n'étant pour le peintre qu'un fond. Il installe une chaise pour lui, une autre pour la toile, observe longuement son sujet, l'esquisse, puis se met à l'œuvre en silence, ne s'interrompant que pour prendre du recul et boire une gorgée au goulot, ou alors parlant en italien tant il est absorbé. Il travaille d'un jet, sans repentirs, tel un possédé mais « avec une sûreté et une maîtrise absolue dans la conception de la forme ». Picasso admirait d'ailleurs le côté très organisé de ses tableaux.

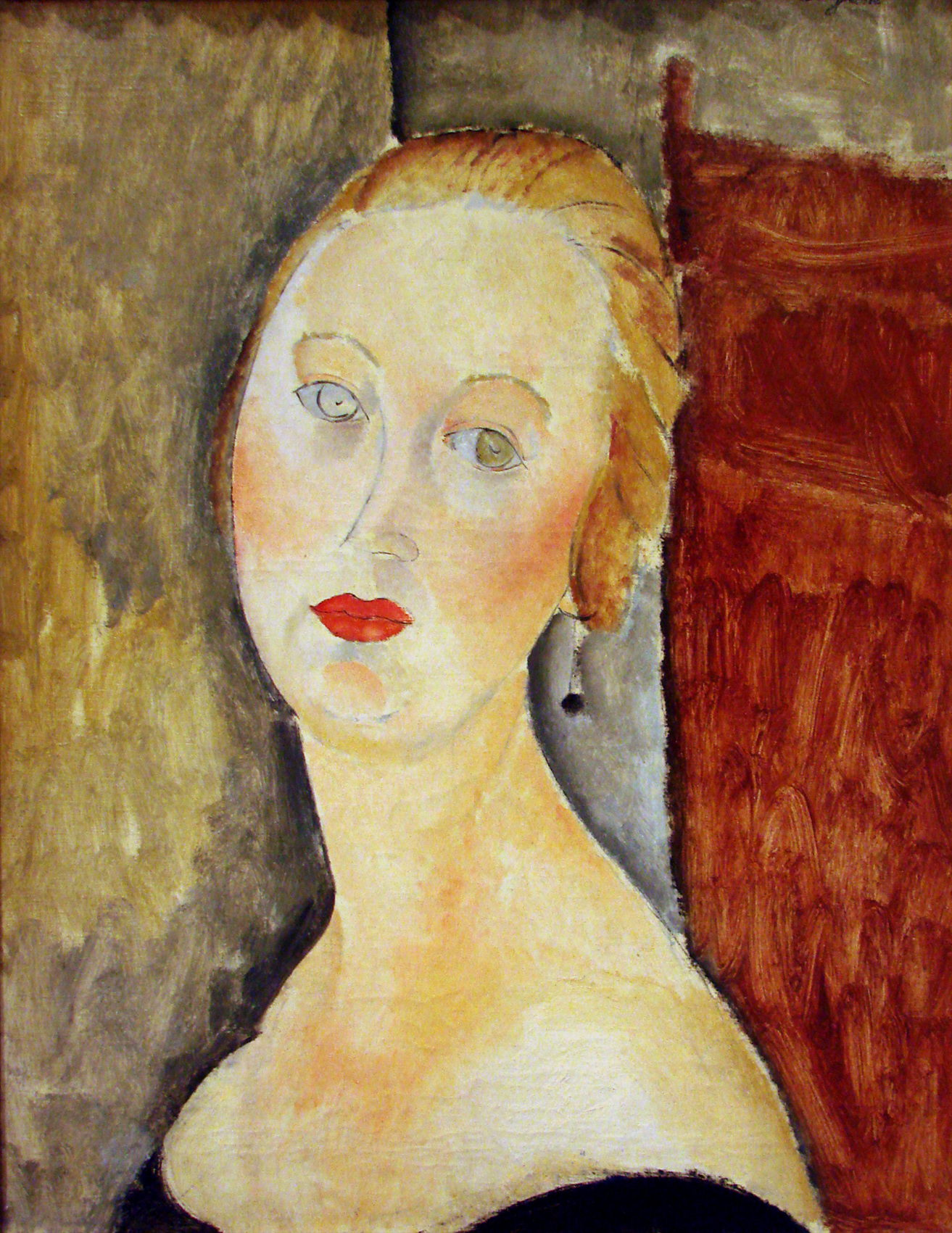
La Femme blonde, 1918, huile sur toile,, musée des Beaux-Arts de Nancy.

De son propre aveu, Modigliani ne reprend jamais un portrait : ainsi, l'épouse de Léopold Survage ayant dû s'aliter lors d'une pose, il en a commencé un nouveau. Il peut en revanche peindre de mémoire : en 1913 il dépose chez Paul Alexandre un portrait qu'il a fait de lui sans le voir.
S'il lui arrive d'en réutiliser, Modigliani achète généralement des toiles brutes en lin ou en coton, de trame plus ou moins serrée et qu'il apprête au blanc de plomb, de titane ou de zinc — celui-ci mêlé à de la colle pour un support en carton,. Il silhouette ensuite sa figure en arabesques très sûres presque toujours « terre de Sienne brûlée ». Ce cerne, visible à la radiographie et qui s'est affiné au fil des années, est recouvert par la peinture puis repassé partiellement en traits sombres peut-être inspirés par Picasso.
Modigliani délaisse la palette au profit de couleurs pressées du tube sur le support — cinq tubes maximum par tableau, toujours neufs. Son éventail est réduit : jaune de cadmium ou de chrome, vert de chrome, ocres, vermillon, bleu de Prusse, noir, blanc. Pures ou mélangées, étendues à l'huile de lin, elles seront plus ou moins diluées avec des siccatifs selon le temps dont il dispose,.
D'une pâte assez épaisse dans ses débuts, déposée en aplats simplifiés et travaillée à l'occasion au manche de pinceau, l'artiste est passé à des textures plus légères, grattant parfois la surface avec une brosse dure pour découvrir les couches sous-jacentes ou laissant entrevoir le blanc et la rugosité de la toile. En même temps que la matière s'allège et que la palette s'éclaircit, la touche devient plus libre, apparemment fluide : originale, elle s'écrase en arrondi tandis que le modelé subtil n'est pas obtenu par empâtement mais par juxtaposition de touches de différentes valeurs, conduisant « à une image lisse, plane, mais animée et frémissante ».

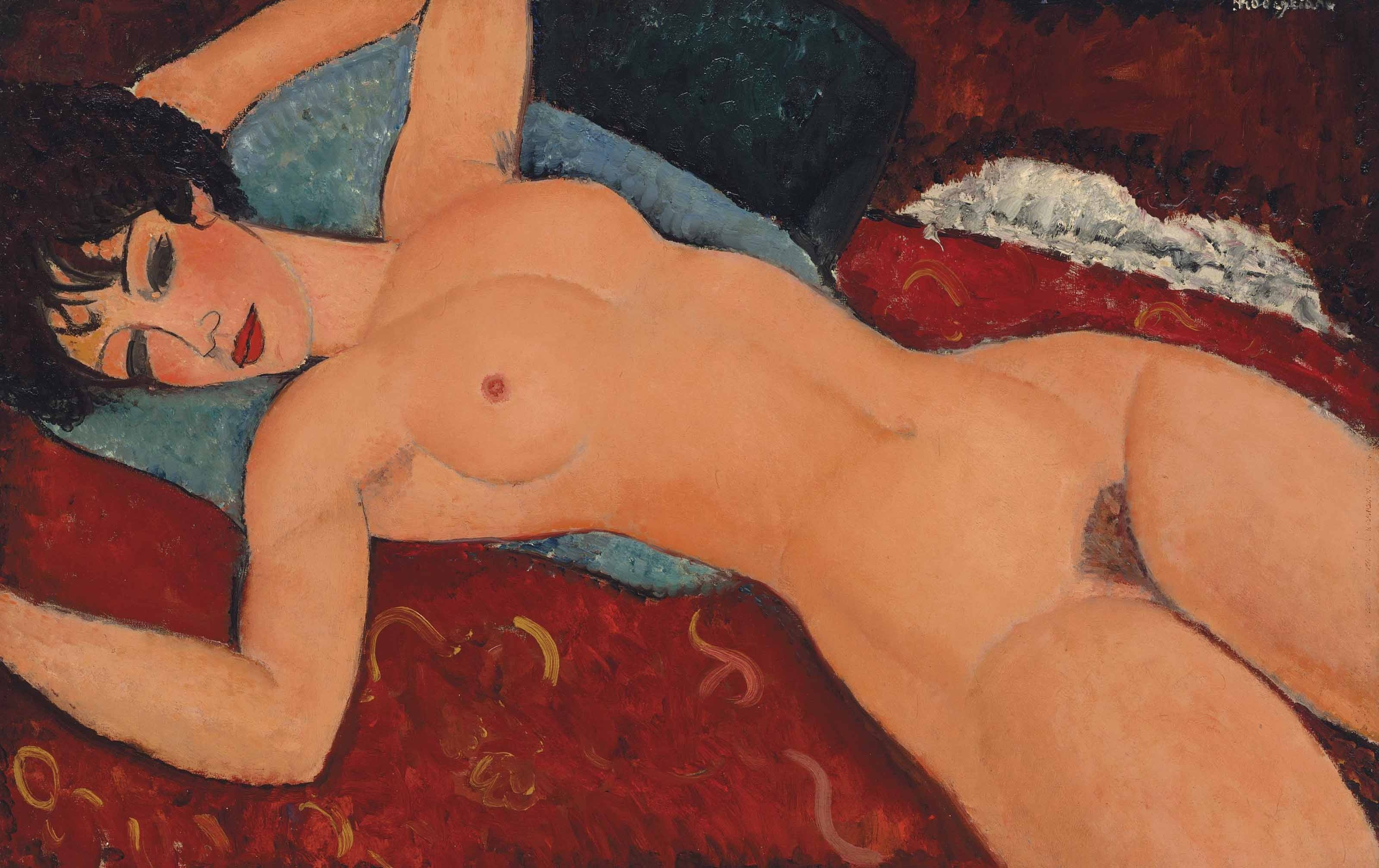
Nu couché, 1917, huile sur toile,, coll. priv.

Après avoir transposé sur la toile l'aspect hiératique de ses œuvres de pierre, Modigliani crée des portraits et des nus, qui en dépit d'un certain formalisme géométrique jusque vers 1916, ne sont pas cubistes car jamais décomposés en facettes,. « Sa longue recherche s'accomplit par la transposition sur la toile de l'expérience acquise grâce à la sculpture », qui l'aide à résoudre enfin « son dilemme ligne-volume » : il trace une courbe jusqu'à ce qu'elle en rencontre une autre qui lui sert à la fois de contraste et de soutien, et les juxtapose à des éléments statiques ou droits. Il simplifie, arrondit, greffe des sphères sur des cylindres, encastre les plans : mais loin d'un simple exercice formel, les moyens techniques du plasticien abstrait sont destinés chez lui à rencontrer le sujet vivant, sinon sa personnalité.

#### Portraits
Modigliani a laissé quelque 200 portraits emblématiques de son art, « tantôt « sculpturaux », tantôt linéaires et graphiques », et dont la manière a suivi sa quête éperdue du « portrait absolu ».

##### Influences
Modigliani s’est ouvert, mais en toute liberté, à diverses influences.

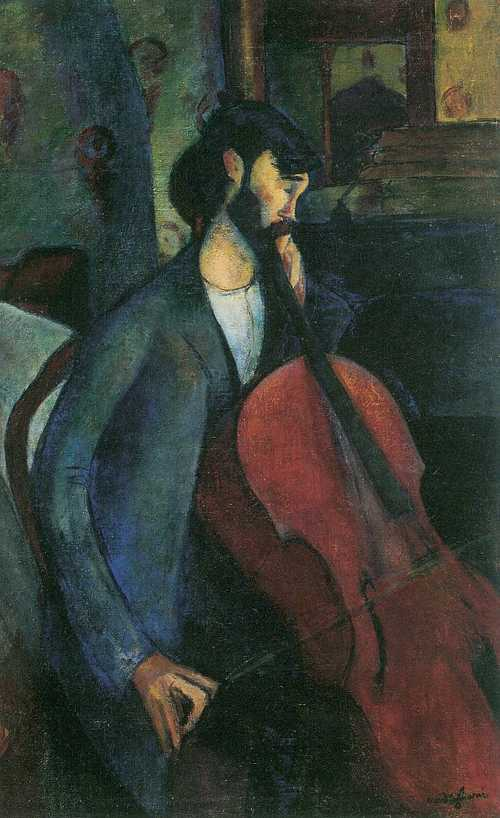
Le Violoncelliste, 1909, huile sur toile,, coll. priv.

Ses portraits peuvent être divisés en deux groupes : ami(e)s ou connaissances du peintre dominent avant et pendant la guerre, offrant une sorte de chronique des milieux artistes de Montmartre et Montparnasse ; les anonymes (enfants, jeunes gens, domestiques, paysans) seront plus fréquents par la suite — et plus recherchés après sa mort. Une « recherche fougueuse de l'expression » marque ses premières œuvres (La Juive, L’Amazone, Diego Rivera). Manifeste dès ses débuts, l’aptitude de Modigliani à saisir sans concession certaines facettes sociales ou psychologiques du modèle ne contribue paradoxalement pas à faire de lui le portraitiste du Tout-Paris.

Portrait de Paul Alexandre (devant un vitrage), 1913, huile sur toile,, musée des Beaux-Arts de Rouen.

Ses œuvres ultérieures, où le trait se simplifie, s’attachent déjà moins à traduire le caractère de la personne que des détails de sa physionomie. Quant aux sujets de la dernière période, ce ne sont plus des individualités mais les incarnations d’un type, voire des archétypes : « le jeune paysan », « le zouave », « la belle droguiste », « la petite bonne », « la mère timide », etc. Cette évolution culmine avec les portraits de Jeanne Hébuterne, icône dépouillée de toute psychologie, hors du temps et de l'espace.
La première manière de Modigliani doit à Cézanne par le choix des sujets et surtout la composition, même s'il semble à cette époque, à l'instar d'un Gauguin, construire ses toiles plus par la couleur que par « le cône, le cylindre et la sphère » chers au maître d'Aix. Exposés en 1910, La Juive, Le Violoncelliste ou Le Mendiant de Livourne gardent trace de ce « coup de pinceau à couleurs constructives » conciliable également avec le souvenir des Macchiaioli. Le Violoncelliste en particulier peut évoquer Le Garçon au gilet rouge et apparaître comme le portrait de Modigliani à la fois le plus cézannien et le premier à porter sa marque.
Ceux du Dr Paul Alexandre réalisés en 1909, 1911 et 1913 montrent que s’il a intégré les « principes chromatiques et volumétriques » de Cézanne, c’est pour mieux affirmer son propre style linéaire, tout en géométrisation et allongements : si dans Paul Alexandre sur fond vert la couleur se charge de susciter volumes et perspectives, dans les suivants le trait s’accentue et le visage s’étire ; le second est déjà plus dépouillé mais dans Paul Alexandre devant un vitrage, le modelé s’estompe et les formes se synthétisent pour aller à l’essentiel.
Il explore aussi en arrivant à Paris une expressivité proche du fauvisme, mais dans des dominantes gris-vert et sans « fauviser » vraiment. Rien de réellement cubiste non plus dans son œuvre, sinon le trait épais et réducteur ainsi qu'« une certaine rigueur géométrique assez superficielle, dans la structure de quelques-unes de ses toiles et surtout dans la segmentation des fonds ». C'est l’expérience de la sculpture qui lui a permis de se trouver, par un exercice de la ligne qui l'éloignait des proportions traditionnelles et l’acheminait vers une stylisation croissante, sensible par exemple dans le portrait de l'acteur Gaston Modot.
Si l’ambition première de Modigliani était d’être un grand sculpteur syncrétique, alors ses portraits constituent « une sorte d’échec réussi ». Au total, combinées aussi bien à l’héritage classique qu’au réductionnisme suggéré par l’« art nègre », certaines composantes de ses portraits renvoient sans qu'ils perdent leur originalité à la statuaire antique (yeux en amande, orbites vides), au maniérisme de la Renaissance (allongement des cous, des visages, des bustes et des corps), ou à l’art des icônes (frontalité, cadre neutre),.

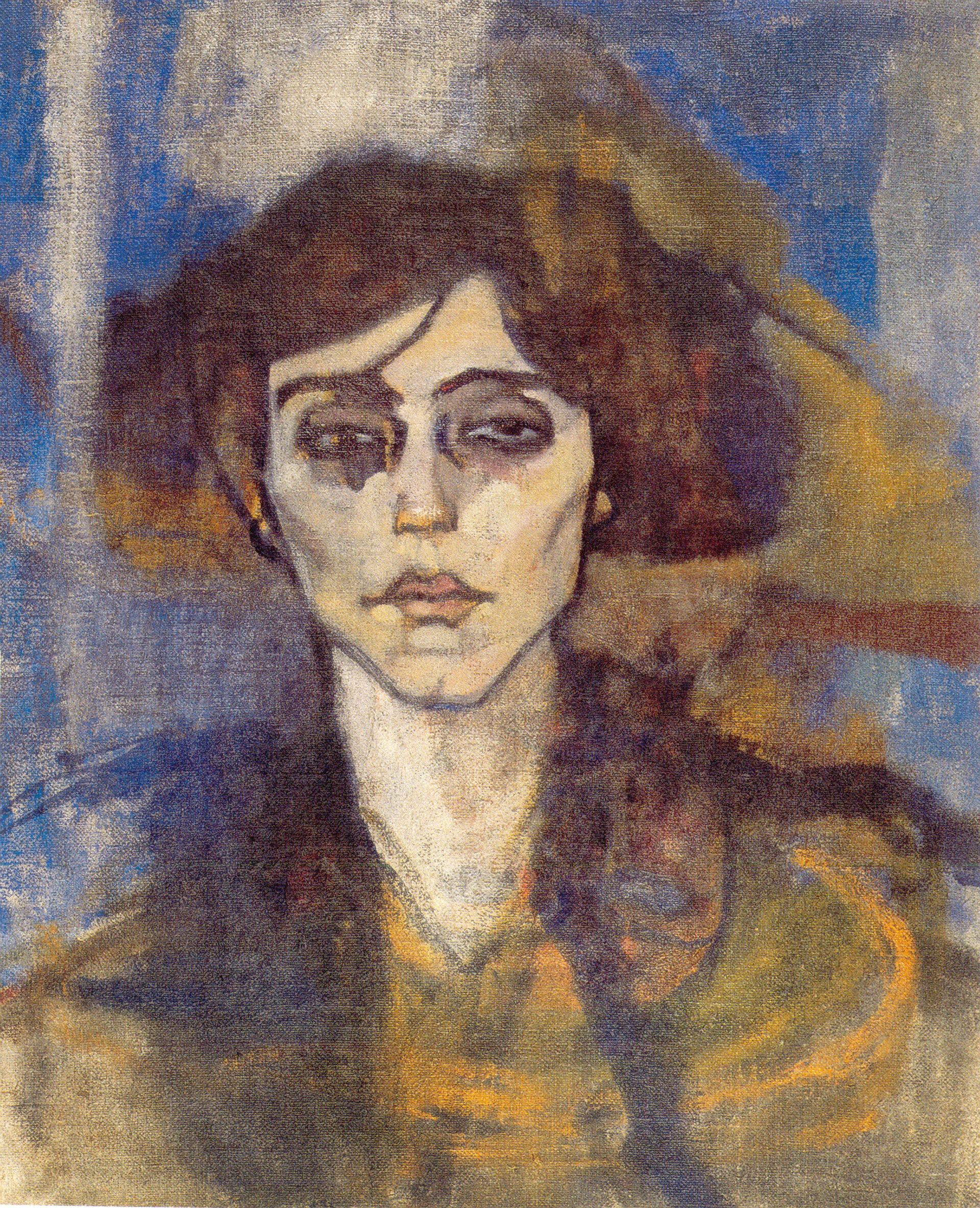
Portrait de Maud Abrantes, 1907, huile sur toile, 81 × 54 cm, Haïfa, musée Reuben et Edith Hecht.
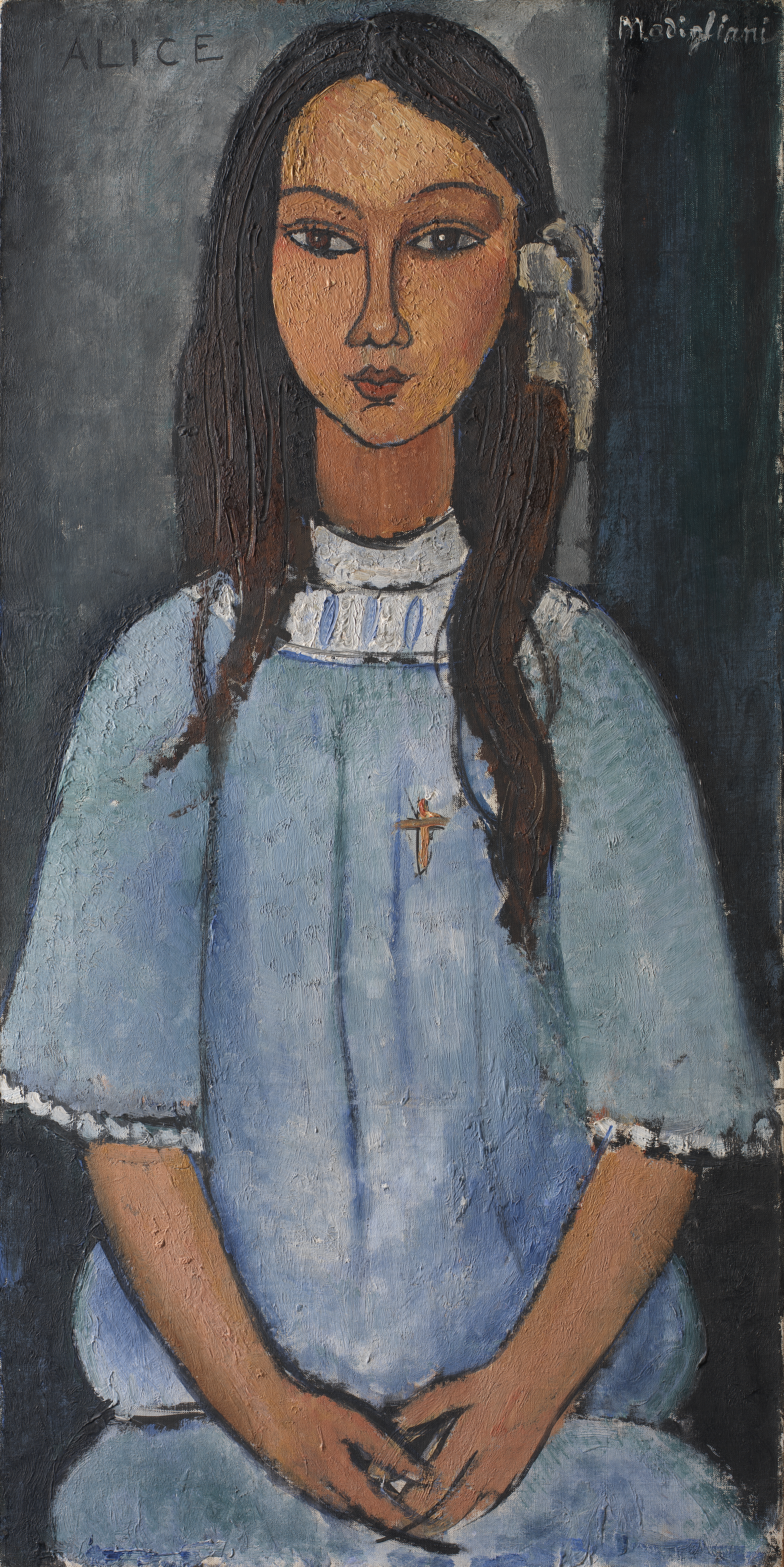
Alice, v. 1916, huile sur toile, 78,5 × 39 cm, Copenhague, Statens Museum for Kunst.
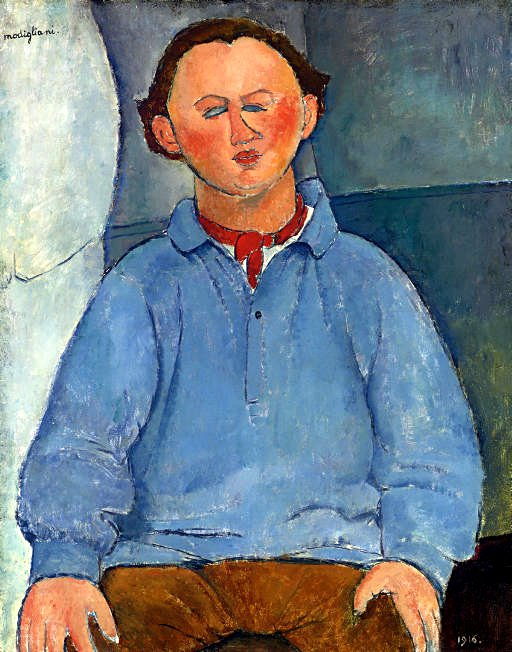
Portrait du sculpteur Oscar Miestchaninoff, 1916, huile sur toile, 81 × 65, coll. priv.
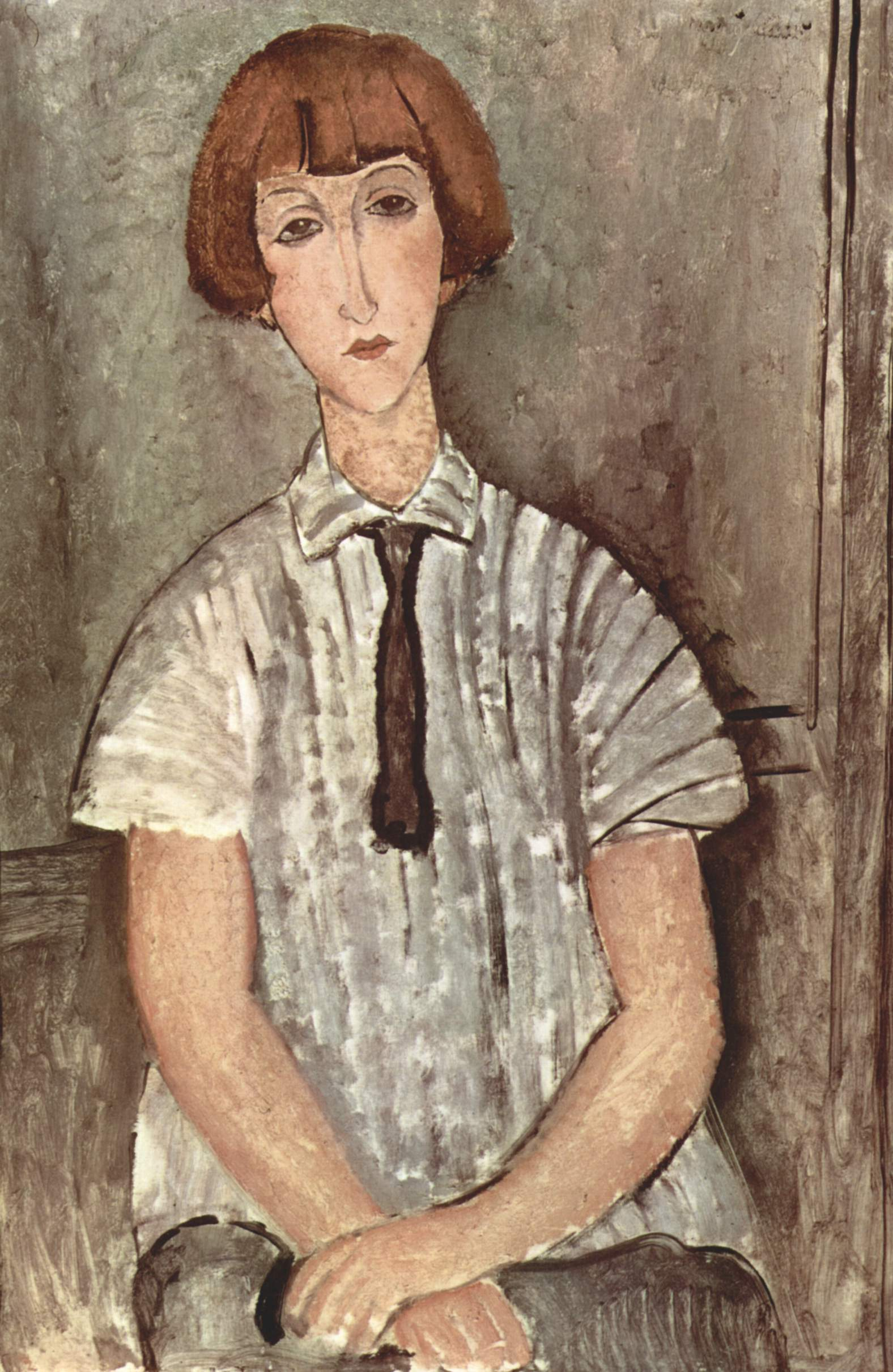
Jeune fille au chemisier rayé, 1917, huile sur toile, 92 × 60 cm, coll. priv.
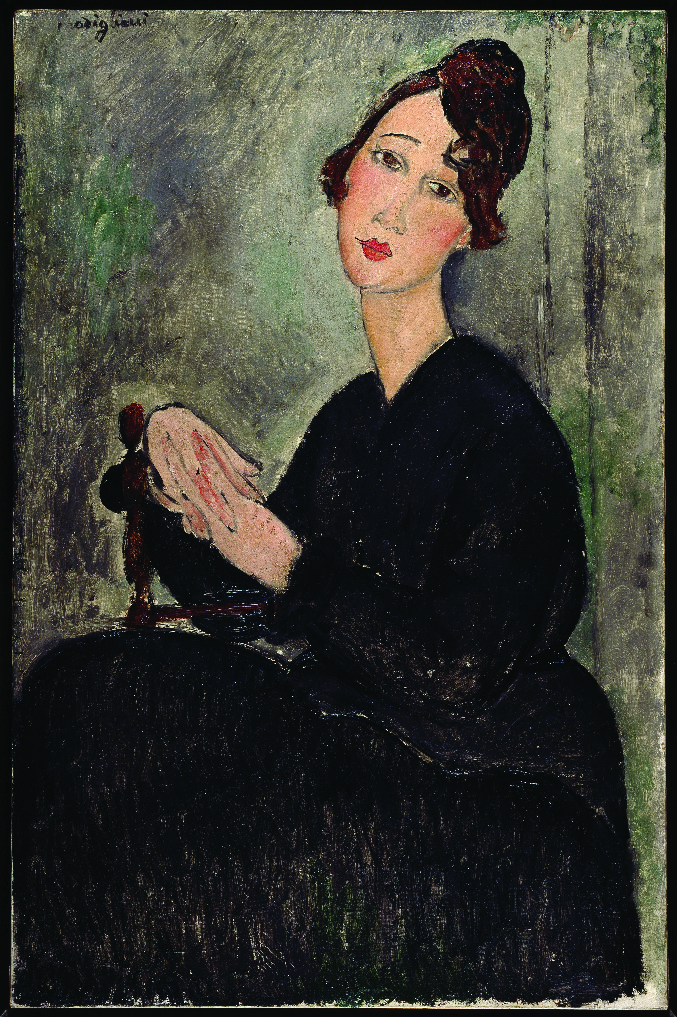
Portrait de Dédie, 1918, huile sur toile, 92 × 60 cm, Paris, musée national d'Art moderne.
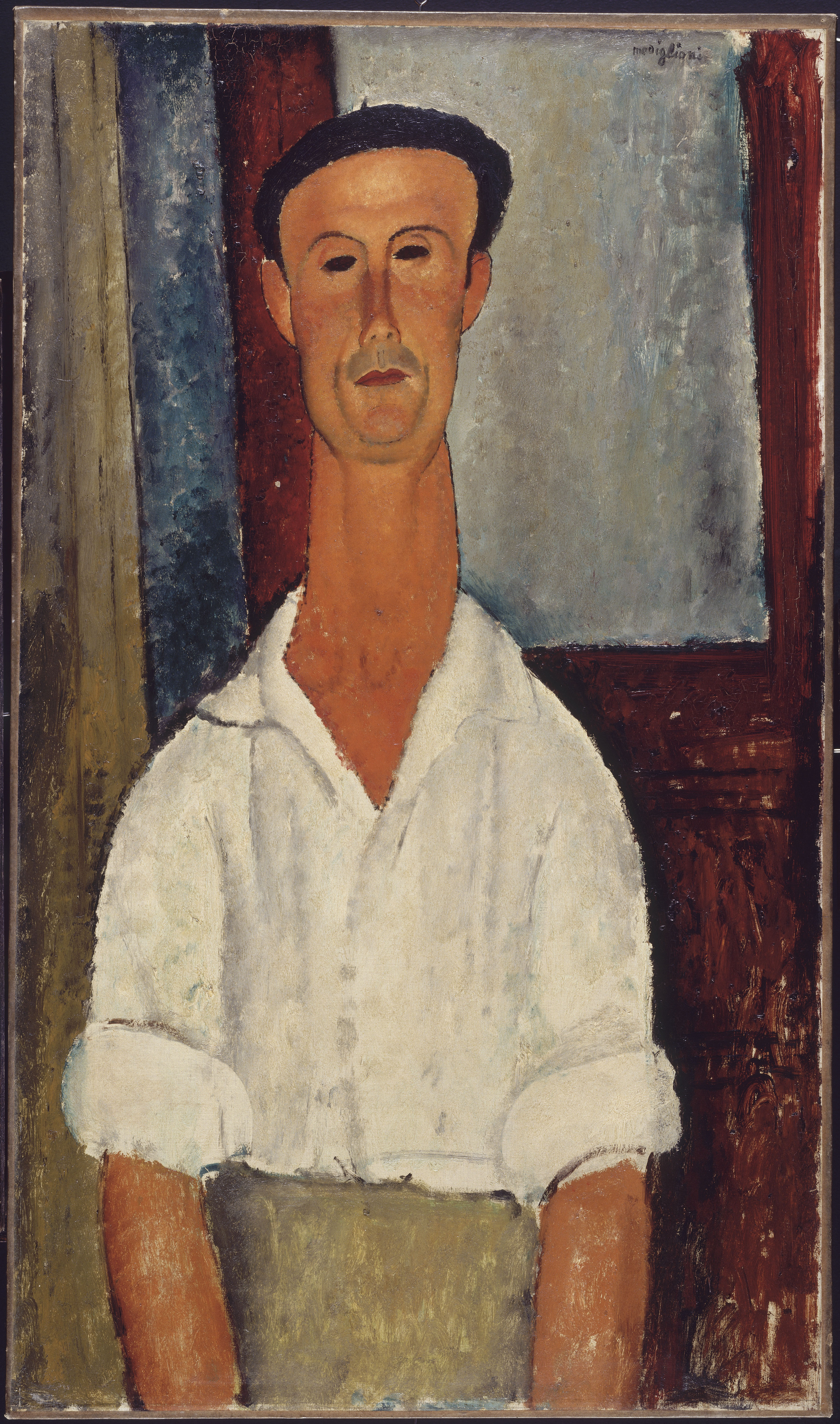
Gaston Modot, 1918, huile sur toile, 92,5 × 53,5 cm, Paris, musée national d'Art moderne.
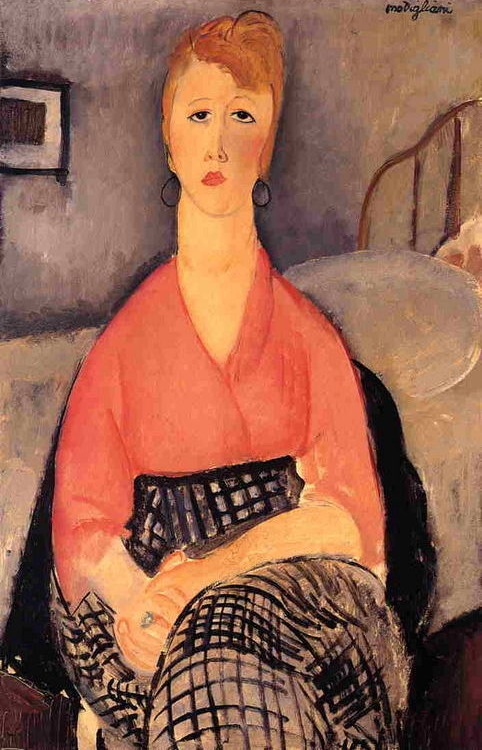
La Blouse rose, 1918, huile sur toile, 98 × 64 cm, Avignon, musée Angladon.
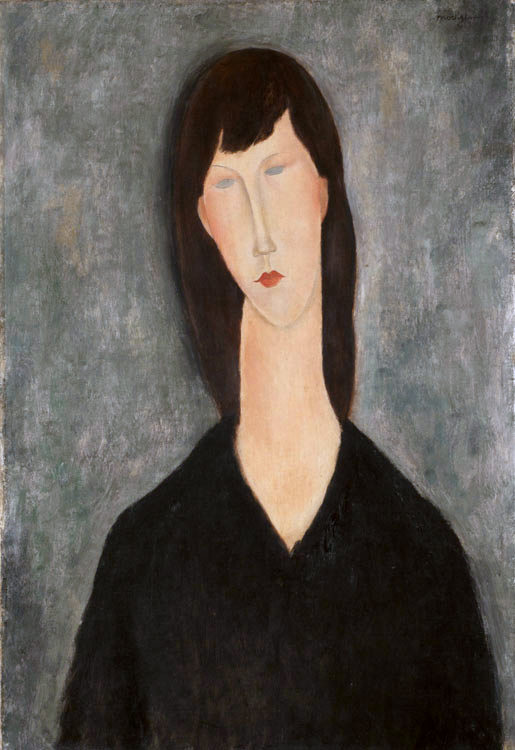
Buste de femme, 1917-1920, huile sur toile, 73 × 50 cm, Buenos Aires, musée national des Beaux-Arts.
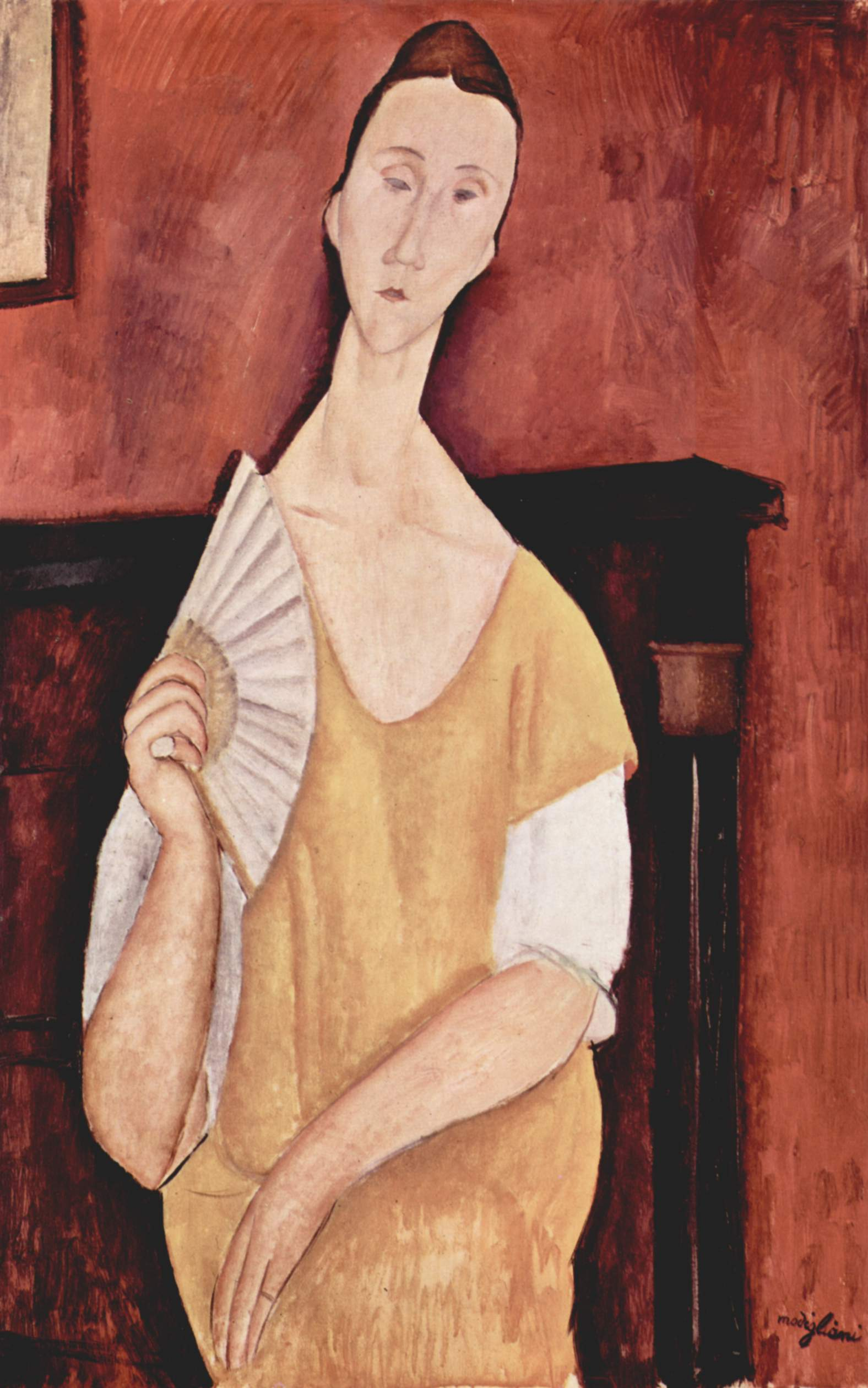
La Femme à l’éventail (Lunia Czechowska), 1919, huile sur toile, 100 × 65 cm, musée d'Art moderne de Paris.

##### Originalité
L’apparente simplicité du style de Modigliani résulte de toute une réflexion.
La surface du tableau s’organise grâce au trait selon de grandes courbes et contre-courbes qui s’équilibrent autour d’un axe de symétrie légèrement décalé par rapport à celui de la toile, pour contrarier l’impression d’immobilisme. Les plans et lignes succincts de l’environnement s’accordent avec ceux du personnage tandis qu’une couleur accentuée jouxte une zone neutre. Modigliani ne renonce pas à la profondeur car ses courbes occupent plusieurs plans superposés, mais le regard hésite sans cesse entre la perception d'une silhouette plane et son épaisseur physique. L’importance que le peintre accorde à la ligne le distingue en tout cas de la majorité de ses contemporains.
Les « déformations » — torse plutôt court, épaules tombantes, mains, cou et tête très allongés, celle-ci petite autour de l’arête du nez, regard étrange — peuvent aller, sans tomber dans la caricature, jusqu’à des disproportions qui consomment la rupture avec le réalisme tout en conférant au sujet une grâce fragile. Jamais en particulier « l'art de Modigliani ne s'est plus clairement défini par la substitution de proportions affectives aux proportions académiques que dans la vingtaine de tableaux consacrés à célébrer Jeanne Hébuterne ».

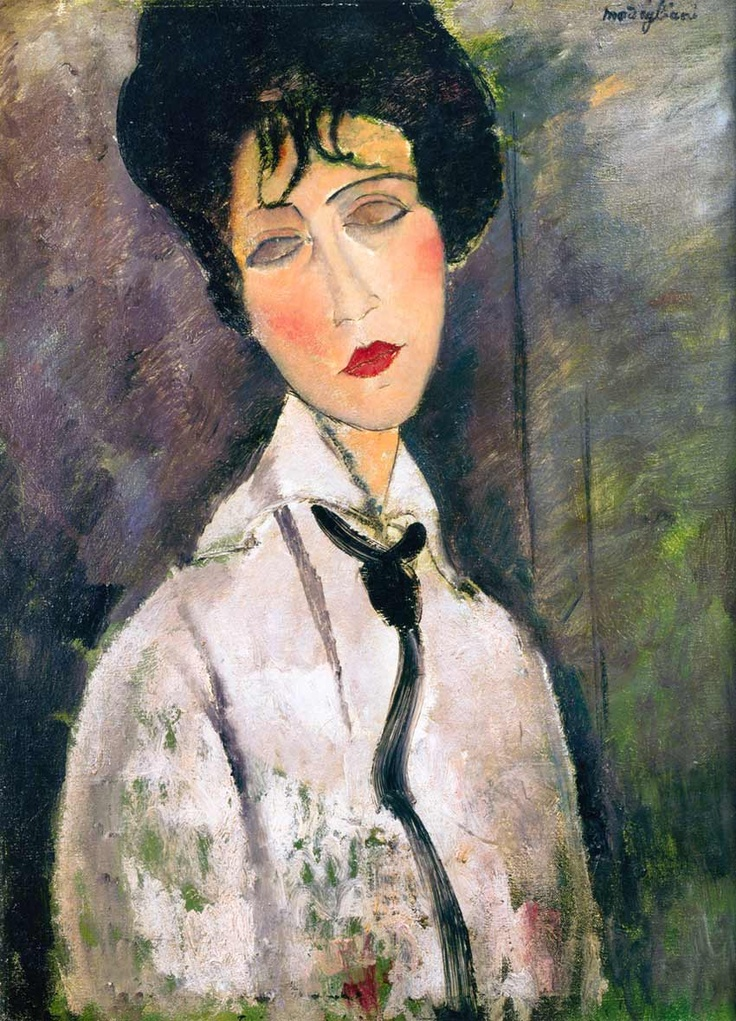
Femme à la cravate noire, 1917, huile sur toile,, coll. priv.

Au-delà d’un air de famille, ses portraits offrent une grande diversité malgré le refoulement du narratif, la quasi absence de décor ou d'éléments anecdotiques, des poses frontales très voisines et des tons souvent froids. Le caractère du modèle détermine d’ailleurs le choix de l’expression graphique. Par exemple Modigliani a peint au même moment Léopold Zborowski, Jean Cocteau et Jeanne Hébuterne : l’élément géométrique dominant semble en gros le cercle pour le premier, l’angle aigu pour le second, l’ovale pour la troisième. Plus que dans les portraits d’hommes, souvent plus rectilignes, le goût du peintre pour les arabesques s’épanouit dans les portraits de femmes, dont la sensualité distanciée trouve son apogée avec ceux de Jeanne, aux couleurs plus transparentes volontairement amorties.
Le sujet est généralement assis, dans une attitude vacante où peuvent se lire aussi bien la morbidezza du quattrocento qu’une sensibilité émoussée ou « une indifférence végétative 100 % moderne ». La « modernité » de Modigliani réside entre autres dans son refus du sentimentalisme. Les petites gens sont peints dans des compositions simples et des couleurs claires, avec des mains dessinées comme toujours de façon sommaire mais rendant justice à leur labeur : ils donnent à voir sans misérabilisme ni pathos une humanité mélancolique et résignée, fermée sur elle-même. Ces portraits montrent juste quelqu'un, dont le peintre ne laisse rien deviner et qui, dans un environnement de silence, interroge sur l'existence. De même le motif de la cariatide peut-il être vu comme « l'archétype de l'être humain portant un fardeau ».
Visages de plus en plus dépersonnalisés, masques atones mais poétiques, figures introverties reflétant une sorte de quiétude : tous incarneraient une forme de durée. De leurs yeux en amande souvent asymétriques, sans prunelles voire aveugles — comme parfois chez Cézanne, Picasso, Matisse ou Kirchner —, l’artiste déclarait : « Les figures de Cézanne n’ont pas de regard, comme les plus belles statues antiques. Les miennes en revanche en ont un. Elles voient, même quand les pupilles ne sont pas dessinées ; mais comme chez Cézanne, elles ne veulent exprimer rien d’autre qu’un oui muet à la vie,. » « Avec l'un tu regardes le monde et avec l'autre tu regardes en toi-même », répondait-il aussi à Léopold Survage qui lui demandait pourquoi il le représentait toujours avec un œil fermé.
« Modigliani, disait Jean Cocteau, n’étire pas les visages, n’accuse pas leur asymétrie, ne crève pas un œil, n’allonge pas un cou. […] Il nous ramenait tous à son style, à un type qu’il portait en [lui] et, d’habitude, il cherchait des visages qui ressemblassent à cette configuration. » Que les portraits représentent des êtres humiliés ou des femmes du monde, il s’agit pour le peintre d'affirmer à travers eux son identité d'artiste, de « faire coïncider la vérité de la nature et celle du style : l’obsessionnel et l’éternel », quelque chose d’essentiel au sujet comme à la peinture elle-même. Ses portraits sont « à la fois réalistes, en cela qu’ils nous restituent le modèle dans une vérité profonde, et tout à fait irréalistes en ceci qu’ils ne sont plus que signes picturaux assemblés ».
« Le modèle avait l’impression d’avoir son âme dénudée et se trouvait dans la curieuse impossibilité de dissimuler ses propres sentiments », témoigne Lunia Czechowska. Peut-être l'empathie de Modigliani et son intérêt pour la psychologie sont-ils toutefois à relativiser : la physionomie du modèle, d'ailleurs toujours « ressemblant », lui importait plus que sa personnalité. La bizarrerie du regard empêche d'ailleurs d'entrer en contact avec le sujet, et l'œil du spectateur est ramené à la forme.

#### Nus
Hormis les cariatides, les nus de Modigliani, soit un cinquième de ses toiles concentré autour de l'année 1917, sont d’une grande importance qualitative, traduisant comme ses portraits son intérêt pour la figure humaine.
Un Nu souffrant de 1908, dont la maigreur expressionniste rappelle Edvard Munch, le Nu assis peint au dos d'un portrait de 1909 prouvent que Modigliani s’est vite affranchi des canons académiques : ses nus ne correspondront jamais à leurs proportions ni à leurs postures ou mouvements. Les poses des modèles de l’académie Colarossi étaient d'ailleurs plus libres que dans une école d'art classique, comme celles qu'il met au point par la suite avec ses propres modèles. Après les cariatides géométrisées des années de sculpture, il redécouvre le modèle vivant. Sa production reprend vers 1916 pour culminer l'année suivante  avant de reculer. Les derniers se présentent volontiers debout et de face, rejoignant les anonymes plongés dans la contemplation de leur existence.

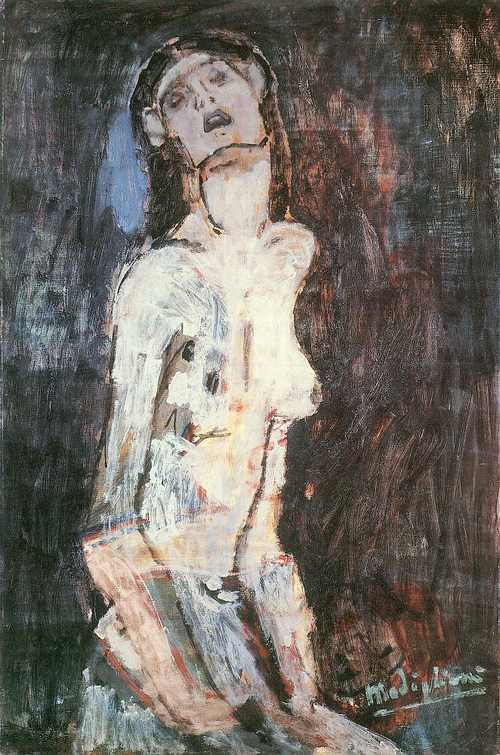
Nu souffrant, 1908, huile sur toile, 81 × 54 cm, coll. priv.
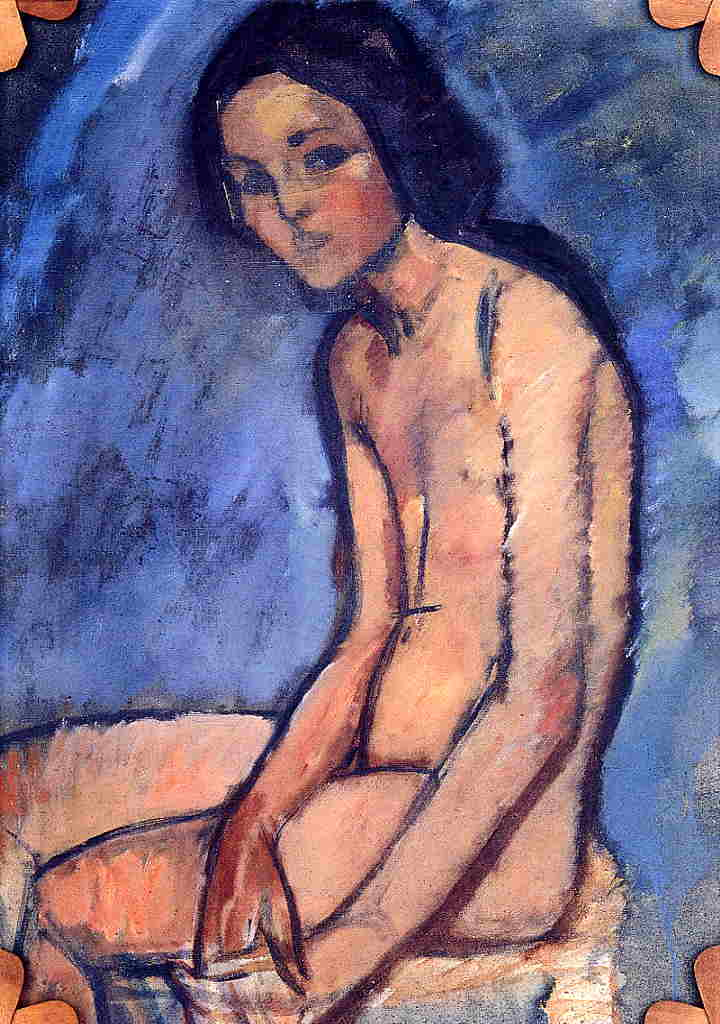
Nu assis (revers d'un portrait de Jean Alexandre), 1909, huile sur toile, coll. priv.
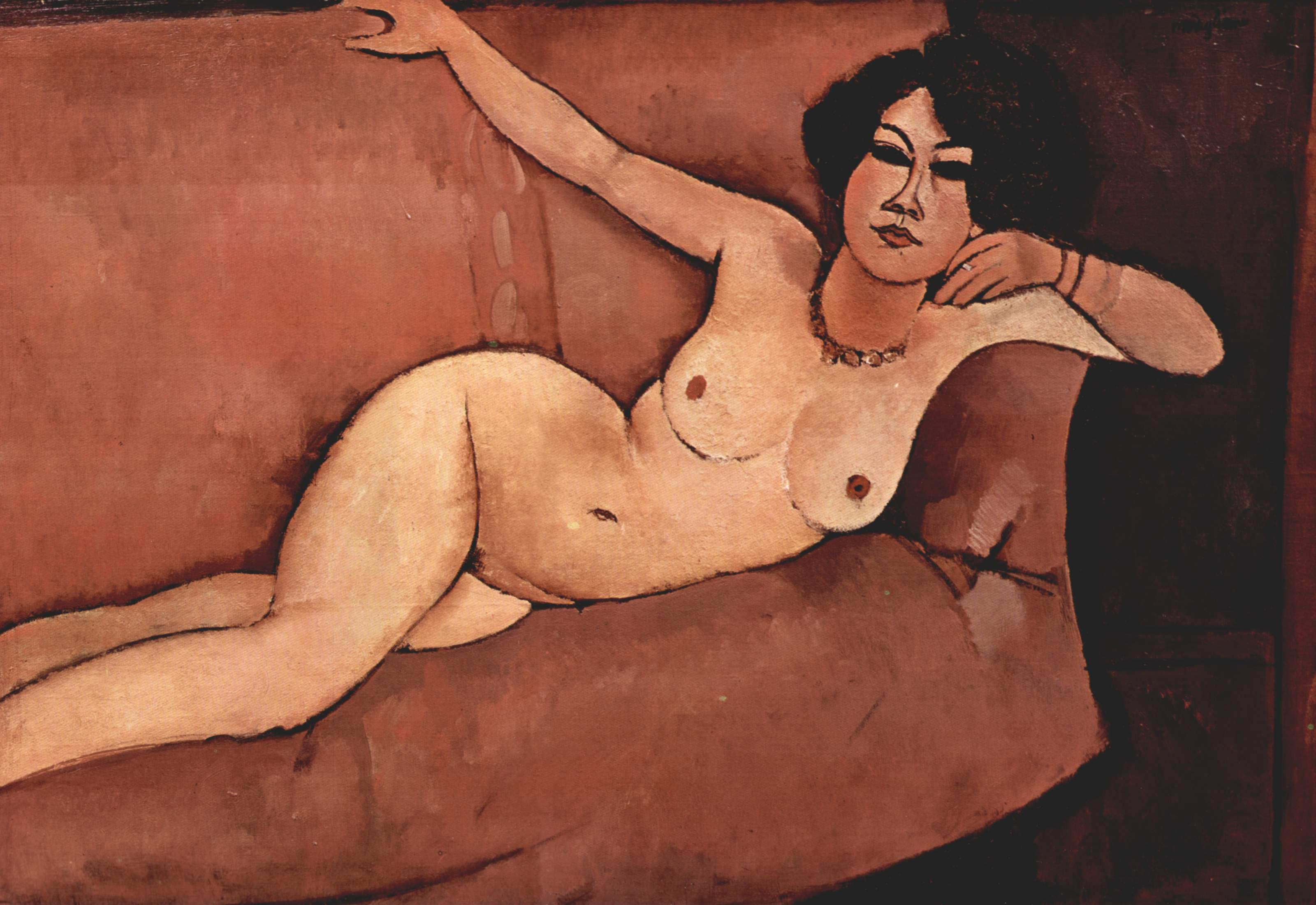
Nu au sofa (Almaïsia), 1916, 81 × 116 cm, coll. priv.
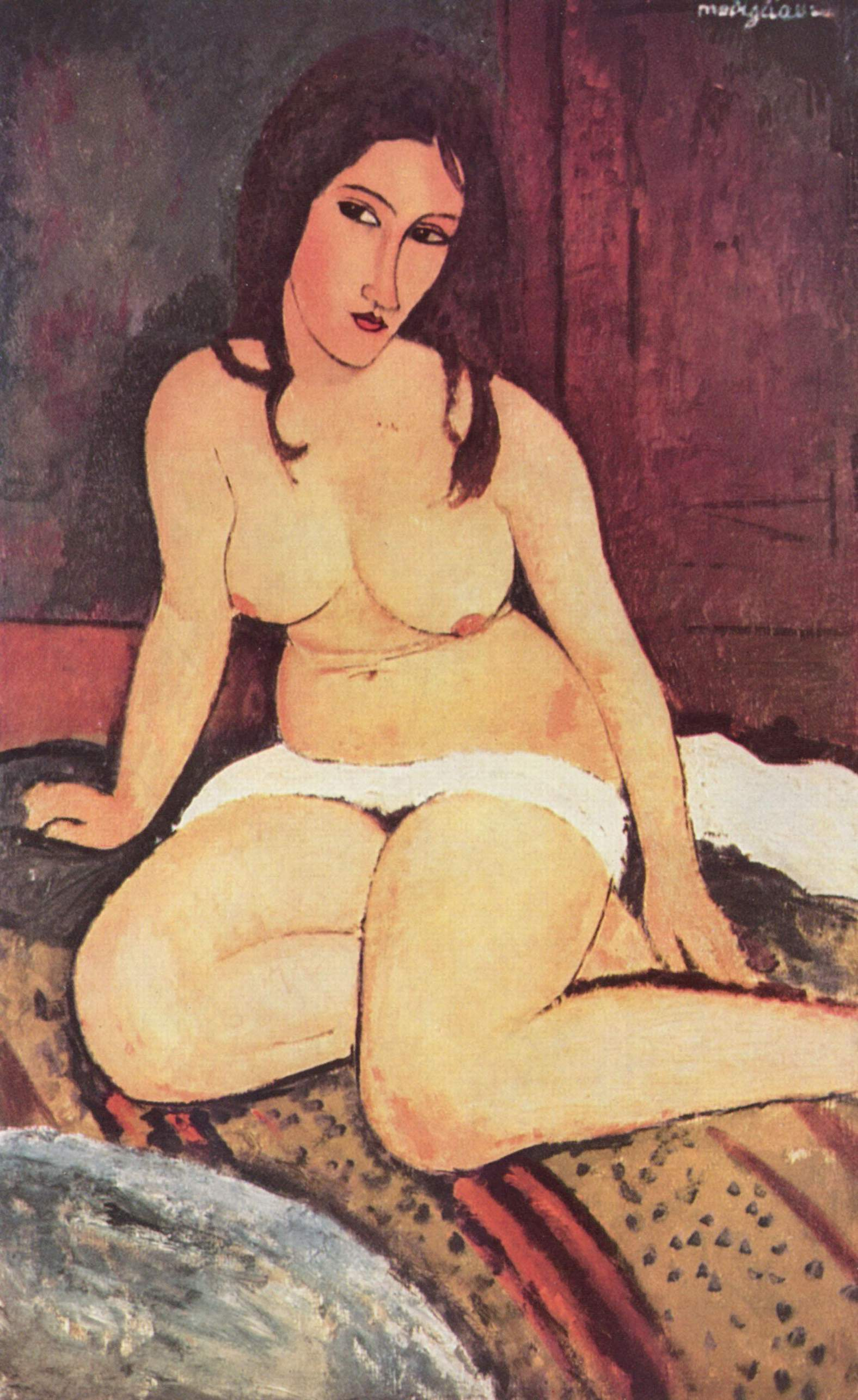
Nu assis, 1917, Musée royal des Beaux-Arts d'Anvers.
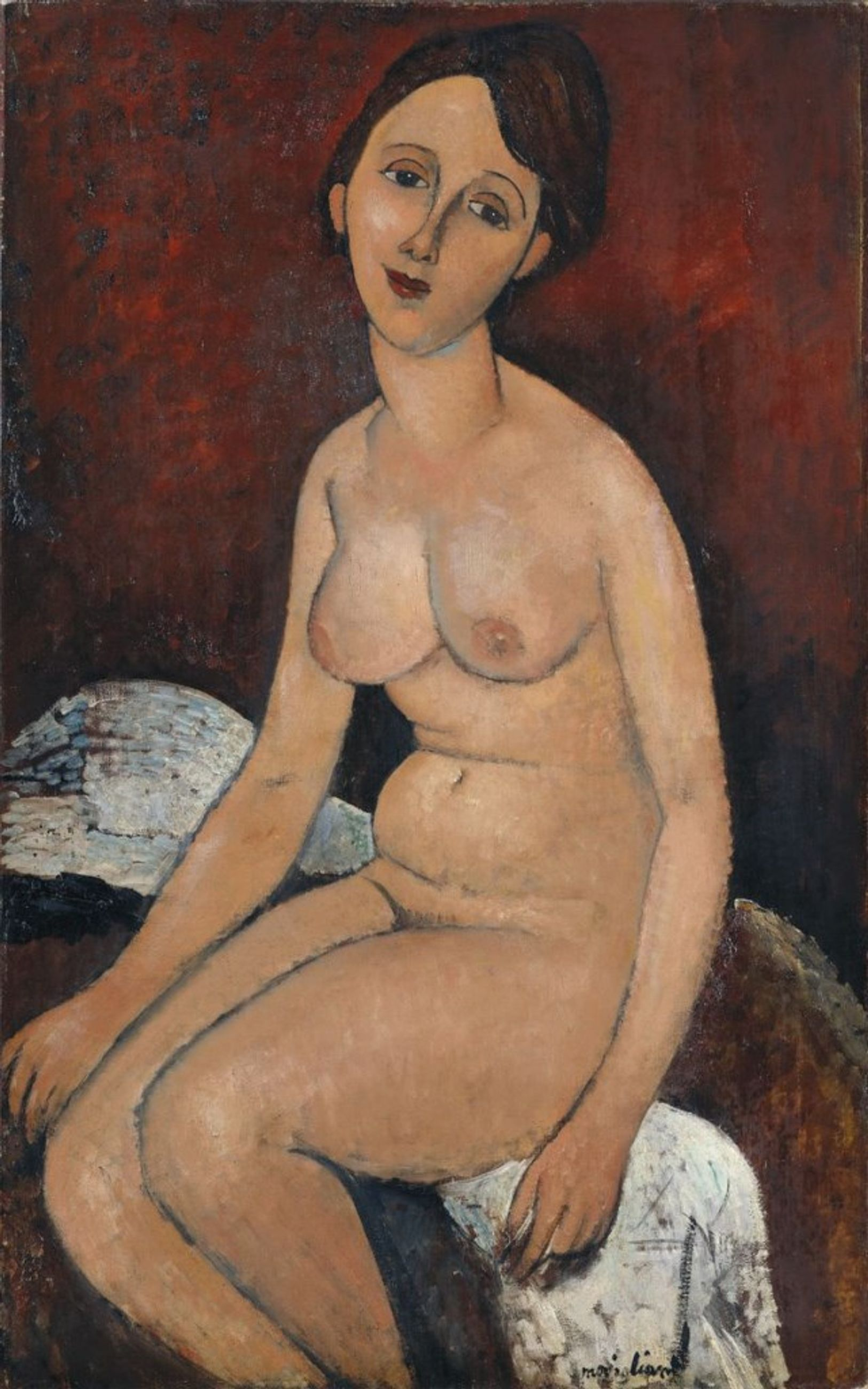
Nu assis, 1917, Musée des Beaux-Arts de Lyon.
Nu sur un coussin bleu, 1917, huile sur toile, 65,5 × 101 cm, Washington, National Gallery of Art.
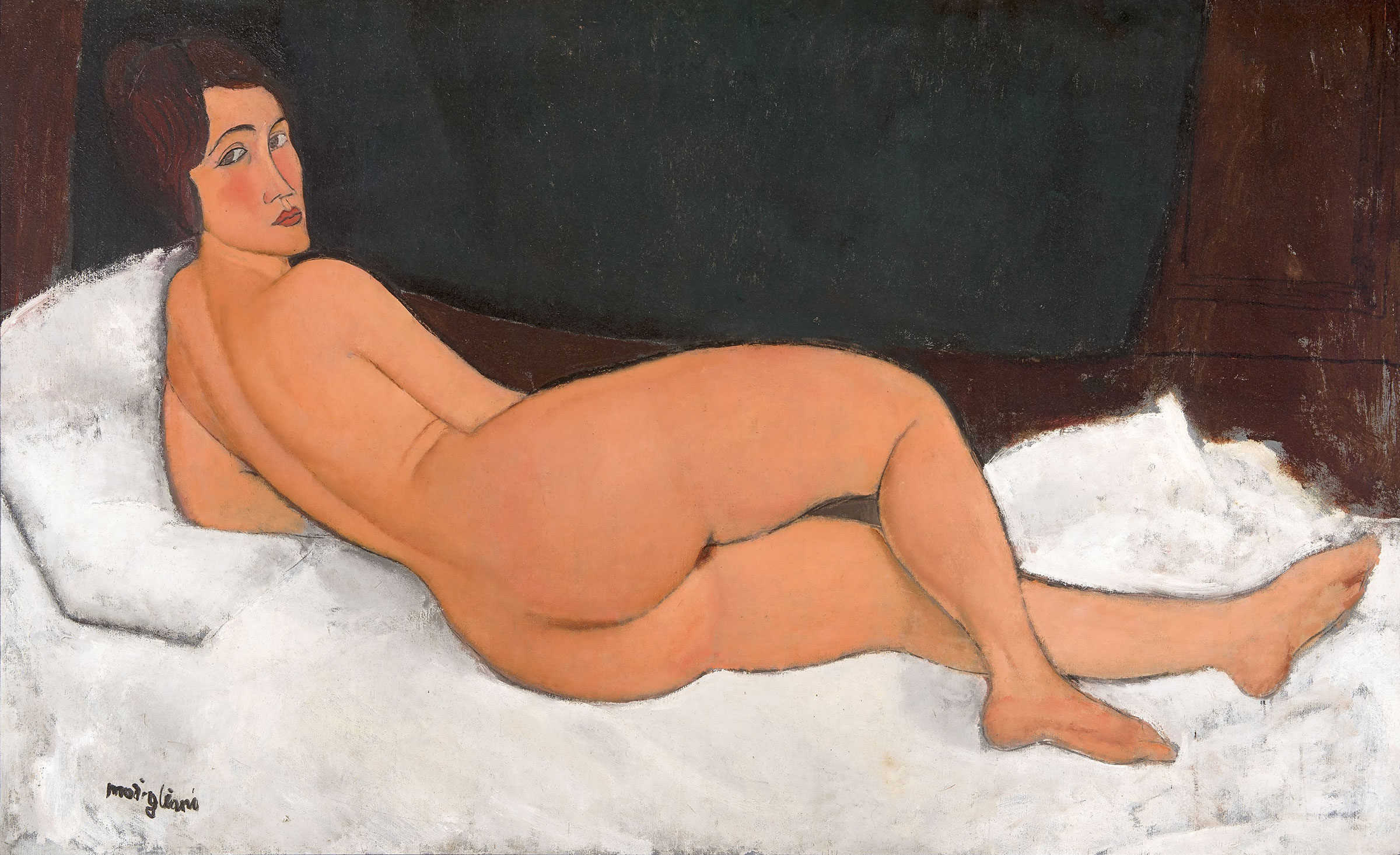
Nu couché (sur le côté gauche), 1917, huile sur toile, 89 × 146 cm, coll. priv.
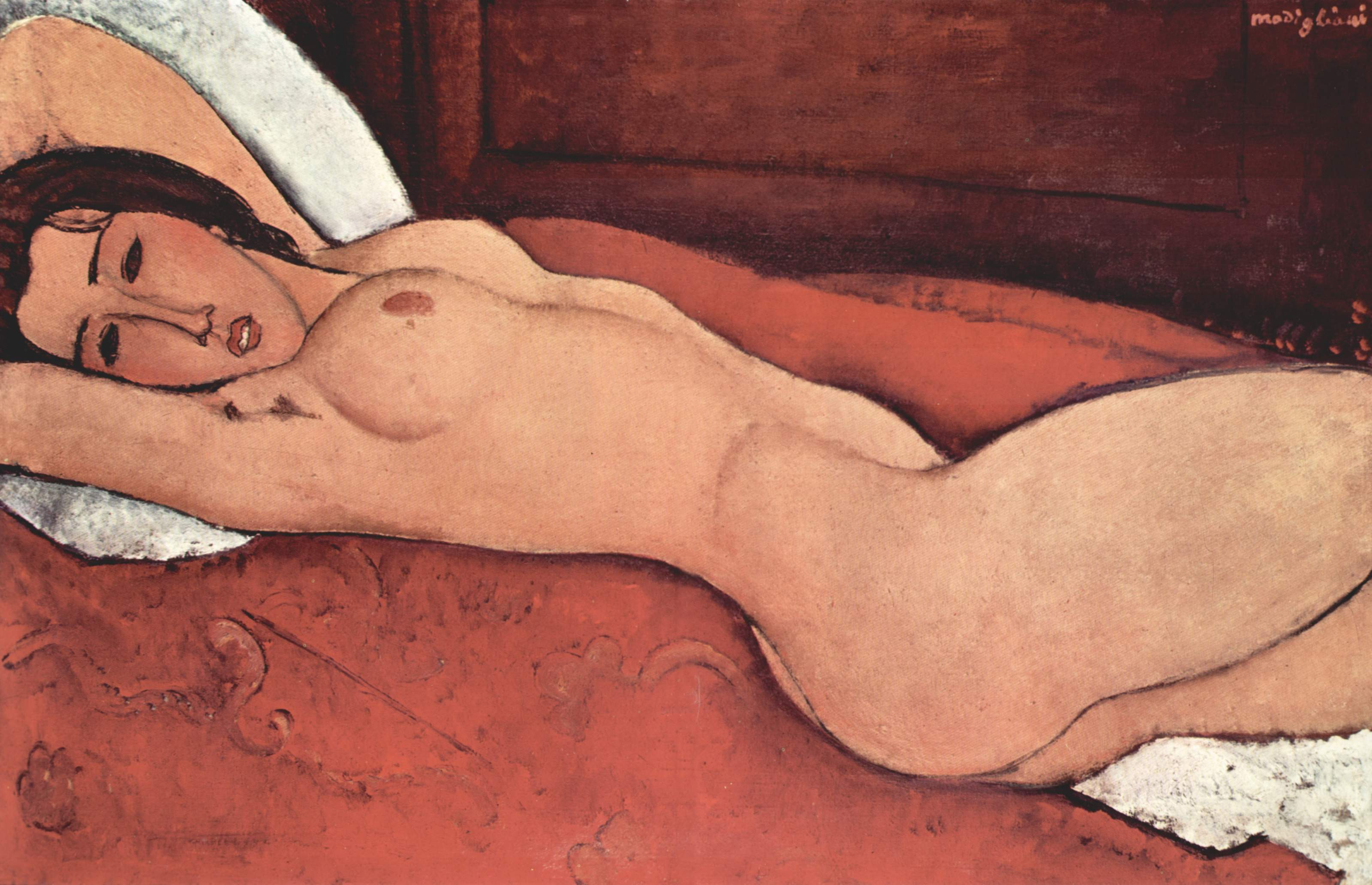
Nu couché les bras derrière la tête, 1917, huile sur toile, 60,5 × 92,5 cm, coll. priv.

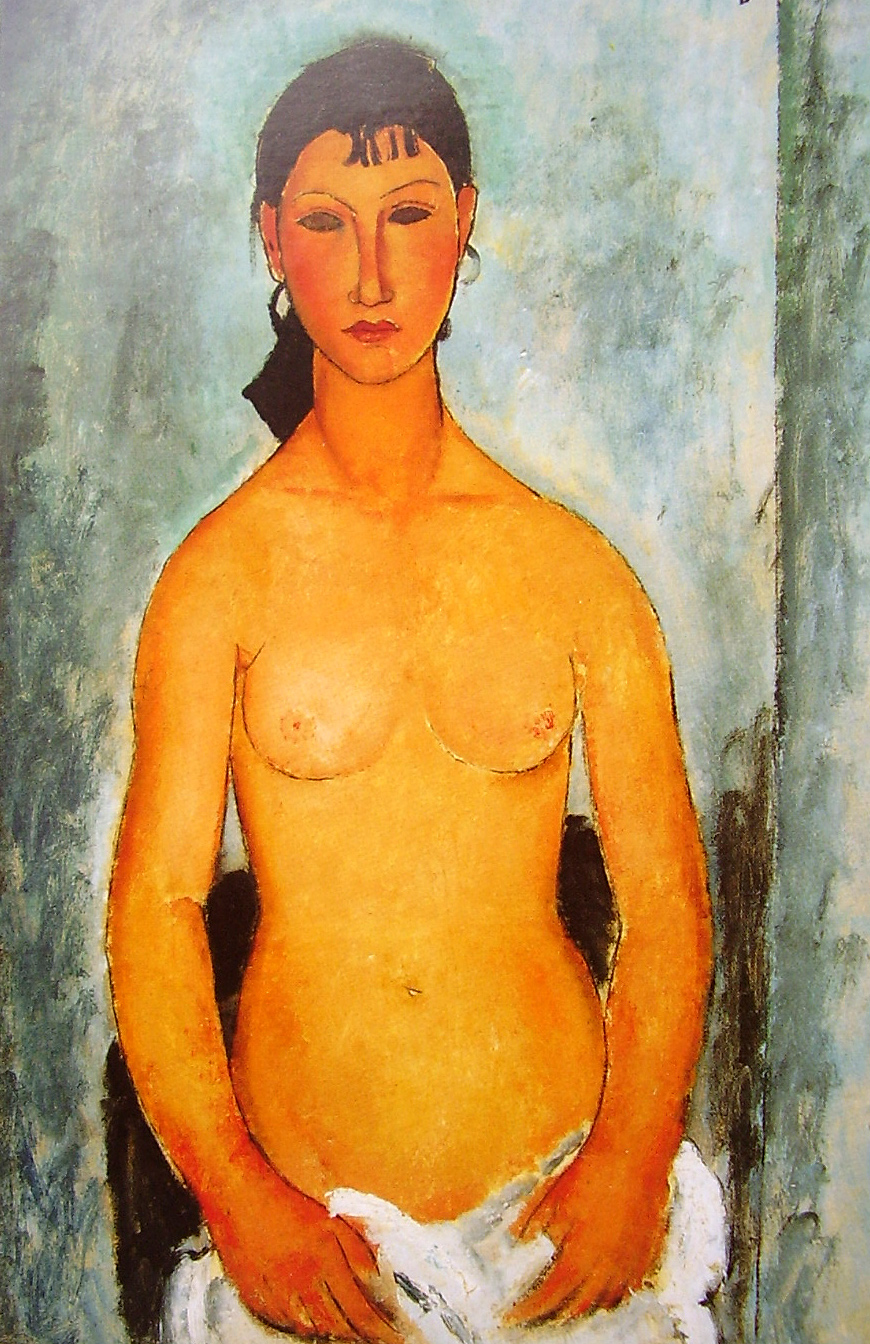
Nu debout (Elvira), 1918, huile sur toile,, Berne, Kunstmuseum.

Car Modigliani « peint des nus qui sont encore des portraits », aux visages moins figés et aux poses plus expressives quoique non dénuées de pudeur. S’il ne cherche pas comme ses contemporains à reproduire la vie et le naturel, ses personnages sont bien individualisés. Sinon, même absence de mise en scène que dans les portraits, même usage parcimonieux de la couleur, même tendance à la stylisation au moyen d’un tracé élégant. Dans les nus couchés, de biais ou de face, courbes et contre-courbes s’équilibrent autour d’un axe oblique et l’espace de la toile, de grand format, est envahi par le corps. Cernées de noir ou de bistre, les chairs ont cette particulière carnation abricot commune à certains portraits, chaude et lumineuse, faite d’un mélange d’orange, de vermillon et de deux ou trois jaunes. Modulant ces constantes, c’est encore le caractère du modèle qui détermine son attitude comme les choix stylistiques et chromatiques.
La majorité des critiques reconnaissent à ses nus « une intensité voluptueuse », une sensualité rare sans morbidité ni perversité. Le scandale de 1917 chez Berthe Weill valut à son auteur la réputation durable de « peintre du nu », au pire obscène parce qu’il suggérait un érotisme sans culpabilité à travers une nudité franche et naturelle qui se suffit à elle-même, au mieux jouisseur parce que ses courbes sinueuses semblaient dire ou sous-entendre la passion charnelle. Jamais pourtant ses toiles n’évoquent ses liens personnels avec ses modèles : elles demeurent avant tout « un hymne à la beauté du corps féminin et même, à la beauté tout court ».
Aussi distant de la sensualité d'un Renoir que d'une idéalisation à la Ingres, Modigliani renoue avec une conception du nu antérieure à l'académisme et se situe dans cette tradition où il s’agit, de Cranach à Picasso en passant par Giorgione ou Titien, d'« exprimer un maximum de beauté et d’harmonie avec un minimum de lignes et de courbes ». Ainsi de l'Elvire debout datée de 1918, dont on ne sait si le corps absorbe ou irradie la lumière : ce nu fait songer aux grands maîtres et le peintre semble y avoir synthétisé les traits de son propre style.
Selon Doris Krystof, le genre du nu aurait été pour lui un prétexte pour inventer un idéal, dans sa quête utopique — comme celle des symbolistes et des préraphaëlites — d’harmonie intemporelle. Souvent méditatives, revêtant un aspect sculptural même quand elles ont l’air mutin, ces jeunes femmes stylisées paraissent des « figures vénusiennes modernes ». Le peintre y projette une jouissance qui est esthétique, une adoration de la femme quasi mystique mais toujours réfléchie, détachée, d’un lyrisme contenu.

#### Paysages
Modigliani, qui n'a laissé aucune nature morte, n'a peint à sa maturité que quatre paysages.
Du temps où il se formait chez Guglielmo Micheli subsiste une petite huile exécutée sur carton vers 1898 et intitulée La Stradina (la petite route) : ce coin de campagne se signale par une restitution déjà cézannienne de la luminosité et des couleurs délicates d'une fin de journée hivernale. Pourtant « Amedeo détestait peindre les paysages », témoigne Renato Natali. Plusieurs camarades d'atelier se souviennent des séances de peinture sur le motif aux abords de Livourne, et de ses essais de divisionnisme : il n'en a pas moins détruit ces travaux de jeunesse.
Ce genre de l'art figuratif ne convient pas à son tempérament tourmenté. « Le paysage n'existe pas ! », proclame-t-il à Paris lors de vives discussions, avec Diego Rivera par exemple. En peinture, le paysage n'a pour lui pas plus d'intérêt que la nature morte : il les trouve anecdotiques, sans vie, a besoin de sentir vibrer un être humain devant lui, d'entrer en relation avec le modèle.

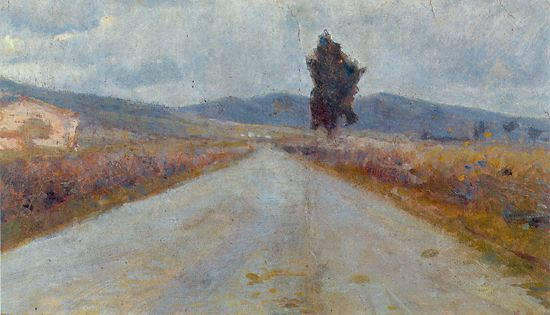
La Route toscane, v. 1898, huile sur carton, Livourne, musée Giovanni Fattori.
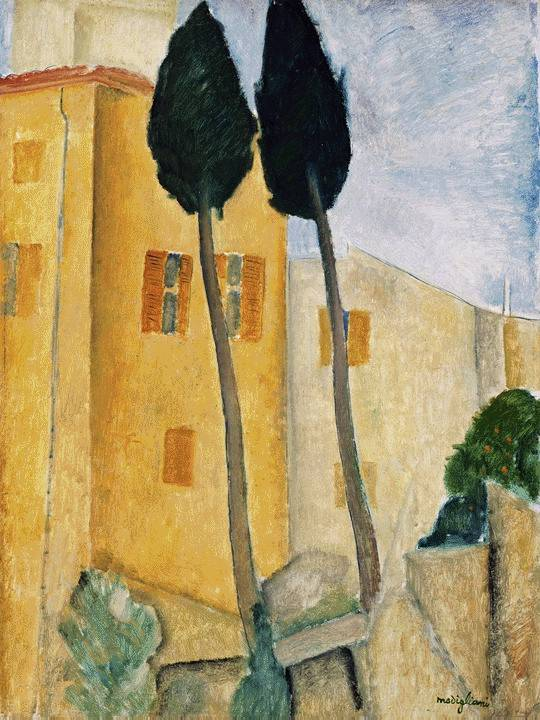
Paysage, 1919, huile sur toile, 61 × 46 cm, Philadelphie, Fondation Barnes.
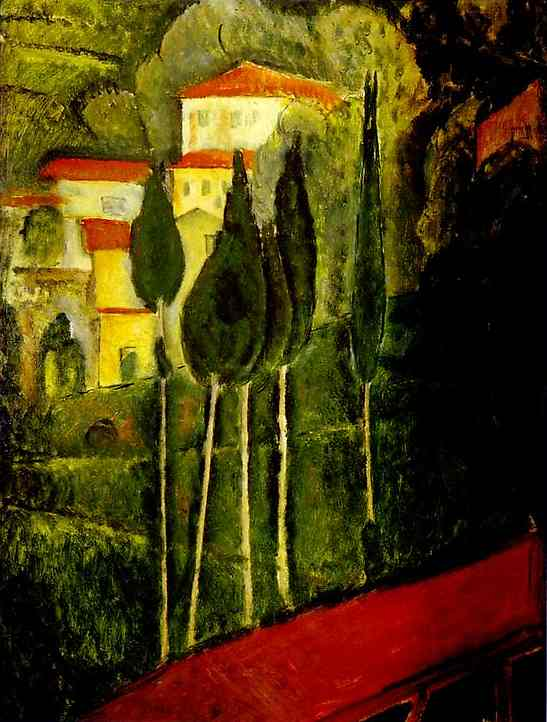
Paysage du Midi, 1919, coll. priv..
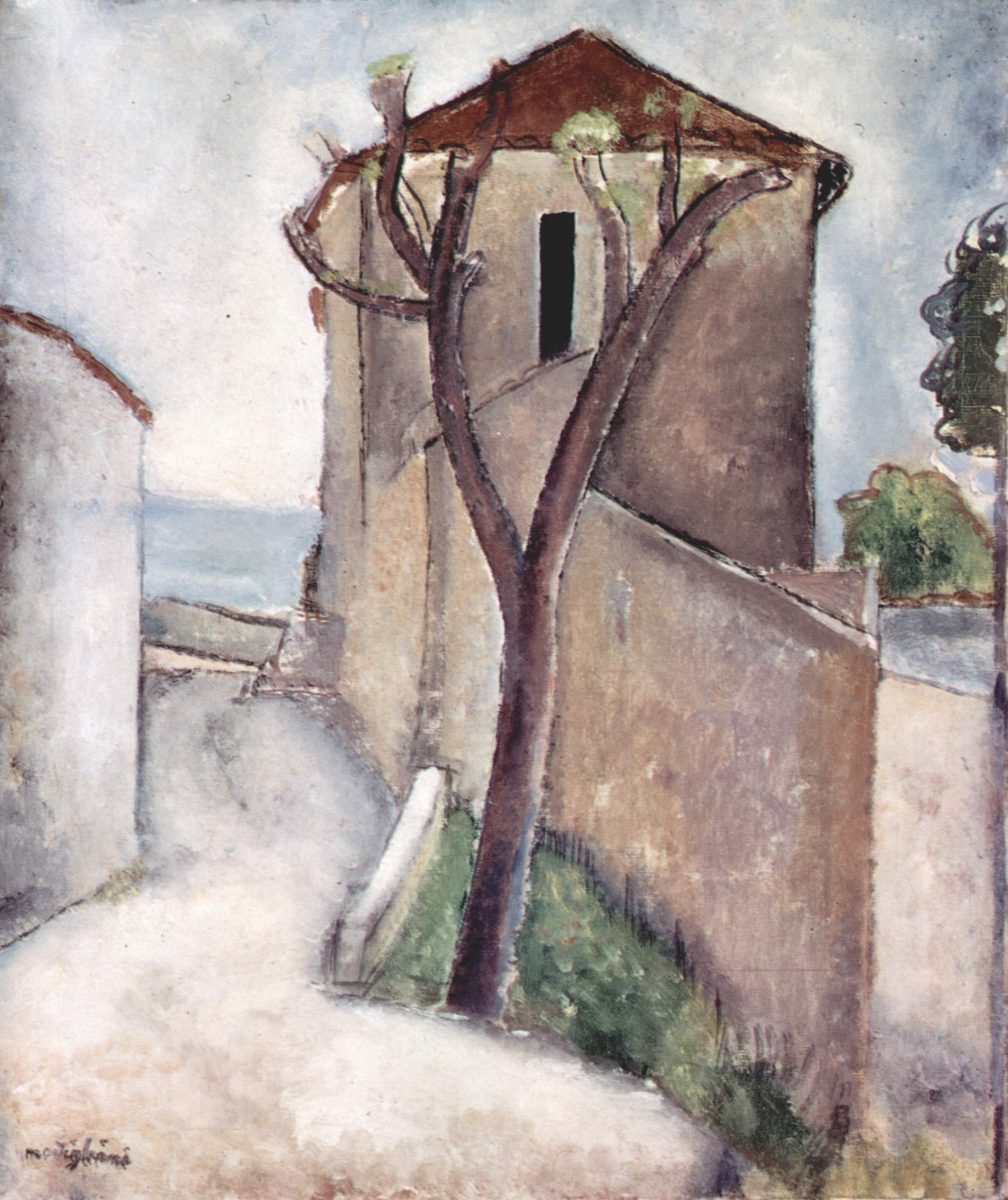
Arbre et maison, 1919, huile sur toile, 55 × 46 cm, coll. priv..

Durant le séjour de 1918-1919, la lumière du Midi de la France, éclaircissant et réchauffant en outre sa palette, aurait eu raison de ses préventions : il écrit à Zborovski qu'il s'apprête à faire des paysages, qui apparaîtront peut-être un peu « novices » au début. Les quatre vues finalement réalisées en Provence sont au contraire « parfaitement construites, pures et géométriques », rappelant les compositions de Paul Cézanne voire celles, plus animées, d'André Derain. Elles n’en apparaissent pas moins comme « un accident de son œuvre » qui ne s’en trouve en rien modifiée.

### Fortune de l'œuvre
« Peu à peu sont apparues ces formes idéales qui nous font reconnaître immédiatement un Modigliani » : cette création subjective, inclassable au sein de l’art moderne, demeure quasiment sans influence ni descendance.

#### Bilan
La peinture de Modigliani est moins liée à son temps qu'à sa propre psychologie : « En ce sens, Modigliani est à contre-courant des grands mouvements de l’art moderne. »

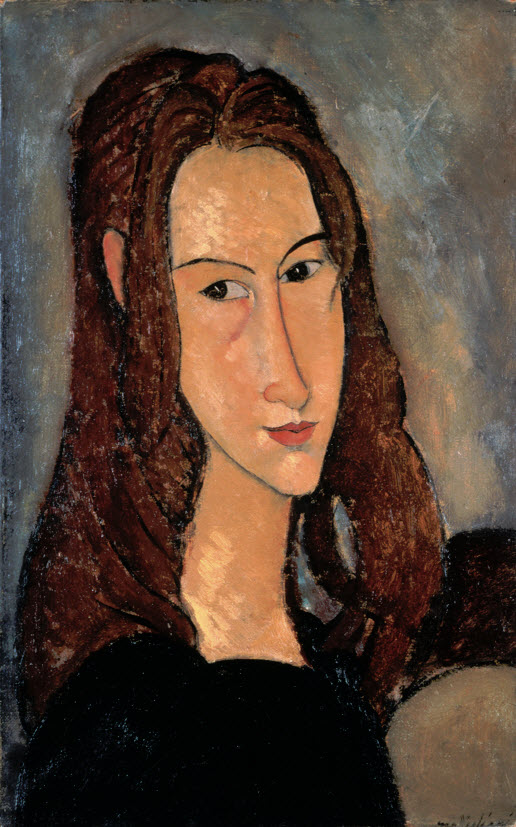
Portrait de Jeanne Hébuterne (tête de profil), 1918, huile sur toile,, coll. priv.

Il ne connaît au fond qu’un seul thème : l’humain. Il a pu être dit que dans la plupart de ses nus il s’intéressait moins aux corps qu’aux visages, et que son art ne serait en définitive qu’une longue méditation sur le visage humain. Celui de ses modèles devient le masque de leur âme, « que l'artiste découvre et révèle, par un trait, un geste, une couleur ». Poursuivant de manière obsessionnelle sa quête esthétique sans jamais la dissocier de celle du mystère de l'être, il rêvait, selon Franco Russoli, d’unir à l’instar des maniéristes « la forme incorruptible et belle à la figure humiliée et corrompue de l’homme moderne ».
« Ce que je cherche, ce n’est pas le réel, ni l’irréel, mais l’Inconscient, le mystère de l’Instinctivité de la Race », notait-il en 1907 de façon plutôt obscure, sans doute sous l'influence de ses lectures de Nietzsche ou Bergson et sur fond de psychanalyse naissante : à une vision rationaliste de la vie, il opposait selon Doris Krystof une sorte de vitalisme, l’idée que le moi peut s’accomplir dans une attente créatrice qui n'attend rien de l'extérieur, ce qu'évoque l’attitude de ses personnages tout entiers avec eux-mêmes.

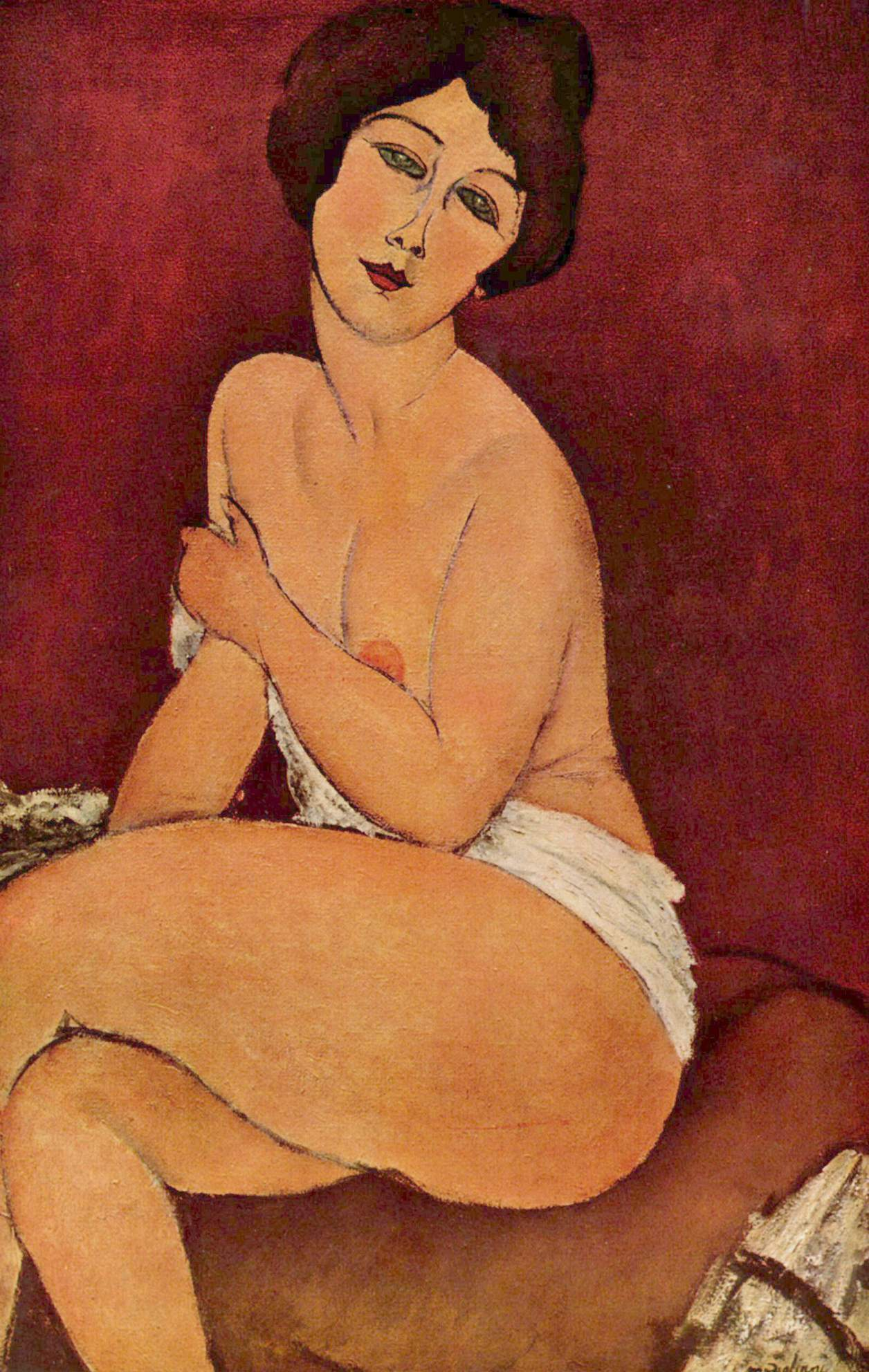
Nu assis sur un divan (La Belle Romaine), 1918, huile sur toile,, coll. priv.

Modigliani, qui n'a rien d'un autodidacte mais n'est diplômé d'aucune académie, ne se rattache à aucun courant ni à personne, son indépendance en ce domaine confinant à la méfiance. Sur la fin de sa brève carrière, il n'est pas méconnu ni même sous-estimé mais perçu comme « timide » : il plaît à ses contemporains, qui reconnaissent son talent sans en pénétrer l'originalité ni le considérer comme un peintre de premier plan. Cherchant un mode d'expression personnel sans rompre vraiment avec la tradition, il est qualifié de « moderne classique », et rattaché après coup à ce regroupement informel d'artistes appelé École de Paris.
« Un don : de quelques uns à beaucoup : de ceux qui savent et possèdent à ceux qui ne savent ni ne possèdent » : ce que Modigliani écrivait sur la vie, peut-être le pensait-il de son art. Travaillant sur un mode intuitif, il est conscient sans le théoriser de son apport à l'évolution des formes. Ses portraits en particulier, à un moment où ce genre pictural était en crise, l'ont fait entrer dans l'histoire de l'art. Sa peinture toutefois, « formant un tout et close sur elle-même, ne saurait faire de lui un chef de file ». Son œuvre de plus en plus forte, achevée malgré tout, fait de lui un des maîtres de son époque mais n'a pas d'influence sur ses contemporains ni ses successeurs, hormis à la rigueur quelques portraits d'André Derain ou sculptures d'Henri Laurens.

#### Postérité
En une douzaine d'années, Modigliani a créé une œuvre riche, multiple, unique « et c'est là sa grandeur ».
Si les premiers connaisseurs à l'admirer (Salmon, Apollinaire, Carco, Cendrars) ont loué la plasticité de sa ligne, la cohérence de ses constructions, la sobriété de son style non conventionnel ou la sensualité de ses nus fuyant tout érotisme débridé, l'écrivain et critique d'art John Berger attribue la tiédeur de certains autres jugements à la tendresse dont il semble avoir entouré ses modèles et à l'image élégante et résignée de l'homme que renvoient ses portraits. Il n'empêche que dès le début des années 1920 le public se montre sensible à l'art de Modigliani et que sa renommée s'étend ailleurs qu'en France, notamment aux États-Unis grâce au collectionneur Albert Barnes.
Il n'en va pas de même en Italie. La Biennale de Venise de 1922 ne fait place qu'à douze de ses œuvres et les critiques s'y déclarent très déçus par ces images déformées comme dans un miroir convexe, sorte de « régression artistique » qui n'a même pas « l'audace de l'impudeur ». À la Biennale de 1930, l'artiste est célébré mais, dans le contexte culturel de l'Italie fasciste, c'est pour son « italianité », en tant qu'héritier de la grande tradition nationale du Trecento et de la Renaissance : son enseignement, affirme le sculpteur et critique d'art Antonio Maraini, soutien du régime, est de montrer aux autres comment « être à la fois anciens et modernes, c'est-à-dire éternels ; et éternellement italiens ».

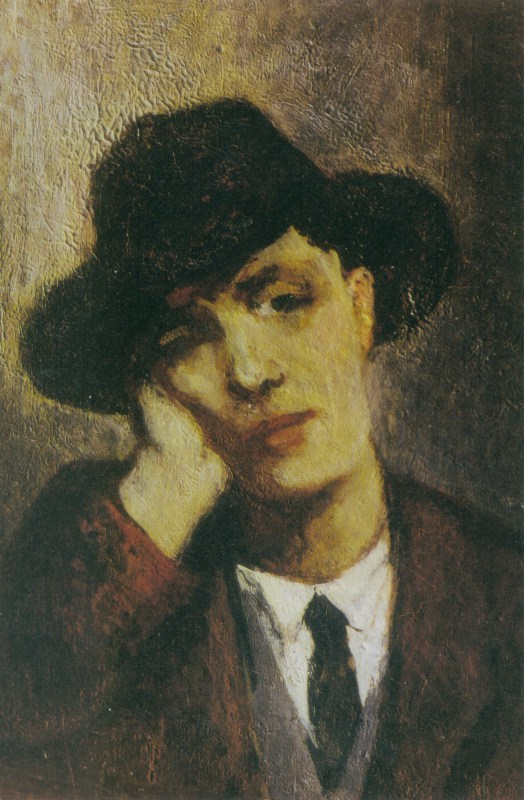
Autoportrait (v. 1907), longtemps attribué à Jeanne Hébuterne.

Il faut attendre l'exposition de Bâle en 1934 puis surtout les années 1950 pour que soit pleinement reconnue, en Italie comme ailleurs, sa singularité. De son vivant, ses toiles se vendaient en moyenne entre 5 et 100 francs : en 1924, son frère réfugié politique à Paris constate qu'elles sont devenues inabordables, certains portraits atteignant deux ans plus tard 35 000 francs (environ 45 000 euros).
La cote du peintre ne cesse de grimper durant la fin du siècle pour exploser à l'aube du suivant. En 2010, chez Sotheby's à New York, le Nu assis sur un divan (La belle Romaine) est vendu près de 69 millions de dollars et cinq ans plus tard, lors d'une vente aux enchères chez Christie's — où une sculpture de Modigliani avait été peu avant adjugée pour 70 millions de dollars —, le milliardaire chinois Liu Liqian acquiert le grand Nu couché pour la somme record de 170 millions de dollars, soit 158 millions d'euros,.
Depuis les années 1930, la prolifération de faux Modigliani, proportionnelle à sa cotation sur le marché de l'art, a compliqué l'authentification de ses œuvres,,, : on ne compte pas moins de cinq tentatives de catalogue raisonné entre 1955 et 1990, celui d'Ambrogio Ceroni, paru entre 1965 et 1972, faisant mondialement référence. Celui de Christian Parisot, entrepris entre 1990 et 2012, comprend cinq volumes. En 1997, Marc Restellini et Daniel Wildenstein se lancent dans un autre, toujours attendu un quart de siècle après.
Cela n'a pas empêché la recherche sur la production et l'esthétique de Modigliani d'avancer dans le même temps, même si, souvent encore, sa vie malheureuse occulte ou est censée expliquer sa création, alors que celle-ci est loin d'être tourmentée, pessimiste ou désespérée. Ce que l'œuvre de Modigliani a « d'inimitable […] n'est pas la sentimentalité, mais l'émotion, [ni] le gracieux, mais la grâce », estimait Françoise Cachin : longtemps négligée par une histoire de l'art focalisée sur les tendances les plus révolutionnaires et l'explosion de l'art abstrait, cette œuvre figurative centrée sur l'humain, toute en retenue et en intériorité, a fait de son auteur l'un des artistes du XXe siècle les plus populaires.

## Hommages

### Principales expositions

#### De son vivant

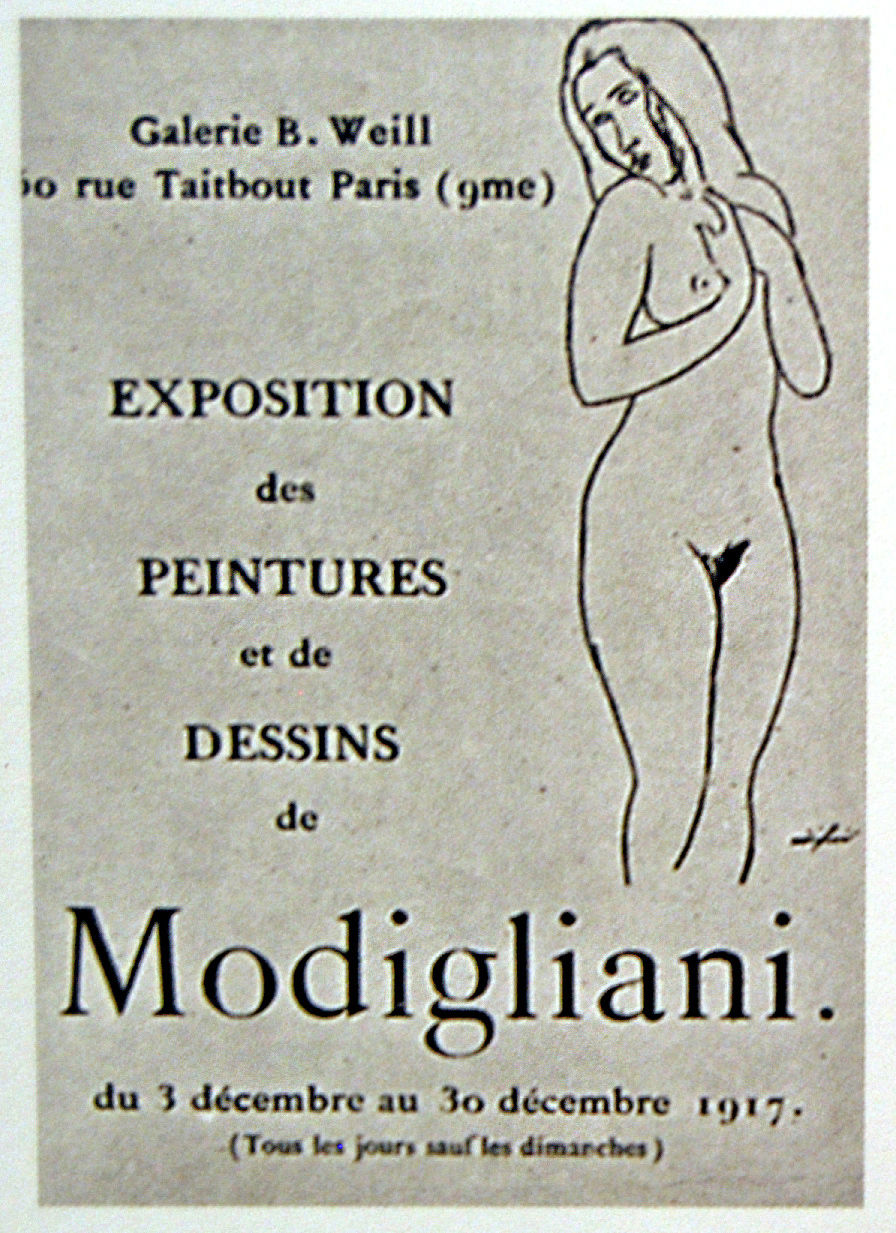
Carton d'invitation pour l'exposition à la galerie Berthe Weill, 1917.

- 1906 : Galerie Laura Wylda, rue des Saint-Pères (3 toiles).
- 1907 : Salon d'automne (2 toiles et 5 aquarelles).
- 1908 : Salon des indépendants (6 œuvres dont La Juive et L'Idole).
- 1910 : Salon des indépendants (6 œuvres dont Le Violoncelliste, Le Mendiant de Livourne, La Mendiante).
- 1911 : Atelier d'Amadeo de Souza-Cardoso, mois de mars (dessins, gouaches et 5 sculptures).
- 1912 : Salon d'automne (7 sculptures : Têtes, ensemble décoratif).
- 1914 : Galerie d'Art Whitechapel, Londres, du 8 mai au 20 juin (2 toiles).
- 1916 : Modern Gallery, New York, du 8 au 22 mars (2 sculptures).
- 1916 : Cabaret Voltaire, Zurich, juin (2 dessins).
- 1916 : « L'Art moderne en France », 26 rue d'Antin, du 16 au 31 juillet (3 portraits).
- 1916 : Atelier d'Émile Lejeune, Lyre et Palette, 6 rue Huyghens, concert-exposition, du 19 novembre au 5 décembre (14 toiles et des dessins).
- 1917 : Galerie Berthe Weill, « Exposition des peintures et de dessins de Modigliani », du 3 au 30 décembre : seule exposition personnelle.
- 1918 : Galerie Paul Guillaume, exposition « Peintres d'aujourd'hui », du 15 au 23 décembre (4 toiles).
- 1919 : « Modern French Art - 1914-1919 », Mansard Gallery, Londres, du 9 août au 6 septembre (59 œuvres).
- 1919 : Salon d'automne (4 toiles).

#### Posthumes
- 1921 : Galerie L'Évêque, Paris.
- 1922 : Galerie Bernheim-Jeune ; Biennale de Venise (12 œuvres).
- 1925 : Galerie Samuel Bing.
- 1926 - 1927 - 1928 : Salon des indépendants.
- 1929 : Galerie De Hauke & co., New York.
- 1930 : Biennale de Venise (38 tableaux, 40 dessins, 2 sculptures).
- 1931 : Galerie Demotte, New York.
- 1933 : Palais des Beaux-Arts, Bruxelles.
- 1934 : Kunsthalle, Bâle.
- 1937 : « Les Maîtres de l'Art indépendant - 1895-1937 », Petit Palais (12 toiles).
- 1944 : Centre d'art britannique de Yale (peintures et dessins).
- 1946 : Galerie de France ; Maison de la culture de Milan.
- 1951 : Cleveland Museum of Art ; Museum of Modern Art, New York ; Quadriennale de Rome.
- 1954 : Society of the Four Arts, Palm Beach (Floride).
- 1955 : Musée Jenisch Vevey et Kunsthalle de Bâle (expositions collectives) ; Art Institute of Chicago (dessins).
- 1958 : Galerie Charpentier (100 tableaux).
- 1981 : « Modigliani », à l'occasion du XXe Anniversaire du Musée d'Art moderne de Paris.
- 1983-1984 : « Modigliani, An Anniversary Exhibition », National Gallery of Art, Washington.
- 1985 : « Modigliani », Musée national d'Art moderne de Tokyo et Museum of Modern Art de Nagoya.
- 1990 : « Modigliani », Martigny, Fondation Gianadda.
- 2002-2003 : « Modigliani, l'Ange au visage grave », Musée du Luxembourg (100 œuvres).
- 2005 : "Modigliani , A Venezia tra Livorno e Parigi" Biblioteca Nazionale Marciani -Venizia
- 2005 : "Modigliani,  A Venezia tra Livorno e Parigi" Castello di San Michele - Cagliari
- 2005 : "Modigliani , A Venezia tra Livorno e Parigi" Musée villa Liberty Borioli - Domodossola
- 2008 : « Modigliani, A Retrospective », Museum of Modern Art, Nagoya.
- 2010 : « Amedeo Modigliani », Musée de l'Annonciade, Saint-Tropez.
- 2012 : « Modigliani, Soutine et l'Aventure de Montparnasse - La Collection Jonas Netter », Paris.
- 2013 : « Modigliani et l'École de Paris », Fondation Gianadda de Martigny (collaboration Centre national d'art et de culture Georges-Pompidou et collections suisses).
- 2015 : " Modigliani , Legend of Montparnasse" Retrospective - Hangaram Art Museum -Seoul, Corée
- 2016 : « Amedeo Modigliani. L'Œil Interieur », Lille Métropole Musée d'Art moderne, d'Art contemporain et d'Art brut.
- 2017 : "Modigliani" Retrospettive - Pallazo Ducale -Genova
- 2017-2018 : « Modigliani unmasked », Museum of Jewish Heritage, New York ; « Modigliani », Tate Modern, Londres.
- 2019-2020 : « Modigliani e l'avventura di Montparnasse - Copolovori dalle collezioni Netter e Alexandre », Musée de la Ville de Livourne.
- 2023-2024 : « Amedeo Modigliani, un peintre et son marchand », musée de l'Orangerie.

### Autres domaines culturels

#### Cinéma

##### Films biographiques

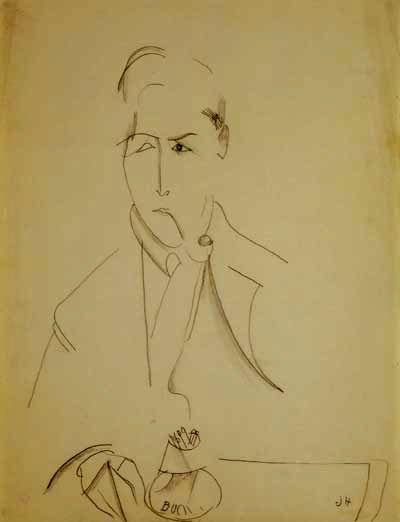
Jeanne Hébuterne, Modigliani à la pipe, v. 1918, fusain,, coll. priv.

- Montparnasse 19, Jacques Becker, France, 1958, avec Gérard Philipe et Anouk Aimée.
- Modigliani, Franco Brogi Taviani, France - Italie, 1990, avec Richard Berry et Elide Melli.
- Modigliani, Mick Davis, États-Unis, 2004, avec Andy García et Elsa Zylberstein dans le rôle de Jeanne Hébuterne.
- Modi, Johnny Depp, Italie - Royaume-Uni, 2024, avec Riccardo Scamarcio, Antonia Desplat, Bruno Gouery et Al Pacino.

##### Autres films
- Le Tatoué, Denys de La Patellière, France, 1968. Le personnage de Legrain (Jean Gabin) arbore sur son dos un tatouage réalisé par Modigliani et ressemblant à un des portraits de Beatrice Hastings.
- Vérités et Mensonges, Orson Welles, France-Allemagne-Iran, 1973. Faux documentaire où le faussaire Elmyr de Hory explique pourquoi il est « facile » de peindre de faux Modigliani.
- Deux jours d'été, Luca Dal Canto, Italie, 2014. En Toscane, les vacances d'un garçon sont troublées par une femme ressemblant à un modèle de Modigliani.
- Ça, Andrés Muschietti, États-Unis, 2017. Le portrait d'une femme tenant une flûte traversière, inspiré d'un portrait de Modigliani, effraie l'un des protagonistes.
- Modigliani et ses secrets, Jacques Lœuille, France, 2020. Documentaire sur la vie de Modigliani.

#### Roman
- Le Scandale Modigliani, Ken Follett (sous le pseudonyme de Zachary Stone), 1976.
- Modigliani, l'ultimo romantico, Corrado Augias, 1998.
- Je suis Jeanne Hébuterne, Olivia Elkaim, 2017.

#### Bande dessinée
- Modigliani : prince de la bohème, scénario de Laurent Seksik, dessins de Fabrice Le Hénanff, Casterman, 2014.

#### Théâtre
- Modi de Laurent Seksik, 2017, mise en scène Didier Long, théâtre de l'Atelier, avec Stéphane Guillon.

#### Photographie
- Les lieux de Modigliani entre Livourne et Paris de Luca Dal Canto, 2014-2021, projet photo(bio)graphique. Un voyage photographique pour découvrir la vie de Amedeo Modigliani et voir comment « ses lieux » ont changé après 100 ans[121].